# Schackregler
Den här artikeln använder algebraisk schacknotation för att beskriva schackdragen.

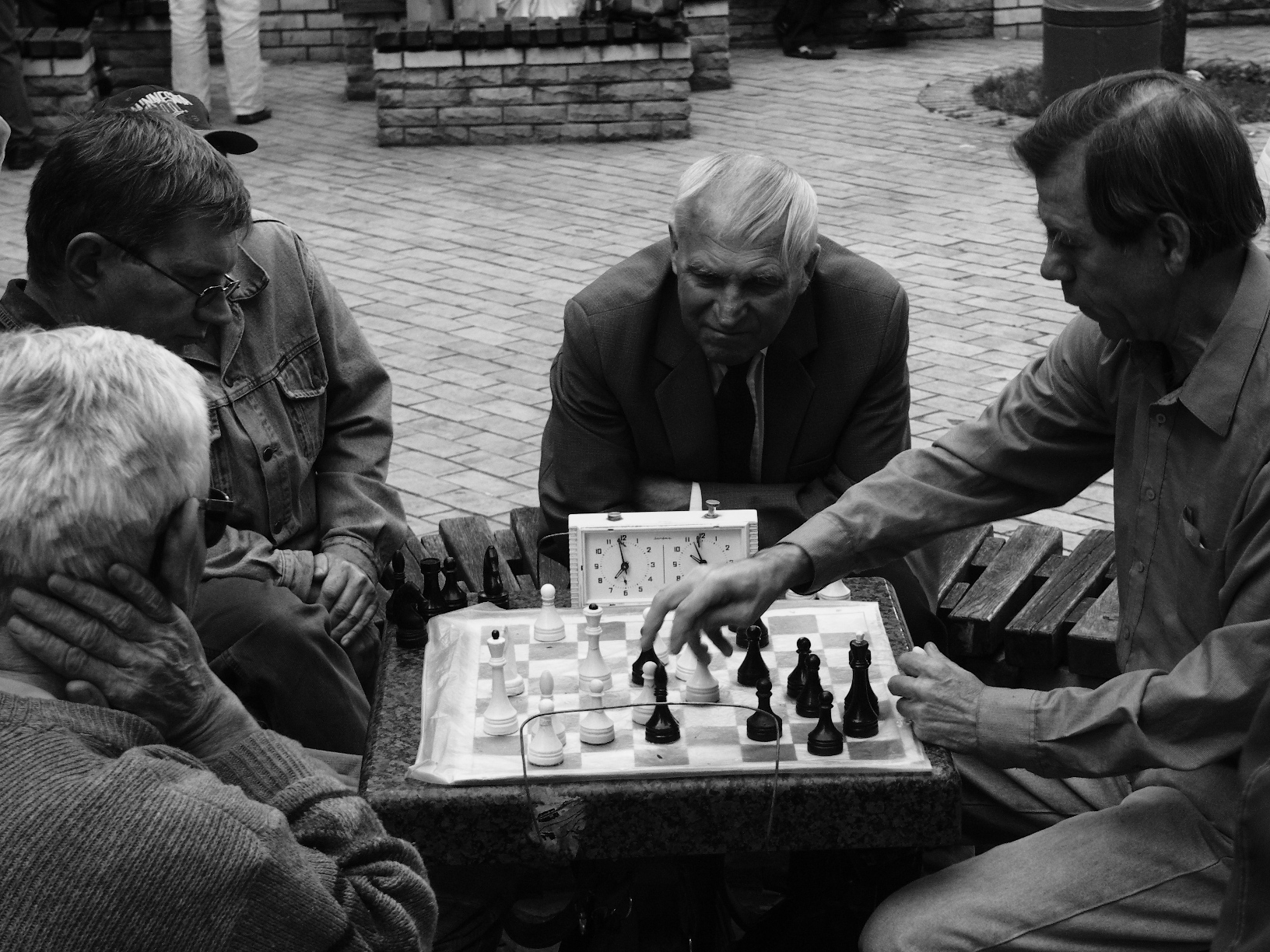
Ett parti schack med tävlingsklocka i en allmän park i Kiev.

Schackregler, eller schacklagar, är regler för hur spelet schack spelas.
Schack spelas på ett kvadratiskt bräde som består av 8x8 rutor som är omväxlande ljusa och mörka. Det spelas mellan två deltagare, där den ena spelar med vita pjäser, och den andra med svarta. Det är alltid vit som gör första draget, sedan turas spelarna om att flytta varsin pjäs. Spelet går ut på att sätta motståndarens kung schackmatt. Det innebär att man hotar motståndarens kung samtidigt som denne inte kan undkomma hotet på något sätt. Den spelare som lyckas sätta sin motståndare schackmatt har vunnit. Ett spel från första draget fram till att någon vinner, eller det blir oavgjort, kallas ett parti.

## Utrustning

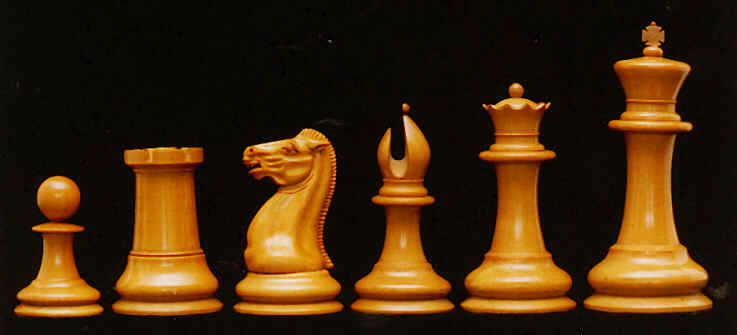
De olika pjäserna i schack. Från vänster: bonde, torn, springare, löpare, dam och kung.

För att spela schack behöver man schackpjäser och ett schackbräde. Brädet ska vara indelat i 64 alternerande ljusa och mörka fält. Vardera spelare börjar med 16 pjäser som är vita respektive svarta. Särskilt i tävlingar används även en tävlingsklocka för att begränsa betänketiden, samt partiprotokoll åt vardera spelare för att kunna studera och utvärdera partiet senare.

### Utgångsställning
|   | a | b | c | d | e | f | g | h |   |
| 8 | a8 svart torn · b8 svart springare · c8 svart löpare · d8 svart drottning · e8 svart kung · f8 svart löpare · g8 svart springare · h8 svart torn · a7 svart bonde · b7 svart bonde · c7 svart bonde · d7 svart bonde · e7 svart bonde · f7 svart bonde · g7 svart bonde · h7 svart bonde · a2 vit bonde · b2 vit bonde · c2 vit bonde · d2 vit bonde · e2 vit bonde · f2 vit bonde · g2 vit bonde · h2 vit bonde · a1 vit torn · b1 vit springare · c1 vit löpare · d1 vit drottning · e1 vit kung · f1 vit löpare · g1 vit springare · h1 vit torn | a8 svart torn · b8 svart springare · c8 svart löpare · d8 svart drottning · e8 svart kung · f8 svart löpare · g8 svart springare · h8 svart torn · a7 svart bonde · b7 svart bonde · c7 svart bonde · d7 svart bonde · e7 svart bonde · f7 svart bonde · g7 svart bonde · h7 svart bonde · a2 vit bonde · b2 vit bonde · c2 vit bonde · d2 vit bonde · e2 vit bonde · f2 vit bonde · g2 vit bonde · h2 vit bonde · a1 vit torn · b1 vit springare · c1 vit löpare · d1 vit drottning · e1 vit kung · f1 vit löpare · g1 vit springare · h1 vit torn | a8 svart torn · b8 svart springare · c8 svart löpare · d8 svart drottning · e8 svart kung · f8 svart löpare · g8 svart springare · h8 svart torn · a7 svart bonde · b7 svart bonde · c7 svart bonde · d7 svart bonde · e7 svart bonde · f7 svart bonde · g7 svart bonde · h7 svart bonde · a2 vit bonde · b2 vit bonde · c2 vit bonde · d2 vit bonde · e2 vit bonde · f2 vit bonde · g2 vit bonde · h2 vit bonde · a1 vit torn · b1 vit springare · c1 vit löpare · d1 vit drottning · e1 vit kung · f1 vit löpare · g1 vit springare · h1 vit torn | a8 svart torn · b8 svart springare · c8 svart löpare · d8 svart drottning · e8 svart kung · f8 svart löpare · g8 svart springare · h8 svart torn · a7 svart bonde · b7 svart bonde · c7 svart bonde · d7 svart bonde · e7 svart bonde · f7 svart bonde · g7 svart bonde · h7 svart bonde · a2 vit bonde · b2 vit bonde · c2 vit bonde · d2 vit bonde · e2 vit bonde · f2 vit bonde · g2 vit bonde · h2 vit bonde · a1 vit torn · b1 vit springare · c1 vit löpare · d1 vit drottning · e1 vit kung · f1 vit löpare · g1 vit springare · h1 vit torn | a8 svart torn · b8 svart springare · c8 svart löpare · d8 svart drottning · e8 svart kung · f8 svart löpare · g8 svart springare · h8 svart torn · a7 svart bonde · b7 svart bonde · c7 svart bonde · d7 svart bonde · e7 svart bonde · f7 svart bonde · g7 svart bonde · h7 svart bonde · a2 vit bonde · b2 vit bonde · c2 vit bonde · d2 vit bonde · e2 vit bonde · f2 vit bonde · g2 vit bonde · h2 vit bonde · a1 vit torn · b1 vit springare · c1 vit löpare · d1 vit drottning · e1 vit kung · f1 vit löpare · g1 vit springare · h1 vit torn | a8 svart torn · b8 svart springare · c8 svart löpare · d8 svart drottning · e8 svart kung · f8 svart löpare · g8 svart springare · h8 svart torn · a7 svart bonde · b7 svart bonde · c7 svart bonde · d7 svart bonde · e7 svart bonde · f7 svart bonde · g7 svart bonde · h7 svart bonde · a2 vit bonde · b2 vit bonde · c2 vit bonde · d2 vit bonde · e2 vit bonde · f2 vit bonde · g2 vit bonde · h2 vit bonde · a1 vit torn · b1 vit springare · c1 vit löpare · d1 vit drottning · e1 vit kung · f1 vit löpare · g1 vit springare · h1 vit torn | a8 svart torn · b8 svart springare · c8 svart löpare · d8 svart drottning · e8 svart kung · f8 svart löpare · g8 svart springare · h8 svart torn · a7 svart bonde · b7 svart bonde · c7 svart bonde · d7 svart bonde · e7 svart bonde · f7 svart bonde · g7 svart bonde · h7 svart bonde · a2 vit bonde · b2 vit bonde · c2 vit bonde · d2 vit bonde · e2 vit bonde · f2 vit bonde · g2 vit bonde · h2 vit bonde · a1 vit torn · b1 vit springare · c1 vit löpare · d1 vit drottning · e1 vit kung · f1 vit löpare · g1 vit springare · h1 vit torn | a8 svart torn · b8 svart springare · c8 svart löpare · d8 svart drottning · e8 svart kung · f8 svart löpare · g8 svart springare · h8 svart torn · a7 svart bonde · b7 svart bonde · c7 svart bonde · d7 svart bonde · e7 svart bonde · f7 svart bonde · g7 svart bonde · h7 svart bonde · a2 vit bonde · b2 vit bonde · c2 vit bonde · d2 vit bonde · e2 vit bonde · f2 vit bonde · g2 vit bonde · h2 vit bonde · a1 vit torn · b1 vit springare · c1 vit löpare · d1 vit drottning · e1 vit kung · f1 vit löpare · g1 vit springare · h1 vit torn | 8 |
| 7 | a8 svart torn · b8 svart springare · c8 svart löpare · d8 svart drottning · e8 svart kung · f8 svart löpare · g8 svart springare · h8 svart torn · a7 svart bonde · b7 svart bonde · c7 svart bonde · d7 svart bonde · e7 svart bonde · f7 svart bonde · g7 svart bonde · h7 svart bonde · a2 vit bonde · b2 vit bonde · c2 vit bonde · d2 vit bonde · e2 vit bonde · f2 vit bonde · g2 vit bonde · h2 vit bonde · a1 vit torn · b1 vit springare · c1 vit löpare · d1 vit drottning · e1 vit kung · f1 vit löpare · g1 vit springare · h1 vit torn | a8 svart torn · b8 svart springare · c8 svart löpare · d8 svart drottning · e8 svart kung · f8 svart löpare · g8 svart springare · h8 svart torn · a7 svart bonde · b7 svart bonde · c7 svart bonde · d7 svart bonde · e7 svart bonde · f7 svart bonde · g7 svart bonde · h7 svart bonde · a2 vit bonde · b2 vit bonde · c2 vit bonde · d2 vit bonde · e2 vit bonde · f2 vit bonde · g2 vit bonde · h2 vit bonde · a1 vit torn · b1 vit springare · c1 vit löpare · d1 vit drottning · e1 vit kung · f1 vit löpare · g1 vit springare · h1 vit torn | a8 svart torn · b8 svart springare · c8 svart löpare · d8 svart drottning · e8 svart kung · f8 svart löpare · g8 svart springare · h8 svart torn · a7 svart bonde · b7 svart bonde · c7 svart bonde · d7 svart bonde · e7 svart bonde · f7 svart bonde · g7 svart bonde · h7 svart bonde · a2 vit bonde · b2 vit bonde · c2 vit bonde · d2 vit bonde · e2 vit bonde · f2 vit bonde · g2 vit bonde · h2 vit bonde · a1 vit torn · b1 vit springare · c1 vit löpare · d1 vit drottning · e1 vit kung · f1 vit löpare · g1 vit springare · h1 vit torn | a8 svart torn · b8 svart springare · c8 svart löpare · d8 svart drottning · e8 svart kung · f8 svart löpare · g8 svart springare · h8 svart torn · a7 svart bonde · b7 svart bonde · c7 svart bonde · d7 svart bonde · e7 svart bonde · f7 svart bonde · g7 svart bonde · h7 svart bonde · a2 vit bonde · b2 vit bonde · c2 vit bonde · d2 vit bonde · e2 vit bonde · f2 vit bonde · g2 vit bonde · h2 vit bonde · a1 vit torn · b1 vit springare · c1 vit löpare · d1 vit drottning · e1 vit kung · f1 vit löpare · g1 vit springare · h1 vit torn | a8 svart torn · b8 svart springare · c8 svart löpare · d8 svart drottning · e8 svart kung · f8 svart löpare · g8 svart springare · h8 svart torn · a7 svart bonde · b7 svart bonde · c7 svart bonde · d7 svart bonde · e7 svart bonde · f7 svart bonde · g7 svart bonde · h7 svart bonde · a2 vit bonde · b2 vit bonde · c2 vit bonde · d2 vit bonde · e2 vit bonde · f2 vit bonde · g2 vit bonde · h2 vit bonde · a1 vit torn · b1 vit springare · c1 vit löpare · d1 vit drottning · e1 vit kung · f1 vit löpare · g1 vit springare · h1 vit torn | a8 svart torn · b8 svart springare · c8 svart löpare · d8 svart drottning · e8 svart kung · f8 svart löpare · g8 svart springare · h8 svart torn · a7 svart bonde · b7 svart bonde · c7 svart bonde · d7 svart bonde · e7 svart bonde · f7 svart bonde · g7 svart bonde · h7 svart bonde · a2 vit bonde · b2 vit bonde · c2 vit bonde · d2 vit bonde · e2 vit bonde · f2 vit bonde · g2 vit bonde · h2 vit bonde · a1 vit torn · b1 vit springare · c1 vit löpare · d1 vit drottning · e1 vit kung · f1 vit löpare · g1 vit springare · h1 vit torn | a8 svart torn · b8 svart springare · c8 svart löpare · d8 svart drottning · e8 svart kung · f8 svart löpare · g8 svart springare · h8 svart torn · a7 svart bonde · b7 svart bonde · c7 svart bonde · d7 svart bonde · e7 svart bonde · f7 svart bonde · g7 svart bonde · h7 svart bonde · a2 vit bonde · b2 vit bonde · c2 vit bonde · d2 vit bonde · e2 vit bonde · f2 vit bonde · g2 vit bonde · h2 vit bonde · a1 vit torn · b1 vit springare · c1 vit löpare · d1 vit drottning · e1 vit kung · f1 vit löpare · g1 vit springare · h1 vit torn | a8 svart torn · b8 svart springare · c8 svart löpare · d8 svart drottning · e8 svart kung · f8 svart löpare · g8 svart springare · h8 svart torn · a7 svart bonde · b7 svart bonde · c7 svart bonde · d7 svart bonde · e7 svart bonde · f7 svart bonde · g7 svart bonde · h7 svart bonde · a2 vit bonde · b2 vit bonde · c2 vit bonde · d2 vit bonde · e2 vit bonde · f2 vit bonde · g2 vit bonde · h2 vit bonde · a1 vit torn · b1 vit springare · c1 vit löpare · d1 vit drottning · e1 vit kung · f1 vit löpare · g1 vit springare · h1 vit torn | 7 |
| 6 | a8 svart torn · b8 svart springare · c8 svart löpare · d8 svart drottning · e8 svart kung · f8 svart löpare · g8 svart springare · h8 svart torn · a7 svart bonde · b7 svart bonde · c7 svart bonde · d7 svart bonde · e7 svart bonde · f7 svart bonde · g7 svart bonde · h7 svart bonde · a2 vit bonde · b2 vit bonde · c2 vit bonde · d2 vit bonde · e2 vit bonde · f2 vit bonde · g2 vit bonde · h2 vit bonde · a1 vit torn · b1 vit springare · c1 vit löpare · d1 vit drottning · e1 vit kung · f1 vit löpare · g1 vit springare · h1 vit torn | a8 svart torn · b8 svart springare · c8 svart löpare · d8 svart drottning · e8 svart kung · f8 svart löpare · g8 svart springare · h8 svart torn · a7 svart bonde · b7 svart bonde · c7 svart bonde · d7 svart bonde · e7 svart bonde · f7 svart bonde · g7 svart bonde · h7 svart bonde · a2 vit bonde · b2 vit bonde · c2 vit bonde · d2 vit bonde · e2 vit bonde · f2 vit bonde · g2 vit bonde · h2 vit bonde · a1 vit torn · b1 vit springare · c1 vit löpare · d1 vit drottning · e1 vit kung · f1 vit löpare · g1 vit springare · h1 vit torn | a8 svart torn · b8 svart springare · c8 svart löpare · d8 svart drottning · e8 svart kung · f8 svart löpare · g8 svart springare · h8 svart torn · a7 svart bonde · b7 svart bonde · c7 svart bonde · d7 svart bonde · e7 svart bonde · f7 svart bonde · g7 svart bonde · h7 svart bonde · a2 vit bonde · b2 vit bonde · c2 vit bonde · d2 vit bonde · e2 vit bonde · f2 vit bonde · g2 vit bonde · h2 vit bonde · a1 vit torn · b1 vit springare · c1 vit löpare · d1 vit drottning · e1 vit kung · f1 vit löpare · g1 vit springare · h1 vit torn | a8 svart torn · b8 svart springare · c8 svart löpare · d8 svart drottning · e8 svart kung · f8 svart löpare · g8 svart springare · h8 svart torn · a7 svart bonde · b7 svart bonde · c7 svart bonde · d7 svart bonde · e7 svart bonde · f7 svart bonde · g7 svart bonde · h7 svart bonde · a2 vit bonde · b2 vit bonde · c2 vit bonde · d2 vit bonde · e2 vit bonde · f2 vit bonde · g2 vit bonde · h2 vit bonde · a1 vit torn · b1 vit springare · c1 vit löpare · d1 vit drottning · e1 vit kung · f1 vit löpare · g1 vit springare · h1 vit torn | a8 svart torn · b8 svart springare · c8 svart löpare · d8 svart drottning · e8 svart kung · f8 svart löpare · g8 svart springare · h8 svart torn · a7 svart bonde · b7 svart bonde · c7 svart bonde · d7 svart bonde · e7 svart bonde · f7 svart bonde · g7 svart bonde · h7 svart bonde · a2 vit bonde · b2 vit bonde · c2 vit bonde · d2 vit bonde · e2 vit bonde · f2 vit bonde · g2 vit bonde · h2 vit bonde · a1 vit torn · b1 vit springare · c1 vit löpare · d1 vit drottning · e1 vit kung · f1 vit löpare · g1 vit springare · h1 vit torn | a8 svart torn · b8 svart springare · c8 svart löpare · d8 svart drottning · e8 svart kung · f8 svart löpare · g8 svart springare · h8 svart torn · a7 svart bonde · b7 svart bonde · c7 svart bonde · d7 svart bonde · e7 svart bonde · f7 svart bonde · g7 svart bonde · h7 svart bonde · a2 vit bonde · b2 vit bonde · c2 vit bonde · d2 vit bonde · e2 vit bonde · f2 vit bonde · g2 vit bonde · h2 vit bonde · a1 vit torn · b1 vit springare · c1 vit löpare · d1 vit drottning · e1 vit kung · f1 vit löpare · g1 vit springare · h1 vit torn | a8 svart torn · b8 svart springare · c8 svart löpare · d8 svart drottning · e8 svart kung · f8 svart löpare · g8 svart springare · h8 svart torn · a7 svart bonde · b7 svart bonde · c7 svart bonde · d7 svart bonde · e7 svart bonde · f7 svart bonde · g7 svart bonde · h7 svart bonde · a2 vit bonde · b2 vit bonde · c2 vit bonde · d2 vit bonde · e2 vit bonde · f2 vit bonde · g2 vit bonde · h2 vit bonde · a1 vit torn · b1 vit springare · c1 vit löpare · d1 vit drottning · e1 vit kung · f1 vit löpare · g1 vit springare · h1 vit torn | a8 svart torn · b8 svart springare · c8 svart löpare · d8 svart drottning · e8 svart kung · f8 svart löpare · g8 svart springare · h8 svart torn · a7 svart bonde · b7 svart bonde · c7 svart bonde · d7 svart bonde · e7 svart bonde · f7 svart bonde · g7 svart bonde · h7 svart bonde · a2 vit bonde · b2 vit bonde · c2 vit bonde · d2 vit bonde · e2 vit bonde · f2 vit bonde · g2 vit bonde · h2 vit bonde · a1 vit torn · b1 vit springare · c1 vit löpare · d1 vit drottning · e1 vit kung · f1 vit löpare · g1 vit springare · h1 vit torn | 6 |
| 5 | a8 svart torn · b8 svart springare · c8 svart löpare · d8 svart drottning · e8 svart kung · f8 svart löpare · g8 svart springare · h8 svart torn · a7 svart bonde · b7 svart bonde · c7 svart bonde · d7 svart bonde · e7 svart bonde · f7 svart bonde · g7 svart bonde · h7 svart bonde · a2 vit bonde · b2 vit bonde · c2 vit bonde · d2 vit bonde · e2 vit bonde · f2 vit bonde · g2 vit bonde · h2 vit bonde · a1 vit torn · b1 vit springare · c1 vit löpare · d1 vit drottning · e1 vit kung · f1 vit löpare · g1 vit springare · h1 vit torn | a8 svart torn · b8 svart springare · c8 svart löpare · d8 svart drottning · e8 svart kung · f8 svart löpare · g8 svart springare · h8 svart torn · a7 svart bonde · b7 svart bonde · c7 svart bonde · d7 svart bonde · e7 svart bonde · f7 svart bonde · g7 svart bonde · h7 svart bonde · a2 vit bonde · b2 vit bonde · c2 vit bonde · d2 vit bonde · e2 vit bonde · f2 vit bonde · g2 vit bonde · h2 vit bonde · a1 vit torn · b1 vit springare · c1 vit löpare · d1 vit drottning · e1 vit kung · f1 vit löpare · g1 vit springare · h1 vit torn | a8 svart torn · b8 svart springare · c8 svart löpare · d8 svart drottning · e8 svart kung · f8 svart löpare · g8 svart springare · h8 svart torn · a7 svart bonde · b7 svart bonde · c7 svart bonde · d7 svart bonde · e7 svart bonde · f7 svart bonde · g7 svart bonde · h7 svart bonde · a2 vit bonde · b2 vit bonde · c2 vit bonde · d2 vit bonde · e2 vit bonde · f2 vit bonde · g2 vit bonde · h2 vit bonde · a1 vit torn · b1 vit springare · c1 vit löpare · d1 vit drottning · e1 vit kung · f1 vit löpare · g1 vit springare · h1 vit torn | a8 svart torn · b8 svart springare · c8 svart löpare · d8 svart drottning · e8 svart kung · f8 svart löpare · g8 svart springare · h8 svart torn · a7 svart bonde · b7 svart bonde · c7 svart bonde · d7 svart bonde · e7 svart bonde · f7 svart bonde · g7 svart bonde · h7 svart bonde · a2 vit bonde · b2 vit bonde · c2 vit bonde · d2 vit bonde · e2 vit bonde · f2 vit bonde · g2 vit bonde · h2 vit bonde · a1 vit torn · b1 vit springare · c1 vit löpare · d1 vit drottning · e1 vit kung · f1 vit löpare · g1 vit springare · h1 vit torn | a8 svart torn · b8 svart springare · c8 svart löpare · d8 svart drottning · e8 svart kung · f8 svart löpare · g8 svart springare · h8 svart torn · a7 svart bonde · b7 svart bonde · c7 svart bonde · d7 svart bonde · e7 svart bonde · f7 svart bonde · g7 svart bonde · h7 svart bonde · a2 vit bonde · b2 vit bonde · c2 vit bonde · d2 vit bonde · e2 vit bonde · f2 vit bonde · g2 vit bonde · h2 vit bonde · a1 vit torn · b1 vit springare · c1 vit löpare · d1 vit drottning · e1 vit kung · f1 vit löpare · g1 vit springare · h1 vit torn | a8 svart torn · b8 svart springare · c8 svart löpare · d8 svart drottning · e8 svart kung · f8 svart löpare · g8 svart springare · h8 svart torn · a7 svart bonde · b7 svart bonde · c7 svart bonde · d7 svart bonde · e7 svart bonde · f7 svart bonde · g7 svart bonde · h7 svart bonde · a2 vit bonde · b2 vit bonde · c2 vit bonde · d2 vit bonde · e2 vit bonde · f2 vit bonde · g2 vit bonde · h2 vit bonde · a1 vit torn · b1 vit springare · c1 vit löpare · d1 vit drottning · e1 vit kung · f1 vit löpare · g1 vit springare · h1 vit torn | a8 svart torn · b8 svart springare · c8 svart löpare · d8 svart drottning · e8 svart kung · f8 svart löpare · g8 svart springare · h8 svart torn · a7 svart bonde · b7 svart bonde · c7 svart bonde · d7 svart bonde · e7 svart bonde · f7 svart bonde · g7 svart bonde · h7 svart bonde · a2 vit bonde · b2 vit bonde · c2 vit bonde · d2 vit bonde · e2 vit bonde · f2 vit bonde · g2 vit bonde · h2 vit bonde · a1 vit torn · b1 vit springare · c1 vit löpare · d1 vit drottning · e1 vit kung · f1 vit löpare · g1 vit springare · h1 vit torn | a8 svart torn · b8 svart springare · c8 svart löpare · d8 svart drottning · e8 svart kung · f8 svart löpare · g8 svart springare · h8 svart torn · a7 svart bonde · b7 svart bonde · c7 svart bonde · d7 svart bonde · e7 svart bonde · f7 svart bonde · g7 svart bonde · h7 svart bonde · a2 vit bonde · b2 vit bonde · c2 vit bonde · d2 vit bonde · e2 vit bonde · f2 vit bonde · g2 vit bonde · h2 vit bonde · a1 vit torn · b1 vit springare · c1 vit löpare · d1 vit drottning · e1 vit kung · f1 vit löpare · g1 vit springare · h1 vit torn | 5 |
| 4 | a8 svart torn · b8 svart springare · c8 svart löpare · d8 svart drottning · e8 svart kung · f8 svart löpare · g8 svart springare · h8 svart torn · a7 svart bonde · b7 svart bonde · c7 svart bonde · d7 svart bonde · e7 svart bonde · f7 svart bonde · g7 svart bonde · h7 svart bonde · a2 vit bonde · b2 vit bonde · c2 vit bonde · d2 vit bonde · e2 vit bonde · f2 vit bonde · g2 vit bonde · h2 vit bonde · a1 vit torn · b1 vit springare · c1 vit löpare · d1 vit drottning · e1 vit kung · f1 vit löpare · g1 vit springare · h1 vit torn | a8 svart torn · b8 svart springare · c8 svart löpare · d8 svart drottning · e8 svart kung · f8 svart löpare · g8 svart springare · h8 svart torn · a7 svart bonde · b7 svart bonde · c7 svart bonde · d7 svart bonde · e7 svart bonde · f7 svart bonde · g7 svart bonde · h7 svart bonde · a2 vit bonde · b2 vit bonde · c2 vit bonde · d2 vit bonde · e2 vit bonde · f2 vit bonde · g2 vit bonde · h2 vit bonde · a1 vit torn · b1 vit springare · c1 vit löpare · d1 vit drottning · e1 vit kung · f1 vit löpare · g1 vit springare · h1 vit torn | a8 svart torn · b8 svart springare · c8 svart löpare · d8 svart drottning · e8 svart kung · f8 svart löpare · g8 svart springare · h8 svart torn · a7 svart bonde · b7 svart bonde · c7 svart bonde · d7 svart bonde · e7 svart bonde · f7 svart bonde · g7 svart bonde · h7 svart bonde · a2 vit bonde · b2 vit bonde · c2 vit bonde · d2 vit bonde · e2 vit bonde · f2 vit bonde · g2 vit bonde · h2 vit bonde · a1 vit torn · b1 vit springare · c1 vit löpare · d1 vit drottning · e1 vit kung · f1 vit löpare · g1 vit springare · h1 vit torn | a8 svart torn · b8 svart springare · c8 svart löpare · d8 svart drottning · e8 svart kung · f8 svart löpare · g8 svart springare · h8 svart torn · a7 svart bonde · b7 svart bonde · c7 svart bonde · d7 svart bonde · e7 svart bonde · f7 svart bonde · g7 svart bonde · h7 svart bonde · a2 vit bonde · b2 vit bonde · c2 vit bonde · d2 vit bonde · e2 vit bonde · f2 vit bonde · g2 vit bonde · h2 vit bonde · a1 vit torn · b1 vit springare · c1 vit löpare · d1 vit drottning · e1 vit kung · f1 vit löpare · g1 vit springare · h1 vit torn | a8 svart torn · b8 svart springare · c8 svart löpare · d8 svart drottning · e8 svart kung · f8 svart löpare · g8 svart springare · h8 svart torn · a7 svart bonde · b7 svart bonde · c7 svart bonde · d7 svart bonde · e7 svart bonde · f7 svart bonde · g7 svart bonde · h7 svart bonde · a2 vit bonde · b2 vit bonde · c2 vit bonde · d2 vit bonde · e2 vit bonde · f2 vit bonde · g2 vit bonde · h2 vit bonde · a1 vit torn · b1 vit springare · c1 vit löpare · d1 vit drottning · e1 vit kung · f1 vit löpare · g1 vit springare · h1 vit torn | a8 svart torn · b8 svart springare · c8 svart löpare · d8 svart drottning · e8 svart kung · f8 svart löpare · g8 svart springare · h8 svart torn · a7 svart bonde · b7 svart bonde · c7 svart bonde · d7 svart bonde · e7 svart bonde · f7 svart bonde · g7 svart bonde · h7 svart bonde · a2 vit bonde · b2 vit bonde · c2 vit bonde · d2 vit bonde · e2 vit bonde · f2 vit bonde · g2 vit bonde · h2 vit bonde · a1 vit torn · b1 vit springare · c1 vit löpare · d1 vit drottning · e1 vit kung · f1 vit löpare · g1 vit springare · h1 vit torn | a8 svart torn · b8 svart springare · c8 svart löpare · d8 svart drottning · e8 svart kung · f8 svart löpare · g8 svart springare · h8 svart torn · a7 svart bonde · b7 svart bonde · c7 svart bonde · d7 svart bonde · e7 svart bonde · f7 svart bonde · g7 svart bonde · h7 svart bonde · a2 vit bonde · b2 vit bonde · c2 vit bonde · d2 vit bonde · e2 vit bonde · f2 vit bonde · g2 vit bonde · h2 vit bonde · a1 vit torn · b1 vit springare · c1 vit löpare · d1 vit drottning · e1 vit kung · f1 vit löpare · g1 vit springare · h1 vit torn | a8 svart torn · b8 svart springare · c8 svart löpare · d8 svart drottning · e8 svart kung · f8 svart löpare · g8 svart springare · h8 svart torn · a7 svart bonde · b7 svart bonde · c7 svart bonde · d7 svart bonde · e7 svart bonde · f7 svart bonde · g7 svart bonde · h7 svart bonde · a2 vit bonde · b2 vit bonde · c2 vit bonde · d2 vit bonde · e2 vit bonde · f2 vit bonde · g2 vit bonde · h2 vit bonde · a1 vit torn · b1 vit springare · c1 vit löpare · d1 vit drottning · e1 vit kung · f1 vit löpare · g1 vit springare · h1 vit torn | 4 |
| 3 | a8 svart torn · b8 svart springare · c8 svart löpare · d8 svart drottning · e8 svart kung · f8 svart löpare · g8 svart springare · h8 svart torn · a7 svart bonde · b7 svart bonde · c7 svart bonde · d7 svart bonde · e7 svart bonde · f7 svart bonde · g7 svart bonde · h7 svart bonde · a2 vit bonde · b2 vit bonde · c2 vit bonde · d2 vit bonde · e2 vit bonde · f2 vit bonde · g2 vit bonde · h2 vit bonde · a1 vit torn · b1 vit springare · c1 vit löpare · d1 vit drottning · e1 vit kung · f1 vit löpare · g1 vit springare · h1 vit torn | a8 svart torn · b8 svart springare · c8 svart löpare · d8 svart drottning · e8 svart kung · f8 svart löpare · g8 svart springare · h8 svart torn · a7 svart bonde · b7 svart bonde · c7 svart bonde · d7 svart bonde · e7 svart bonde · f7 svart bonde · g7 svart bonde · h7 svart bonde · a2 vit bonde · b2 vit bonde · c2 vit bonde · d2 vit bonde · e2 vit bonde · f2 vit bonde · g2 vit bonde · h2 vit bonde · a1 vit torn · b1 vit springare · c1 vit löpare · d1 vit drottning · e1 vit kung · f1 vit löpare · g1 vit springare · h1 vit torn | a8 svart torn · b8 svart springare · c8 svart löpare · d8 svart drottning · e8 svart kung · f8 svart löpare · g8 svart springare · h8 svart torn · a7 svart bonde · b7 svart bonde · c7 svart bonde · d7 svart bonde · e7 svart bonde · f7 svart bonde · g7 svart bonde · h7 svart bonde · a2 vit bonde · b2 vit bonde · c2 vit bonde · d2 vit bonde · e2 vit bonde · f2 vit bonde · g2 vit bonde · h2 vit bonde · a1 vit torn · b1 vit springare · c1 vit löpare · d1 vit drottning · e1 vit kung · f1 vit löpare · g1 vit springare · h1 vit torn | a8 svart torn · b8 svart springare · c8 svart löpare · d8 svart drottning · e8 svart kung · f8 svart löpare · g8 svart springare · h8 svart torn · a7 svart bonde · b7 svart bonde · c7 svart bonde · d7 svart bonde · e7 svart bonde · f7 svart bonde · g7 svart bonde · h7 svart bonde · a2 vit bonde · b2 vit bonde · c2 vit bonde · d2 vit bonde · e2 vit bonde · f2 vit bonde · g2 vit bonde · h2 vit bonde · a1 vit torn · b1 vit springare · c1 vit löpare · d1 vit drottning · e1 vit kung · f1 vit löpare · g1 vit springare · h1 vit torn | a8 svart torn · b8 svart springare · c8 svart löpare · d8 svart drottning · e8 svart kung · f8 svart löpare · g8 svart springare · h8 svart torn · a7 svart bonde · b7 svart bonde · c7 svart bonde · d7 svart bonde · e7 svart bonde · f7 svart bonde · g7 svart bonde · h7 svart bonde · a2 vit bonde · b2 vit bonde · c2 vit bonde · d2 vit bonde · e2 vit bonde · f2 vit bonde · g2 vit bonde · h2 vit bonde · a1 vit torn · b1 vit springare · c1 vit löpare · d1 vit drottning · e1 vit kung · f1 vit löpare · g1 vit springare · h1 vit torn | a8 svart torn · b8 svart springare · c8 svart löpare · d8 svart drottning · e8 svart kung · f8 svart löpare · g8 svart springare · h8 svart torn · a7 svart bonde · b7 svart bonde · c7 svart bonde · d7 svart bonde · e7 svart bonde · f7 svart bonde · g7 svart bonde · h7 svart bonde · a2 vit bonde · b2 vit bonde · c2 vit bonde · d2 vit bonde · e2 vit bonde · f2 vit bonde · g2 vit bonde · h2 vit bonde · a1 vit torn · b1 vit springare · c1 vit löpare · d1 vit drottning · e1 vit kung · f1 vit löpare · g1 vit springare · h1 vit torn | a8 svart torn · b8 svart springare · c8 svart löpare · d8 svart drottning · e8 svart kung · f8 svart löpare · g8 svart springare · h8 svart torn · a7 svart bonde · b7 svart bonde · c7 svart bonde · d7 svart bonde · e7 svart bonde · f7 svart bonde · g7 svart bonde · h7 svart bonde · a2 vit bonde · b2 vit bonde · c2 vit bonde · d2 vit bonde · e2 vit bonde · f2 vit bonde · g2 vit bonde · h2 vit bonde · a1 vit torn · b1 vit springare · c1 vit löpare · d1 vit drottning · e1 vit kung · f1 vit löpare · g1 vit springare · h1 vit torn | a8 svart torn · b8 svart springare · c8 svart löpare · d8 svart drottning · e8 svart kung · f8 svart löpare · g8 svart springare · h8 svart torn · a7 svart bonde · b7 svart bonde · c7 svart bonde · d7 svart bonde · e7 svart bonde · f7 svart bonde · g7 svart bonde · h7 svart bonde · a2 vit bonde · b2 vit bonde · c2 vit bonde · d2 vit bonde · e2 vit bonde · f2 vit bonde · g2 vit bonde · h2 vit bonde · a1 vit torn · b1 vit springare · c1 vit löpare · d1 vit drottning · e1 vit kung · f1 vit löpare · g1 vit springare · h1 vit torn | 3 |
| 2 | a8 svart torn · b8 svart springare · c8 svart löpare · d8 svart drottning · e8 svart kung · f8 svart löpare · g8 svart springare · h8 svart torn · a7 svart bonde · b7 svart bonde · c7 svart bonde · d7 svart bonde · e7 svart bonde · f7 svart bonde · g7 svart bonde · h7 svart bonde · a2 vit bonde · b2 vit bonde · c2 vit bonde · d2 vit bonde · e2 vit bonde · f2 vit bonde · g2 vit bonde · h2 vit bonde · a1 vit torn · b1 vit springare · c1 vit löpare · d1 vit drottning · e1 vit kung · f1 vit löpare · g1 vit springare · h1 vit torn | a8 svart torn · b8 svart springare · c8 svart löpare · d8 svart drottning · e8 svart kung · f8 svart löpare · g8 svart springare · h8 svart torn · a7 svart bonde · b7 svart bonde · c7 svart bonde · d7 svart bonde · e7 svart bonde · f7 svart bonde · g7 svart bonde · h7 svart bonde · a2 vit bonde · b2 vit bonde · c2 vit bonde · d2 vit bonde · e2 vit bonde · f2 vit bonde · g2 vit bonde · h2 vit bonde · a1 vit torn · b1 vit springare · c1 vit löpare · d1 vit drottning · e1 vit kung · f1 vit löpare · g1 vit springare · h1 vit torn | a8 svart torn · b8 svart springare · c8 svart löpare · d8 svart drottning · e8 svart kung · f8 svart löpare · g8 svart springare · h8 svart torn · a7 svart bonde · b7 svart bonde · c7 svart bonde · d7 svart bonde · e7 svart bonde · f7 svart bonde · g7 svart bonde · h7 svart bonde · a2 vit bonde · b2 vit bonde · c2 vit bonde · d2 vit bonde · e2 vit bonde · f2 vit bonde · g2 vit bonde · h2 vit bonde · a1 vit torn · b1 vit springare · c1 vit löpare · d1 vit drottning · e1 vit kung · f1 vit löpare · g1 vit springare · h1 vit torn | a8 svart torn · b8 svart springare · c8 svart löpare · d8 svart drottning · e8 svart kung · f8 svart löpare · g8 svart springare · h8 svart torn · a7 svart bonde · b7 svart bonde · c7 svart bonde · d7 svart bonde · e7 svart bonde · f7 svart bonde · g7 svart bonde · h7 svart bonde · a2 vit bonde · b2 vit bonde · c2 vit bonde · d2 vit bonde · e2 vit bonde · f2 vit bonde · g2 vit bonde · h2 vit bonde · a1 vit torn · b1 vit springare · c1 vit löpare · d1 vit drottning · e1 vit kung · f1 vit löpare · g1 vit springare · h1 vit torn | a8 svart torn · b8 svart springare · c8 svart löpare · d8 svart drottning · e8 svart kung · f8 svart löpare · g8 svart springare · h8 svart torn · a7 svart bonde · b7 svart bonde · c7 svart bonde · d7 svart bonde · e7 svart bonde · f7 svart bonde · g7 svart bonde · h7 svart bonde · a2 vit bonde · b2 vit bonde · c2 vit bonde · d2 vit bonde · e2 vit bonde · f2 vit bonde · g2 vit bonde · h2 vit bonde · a1 vit torn · b1 vit springare · c1 vit löpare · d1 vit drottning · e1 vit kung · f1 vit löpare · g1 vit springare · h1 vit torn | a8 svart torn · b8 svart springare · c8 svart löpare · d8 svart drottning · e8 svart kung · f8 svart löpare · g8 svart springare · h8 svart torn · a7 svart bonde · b7 svart bonde · c7 svart bonde · d7 svart bonde · e7 svart bonde · f7 svart bonde · g7 svart bonde · h7 svart bonde · a2 vit bonde · b2 vit bonde · c2 vit bonde · d2 vit bonde · e2 vit bonde · f2 vit bonde · g2 vit bonde · h2 vit bonde · a1 vit torn · b1 vit springare · c1 vit löpare · d1 vit drottning · e1 vit kung · f1 vit löpare · g1 vit springare · h1 vit torn | a8 svart torn · b8 svart springare · c8 svart löpare · d8 svart drottning · e8 svart kung · f8 svart löpare · g8 svart springare · h8 svart torn · a7 svart bonde · b7 svart bonde · c7 svart bonde · d7 svart bonde · e7 svart bonde · f7 svart bonde · g7 svart bonde · h7 svart bonde · a2 vit bonde · b2 vit bonde · c2 vit bonde · d2 vit bonde · e2 vit bonde · f2 vit bonde · g2 vit bonde · h2 vit bonde · a1 vit torn · b1 vit springare · c1 vit löpare · d1 vit drottning · e1 vit kung · f1 vit löpare · g1 vit springare · h1 vit torn | a8 svart torn · b8 svart springare · c8 svart löpare · d8 svart drottning · e8 svart kung · f8 svart löpare · g8 svart springare · h8 svart torn · a7 svart bonde · b7 svart bonde · c7 svart bonde · d7 svart bonde · e7 svart bonde · f7 svart bonde · g7 svart bonde · h7 svart bonde · a2 vit bonde · b2 vit bonde · c2 vit bonde · d2 vit bonde · e2 vit bonde · f2 vit bonde · g2 vit bonde · h2 vit bonde · a1 vit torn · b1 vit springare · c1 vit löpare · d1 vit drottning · e1 vit kung · f1 vit löpare · g1 vit springare · h1 vit torn | 2 |
| 1 | a8 svart torn · b8 svart springare · c8 svart löpare · d8 svart drottning · e8 svart kung · f8 svart löpare · g8 svart springare · h8 svart torn · a7 svart bonde · b7 svart bonde · c7 svart bonde · d7 svart bonde · e7 svart bonde · f7 svart bonde · g7 svart bonde · h7 svart bonde · a2 vit bonde · b2 vit bonde · c2 vit bonde · d2 vit bonde · e2 vit bonde · f2 vit bonde · g2 vit bonde · h2 vit bonde · a1 vit torn · b1 vit springare · c1 vit löpare · d1 vit drottning · e1 vit kung · f1 vit löpare · g1 vit springare · h1 vit torn | a8 svart torn · b8 svart springare · c8 svart löpare · d8 svart drottning · e8 svart kung · f8 svart löpare · g8 svart springare · h8 svart torn · a7 svart bonde · b7 svart bonde · c7 svart bonde · d7 svart bonde · e7 svart bonde · f7 svart bonde · g7 svart bonde · h7 svart bonde · a2 vit bonde · b2 vit bonde · c2 vit bonde · d2 vit bonde · e2 vit bonde · f2 vit bonde · g2 vit bonde · h2 vit bonde · a1 vit torn · b1 vit springare · c1 vit löpare · d1 vit drottning · e1 vit kung · f1 vit löpare · g1 vit springare · h1 vit torn | a8 svart torn · b8 svart springare · c8 svart löpare · d8 svart drottning · e8 svart kung · f8 svart löpare · g8 svart springare · h8 svart torn · a7 svart bonde · b7 svart bonde · c7 svart bonde · d7 svart bonde · e7 svart bonde · f7 svart bonde · g7 svart bonde · h7 svart bonde · a2 vit bonde · b2 vit bonde · c2 vit bonde · d2 vit bonde · e2 vit bonde · f2 vit bonde · g2 vit bonde · h2 vit bonde · a1 vit torn · b1 vit springare · c1 vit löpare · d1 vit drottning · e1 vit kung · f1 vit löpare · g1 vit springare · h1 vit torn | a8 svart torn · b8 svart springare · c8 svart löpare · d8 svart drottning · e8 svart kung · f8 svart löpare · g8 svart springare · h8 svart torn · a7 svart bonde · b7 svart bonde · c7 svart bonde · d7 svart bonde · e7 svart bonde · f7 svart bonde · g7 svart bonde · h7 svart bonde · a2 vit bonde · b2 vit bonde · c2 vit bonde · d2 vit bonde · e2 vit bonde · f2 vit bonde · g2 vit bonde · h2 vit bonde · a1 vit torn · b1 vit springare · c1 vit löpare · d1 vit drottning · e1 vit kung · f1 vit löpare · g1 vit springare · h1 vit torn | a8 svart torn · b8 svart springare · c8 svart löpare · d8 svart drottning · e8 svart kung · f8 svart löpare · g8 svart springare · h8 svart torn · a7 svart bonde · b7 svart bonde · c7 svart bonde · d7 svart bonde · e7 svart bonde · f7 svart bonde · g7 svart bonde · h7 svart bonde · a2 vit bonde · b2 vit bonde · c2 vit bonde · d2 vit bonde · e2 vit bonde · f2 vit bonde · g2 vit bonde · h2 vit bonde · a1 vit torn · b1 vit springare · c1 vit löpare · d1 vit drottning · e1 vit kung · f1 vit löpare · g1 vit springare · h1 vit torn | a8 svart torn · b8 svart springare · c8 svart löpare · d8 svart drottning · e8 svart kung · f8 svart löpare · g8 svart springare · h8 svart torn · a7 svart bonde · b7 svart bonde · c7 svart bonde · d7 svart bonde · e7 svart bonde · f7 svart bonde · g7 svart bonde · h7 svart bonde · a2 vit bonde · b2 vit bonde · c2 vit bonde · d2 vit bonde · e2 vit bonde · f2 vit bonde · g2 vit bonde · h2 vit bonde · a1 vit torn · b1 vit springare · c1 vit löpare · d1 vit drottning · e1 vit kung · f1 vit löpare · g1 vit springare · h1 vit torn | a8 svart torn · b8 svart springare · c8 svart löpare · d8 svart drottning · e8 svart kung · f8 svart löpare · g8 svart springare · h8 svart torn · a7 svart bonde · b7 svart bonde · c7 svart bonde · d7 svart bonde · e7 svart bonde · f7 svart bonde · g7 svart bonde · h7 svart bonde · a2 vit bonde · b2 vit bonde · c2 vit bonde · d2 vit bonde · e2 vit bonde · f2 vit bonde · g2 vit bonde · h2 vit bonde · a1 vit torn · b1 vit springare · c1 vit löpare · d1 vit drottning · e1 vit kung · f1 vit löpare · g1 vit springare · h1 vit torn | a8 svart torn · b8 svart springare · c8 svart löpare · d8 svart drottning · e8 svart kung · f8 svart löpare · g8 svart springare · h8 svart torn · a7 svart bonde · b7 svart bonde · c7 svart bonde · d7 svart bonde · e7 svart bonde · f7 svart bonde · g7 svart bonde · h7 svart bonde · a2 vit bonde · b2 vit bonde · c2 vit bonde · d2 vit bonde · e2 vit bonde · f2 vit bonde · g2 vit bonde · h2 vit bonde · a1 vit torn · b1 vit springare · c1 vit löpare · d1 vit drottning · e1 vit kung · f1 vit löpare · g1 vit springare · h1 vit torn | 1 |
|   | a | b | c | d | e | f | g | h |   |

Båda spelarna har från början en uppsättning pjäser bestående av följande:

| Pjäs     | Kung | Dam | Torn | Löpare | Springare | Bonde |
| -------- | ---- | --- | ---- | ------ | --------- | ----- |
| Antal    | 1    | 1   | 2    | 2      | 2         | 8     |
| Symboler |      |     |      |        |           |       |

Pjäserna placeras enligt diagrammet Utgångsställningen i schack. En tumregel när man ska sätta upp pjäserna är att den vita damen ska stå på ett ljust fält på d-linjen. Observera att damerna står på samma linje och kungarna på samma så att brädet får en damflygel och en kungsflygel.

### Identifiering av fält

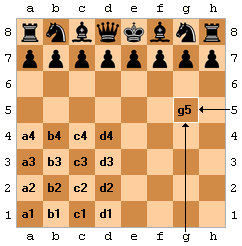
Diagrammet visar hur fälten namnges enligt algebraisk notation.

Varje fält på ett schackbräde betecknas med en unik kod bestående av en liten bokstav och en siffra. Linjerna namnges med bokstäverna a till h från brädets damflygel. Raderna numreras från 1 till 8, från vits sida av brädet. Den vita kungen börjar till exempel på fält e1. Den svarta springaren på fält b8 kan flyttas till a6 eller c6. Brädet ska vara vänt så att vardera spelare har ett ljust fält längst ner till höger (h1 respektive a8).

## Pjäsernas rörelse
En pjäs, med undantag för springaren, kan bara röra sig över fält som det inte står en annan pjäs på. Man kan inte heller ställa en pjäs på ett fält där det redan står en av samma färg. Däremot kan man ställa pjäsen på ett fält där det står en pjäs av motsatt färg. Det innebär att man slår den pjäsen som då tas av brädet. Varje pjäs följer ett särskilt rörelsemönster. För bönder gäller särskilda regler vid slag.

### Bonde
|   | a | b | c | d | e | f | g | h |   |
| 8 | d8 vit cirkel · e8 svart kryss · f8 vit cirkel · e7 vit bonde · a5 vit cirkel · b5 svart kryss · c5 vit cirkel · b4 vit bonde · f4 svart kryss · e3 vit cirkel · f3 svart kryss · g3 vit cirkel · f2 vit bonde | d8 vit cirkel · e8 svart kryss · f8 vit cirkel · e7 vit bonde · a5 vit cirkel · b5 svart kryss · c5 vit cirkel · b4 vit bonde · f4 svart kryss · e3 vit cirkel · f3 svart kryss · g3 vit cirkel · f2 vit bonde | d8 vit cirkel · e8 svart kryss · f8 vit cirkel · e7 vit bonde · a5 vit cirkel · b5 svart kryss · c5 vit cirkel · b4 vit bonde · f4 svart kryss · e3 vit cirkel · f3 svart kryss · g3 vit cirkel · f2 vit bonde | d8 vit cirkel · e8 svart kryss · f8 vit cirkel · e7 vit bonde · a5 vit cirkel · b5 svart kryss · c5 vit cirkel · b4 vit bonde · f4 svart kryss · e3 vit cirkel · f3 svart kryss · g3 vit cirkel · f2 vit bonde | d8 vit cirkel · e8 svart kryss · f8 vit cirkel · e7 vit bonde · a5 vit cirkel · b5 svart kryss · c5 vit cirkel · b4 vit bonde · f4 svart kryss · e3 vit cirkel · f3 svart kryss · g3 vit cirkel · f2 vit bonde | d8 vit cirkel · e8 svart kryss · f8 vit cirkel · e7 vit bonde · a5 vit cirkel · b5 svart kryss · c5 vit cirkel · b4 vit bonde · f4 svart kryss · e3 vit cirkel · f3 svart kryss · g3 vit cirkel · f2 vit bonde | d8 vit cirkel · e8 svart kryss · f8 vit cirkel · e7 vit bonde · a5 vit cirkel · b5 svart kryss · c5 vit cirkel · b4 vit bonde · f4 svart kryss · e3 vit cirkel · f3 svart kryss · g3 vit cirkel · f2 vit bonde | d8 vit cirkel · e8 svart kryss · f8 vit cirkel · e7 vit bonde · a5 vit cirkel · b5 svart kryss · c5 vit cirkel · b4 vit bonde · f4 svart kryss · e3 vit cirkel · f3 svart kryss · g3 vit cirkel · f2 vit bonde | 8 |
| 7 | d8 vit cirkel · e8 svart kryss · f8 vit cirkel · e7 vit bonde · a5 vit cirkel · b5 svart kryss · c5 vit cirkel · b4 vit bonde · f4 svart kryss · e3 vit cirkel · f3 svart kryss · g3 vit cirkel · f2 vit bonde | d8 vit cirkel · e8 svart kryss · f8 vit cirkel · e7 vit bonde · a5 vit cirkel · b5 svart kryss · c5 vit cirkel · b4 vit bonde · f4 svart kryss · e3 vit cirkel · f3 svart kryss · g3 vit cirkel · f2 vit bonde | d8 vit cirkel · e8 svart kryss · f8 vit cirkel · e7 vit bonde · a5 vit cirkel · b5 svart kryss · c5 vit cirkel · b4 vit bonde · f4 svart kryss · e3 vit cirkel · f3 svart kryss · g3 vit cirkel · f2 vit bonde | d8 vit cirkel · e8 svart kryss · f8 vit cirkel · e7 vit bonde · a5 vit cirkel · b5 svart kryss · c5 vit cirkel · b4 vit bonde · f4 svart kryss · e3 vit cirkel · f3 svart kryss · g3 vit cirkel · f2 vit bonde | d8 vit cirkel · e8 svart kryss · f8 vit cirkel · e7 vit bonde · a5 vit cirkel · b5 svart kryss · c5 vit cirkel · b4 vit bonde · f4 svart kryss · e3 vit cirkel · f3 svart kryss · g3 vit cirkel · f2 vit bonde | d8 vit cirkel · e8 svart kryss · f8 vit cirkel · e7 vit bonde · a5 vit cirkel · b5 svart kryss · c5 vit cirkel · b4 vit bonde · f4 svart kryss · e3 vit cirkel · f3 svart kryss · g3 vit cirkel · f2 vit bonde | d8 vit cirkel · e8 svart kryss · f8 vit cirkel · e7 vit bonde · a5 vit cirkel · b5 svart kryss · c5 vit cirkel · b4 vit bonde · f4 svart kryss · e3 vit cirkel · f3 svart kryss · g3 vit cirkel · f2 vit bonde | d8 vit cirkel · e8 svart kryss · f8 vit cirkel · e7 vit bonde · a5 vit cirkel · b5 svart kryss · c5 vit cirkel · b4 vit bonde · f4 svart kryss · e3 vit cirkel · f3 svart kryss · g3 vit cirkel · f2 vit bonde | 7 |
| 6 | d8 vit cirkel · e8 svart kryss · f8 vit cirkel · e7 vit bonde · a5 vit cirkel · b5 svart kryss · c5 vit cirkel · b4 vit bonde · f4 svart kryss · e3 vit cirkel · f3 svart kryss · g3 vit cirkel · f2 vit bonde | d8 vit cirkel · e8 svart kryss · f8 vit cirkel · e7 vit bonde · a5 vit cirkel · b5 svart kryss · c5 vit cirkel · b4 vit bonde · f4 svart kryss · e3 vit cirkel · f3 svart kryss · g3 vit cirkel · f2 vit bonde | d8 vit cirkel · e8 svart kryss · f8 vit cirkel · e7 vit bonde · a5 vit cirkel · b5 svart kryss · c5 vit cirkel · b4 vit bonde · f4 svart kryss · e3 vit cirkel · f3 svart kryss · g3 vit cirkel · f2 vit bonde | d8 vit cirkel · e8 svart kryss · f8 vit cirkel · e7 vit bonde · a5 vit cirkel · b5 svart kryss · c5 vit cirkel · b4 vit bonde · f4 svart kryss · e3 vit cirkel · f3 svart kryss · g3 vit cirkel · f2 vit bonde | d8 vit cirkel · e8 svart kryss · f8 vit cirkel · e7 vit bonde · a5 vit cirkel · b5 svart kryss · c5 vit cirkel · b4 vit bonde · f4 svart kryss · e3 vit cirkel · f3 svart kryss · g3 vit cirkel · f2 vit bonde | d8 vit cirkel · e8 svart kryss · f8 vit cirkel · e7 vit bonde · a5 vit cirkel · b5 svart kryss · c5 vit cirkel · b4 vit bonde · f4 svart kryss · e3 vit cirkel · f3 svart kryss · g3 vit cirkel · f2 vit bonde | d8 vit cirkel · e8 svart kryss · f8 vit cirkel · e7 vit bonde · a5 vit cirkel · b5 svart kryss · c5 vit cirkel · b4 vit bonde · f4 svart kryss · e3 vit cirkel · f3 svart kryss · g3 vit cirkel · f2 vit bonde | d8 vit cirkel · e8 svart kryss · f8 vit cirkel · e7 vit bonde · a5 vit cirkel · b5 svart kryss · c5 vit cirkel · b4 vit bonde · f4 svart kryss · e3 vit cirkel · f3 svart kryss · g3 vit cirkel · f2 vit bonde | 6 |
| 5 | d8 vit cirkel · e8 svart kryss · f8 vit cirkel · e7 vit bonde · a5 vit cirkel · b5 svart kryss · c5 vit cirkel · b4 vit bonde · f4 svart kryss · e3 vit cirkel · f3 svart kryss · g3 vit cirkel · f2 vit bonde | d8 vit cirkel · e8 svart kryss · f8 vit cirkel · e7 vit bonde · a5 vit cirkel · b5 svart kryss · c5 vit cirkel · b4 vit bonde · f4 svart kryss · e3 vit cirkel · f3 svart kryss · g3 vit cirkel · f2 vit bonde | d8 vit cirkel · e8 svart kryss · f8 vit cirkel · e7 vit bonde · a5 vit cirkel · b5 svart kryss · c5 vit cirkel · b4 vit bonde · f4 svart kryss · e3 vit cirkel · f3 svart kryss · g3 vit cirkel · f2 vit bonde | d8 vit cirkel · e8 svart kryss · f8 vit cirkel · e7 vit bonde · a5 vit cirkel · b5 svart kryss · c5 vit cirkel · b4 vit bonde · f4 svart kryss · e3 vit cirkel · f3 svart kryss · g3 vit cirkel · f2 vit bonde | d8 vit cirkel · e8 svart kryss · f8 vit cirkel · e7 vit bonde · a5 vit cirkel · b5 svart kryss · c5 vit cirkel · b4 vit bonde · f4 svart kryss · e3 vit cirkel · f3 svart kryss · g3 vit cirkel · f2 vit bonde | d8 vit cirkel · e8 svart kryss · f8 vit cirkel · e7 vit bonde · a5 vit cirkel · b5 svart kryss · c5 vit cirkel · b4 vit bonde · f4 svart kryss · e3 vit cirkel · f3 svart kryss · g3 vit cirkel · f2 vit bonde | d8 vit cirkel · e8 svart kryss · f8 vit cirkel · e7 vit bonde · a5 vit cirkel · b5 svart kryss · c5 vit cirkel · b4 vit bonde · f4 svart kryss · e3 vit cirkel · f3 svart kryss · g3 vit cirkel · f2 vit bonde | d8 vit cirkel · e8 svart kryss · f8 vit cirkel · e7 vit bonde · a5 vit cirkel · b5 svart kryss · c5 vit cirkel · b4 vit bonde · f4 svart kryss · e3 vit cirkel · f3 svart kryss · g3 vit cirkel · f2 vit bonde | 5 |
| 4 | d8 vit cirkel · e8 svart kryss · f8 vit cirkel · e7 vit bonde · a5 vit cirkel · b5 svart kryss · c5 vit cirkel · b4 vit bonde · f4 svart kryss · e3 vit cirkel · f3 svart kryss · g3 vit cirkel · f2 vit bonde | d8 vit cirkel · e8 svart kryss · f8 vit cirkel · e7 vit bonde · a5 vit cirkel · b5 svart kryss · c5 vit cirkel · b4 vit bonde · f4 svart kryss · e3 vit cirkel · f3 svart kryss · g3 vit cirkel · f2 vit bonde | d8 vit cirkel · e8 svart kryss · f8 vit cirkel · e7 vit bonde · a5 vit cirkel · b5 svart kryss · c5 vit cirkel · b4 vit bonde · f4 svart kryss · e3 vit cirkel · f3 svart kryss · g3 vit cirkel · f2 vit bonde | d8 vit cirkel · e8 svart kryss · f8 vit cirkel · e7 vit bonde · a5 vit cirkel · b5 svart kryss · c5 vit cirkel · b4 vit bonde · f4 svart kryss · e3 vit cirkel · f3 svart kryss · g3 vit cirkel · f2 vit bonde | d8 vit cirkel · e8 svart kryss · f8 vit cirkel · e7 vit bonde · a5 vit cirkel · b5 svart kryss · c5 vit cirkel · b4 vit bonde · f4 svart kryss · e3 vit cirkel · f3 svart kryss · g3 vit cirkel · f2 vit bonde | d8 vit cirkel · e8 svart kryss · f8 vit cirkel · e7 vit bonde · a5 vit cirkel · b5 svart kryss · c5 vit cirkel · b4 vit bonde · f4 svart kryss · e3 vit cirkel · f3 svart kryss · g3 vit cirkel · f2 vit bonde | d8 vit cirkel · e8 svart kryss · f8 vit cirkel · e7 vit bonde · a5 vit cirkel · b5 svart kryss · c5 vit cirkel · b4 vit bonde · f4 svart kryss · e3 vit cirkel · f3 svart kryss · g3 vit cirkel · f2 vit bonde | d8 vit cirkel · e8 svart kryss · f8 vit cirkel · e7 vit bonde · a5 vit cirkel · b5 svart kryss · c5 vit cirkel · b4 vit bonde · f4 svart kryss · e3 vit cirkel · f3 svart kryss · g3 vit cirkel · f2 vit bonde | 4 |
| 3 | d8 vit cirkel · e8 svart kryss · f8 vit cirkel · e7 vit bonde · a5 vit cirkel · b5 svart kryss · c5 vit cirkel · b4 vit bonde · f4 svart kryss · e3 vit cirkel · f3 svart kryss · g3 vit cirkel · f2 vit bonde | d8 vit cirkel · e8 svart kryss · f8 vit cirkel · e7 vit bonde · a5 vit cirkel · b5 svart kryss · c5 vit cirkel · b4 vit bonde · f4 svart kryss · e3 vit cirkel · f3 svart kryss · g3 vit cirkel · f2 vit bonde | d8 vit cirkel · e8 svart kryss · f8 vit cirkel · e7 vit bonde · a5 vit cirkel · b5 svart kryss · c5 vit cirkel · b4 vit bonde · f4 svart kryss · e3 vit cirkel · f3 svart kryss · g3 vit cirkel · f2 vit bonde | d8 vit cirkel · e8 svart kryss · f8 vit cirkel · e7 vit bonde · a5 vit cirkel · b5 svart kryss · c5 vit cirkel · b4 vit bonde · f4 svart kryss · e3 vit cirkel · f3 svart kryss · g3 vit cirkel · f2 vit bonde | d8 vit cirkel · e8 svart kryss · f8 vit cirkel · e7 vit bonde · a5 vit cirkel · b5 svart kryss · c5 vit cirkel · b4 vit bonde · f4 svart kryss · e3 vit cirkel · f3 svart kryss · g3 vit cirkel · f2 vit bonde | d8 vit cirkel · e8 svart kryss · f8 vit cirkel · e7 vit bonde · a5 vit cirkel · b5 svart kryss · c5 vit cirkel · b4 vit bonde · f4 svart kryss · e3 vit cirkel · f3 svart kryss · g3 vit cirkel · f2 vit bonde | d8 vit cirkel · e8 svart kryss · f8 vit cirkel · e7 vit bonde · a5 vit cirkel · b5 svart kryss · c5 vit cirkel · b4 vit bonde · f4 svart kryss · e3 vit cirkel · f3 svart kryss · g3 vit cirkel · f2 vit bonde | d8 vit cirkel · e8 svart kryss · f8 vit cirkel · e7 vit bonde · a5 vit cirkel · b5 svart kryss · c5 vit cirkel · b4 vit bonde · f4 svart kryss · e3 vit cirkel · f3 svart kryss · g3 vit cirkel · f2 vit bonde | 3 |
| 2 | d8 vit cirkel · e8 svart kryss · f8 vit cirkel · e7 vit bonde · a5 vit cirkel · b5 svart kryss · c5 vit cirkel · b4 vit bonde · f4 svart kryss · e3 vit cirkel · f3 svart kryss · g3 vit cirkel · f2 vit bonde | d8 vit cirkel · e8 svart kryss · f8 vit cirkel · e7 vit bonde · a5 vit cirkel · b5 svart kryss · c5 vit cirkel · b4 vit bonde · f4 svart kryss · e3 vit cirkel · f3 svart kryss · g3 vit cirkel · f2 vit bonde | d8 vit cirkel · e8 svart kryss · f8 vit cirkel · e7 vit bonde · a5 vit cirkel · b5 svart kryss · c5 vit cirkel · b4 vit bonde · f4 svart kryss · e3 vit cirkel · f3 svart kryss · g3 vit cirkel · f2 vit bonde | d8 vit cirkel · e8 svart kryss · f8 vit cirkel · e7 vit bonde · a5 vit cirkel · b5 svart kryss · c5 vit cirkel · b4 vit bonde · f4 svart kryss · e3 vit cirkel · f3 svart kryss · g3 vit cirkel · f2 vit bonde | d8 vit cirkel · e8 svart kryss · f8 vit cirkel · e7 vit bonde · a5 vit cirkel · b5 svart kryss · c5 vit cirkel · b4 vit bonde · f4 svart kryss · e3 vit cirkel · f3 svart kryss · g3 vit cirkel · f2 vit bonde | d8 vit cirkel · e8 svart kryss · f8 vit cirkel · e7 vit bonde · a5 vit cirkel · b5 svart kryss · c5 vit cirkel · b4 vit bonde · f4 svart kryss · e3 vit cirkel · f3 svart kryss · g3 vit cirkel · f2 vit bonde | d8 vit cirkel · e8 svart kryss · f8 vit cirkel · e7 vit bonde · a5 vit cirkel · b5 svart kryss · c5 vit cirkel · b4 vit bonde · f4 svart kryss · e3 vit cirkel · f3 svart kryss · g3 vit cirkel · f2 vit bonde | d8 vit cirkel · e8 svart kryss · f8 vit cirkel · e7 vit bonde · a5 vit cirkel · b5 svart kryss · c5 vit cirkel · b4 vit bonde · f4 svart kryss · e3 vit cirkel · f3 svart kryss · g3 vit cirkel · f2 vit bonde | 2 |
| 1 | d8 vit cirkel · e8 svart kryss · f8 vit cirkel · e7 vit bonde · a5 vit cirkel · b5 svart kryss · c5 vit cirkel · b4 vit bonde · f4 svart kryss · e3 vit cirkel · f3 svart kryss · g3 vit cirkel · f2 vit bonde | d8 vit cirkel · e8 svart kryss · f8 vit cirkel · e7 vit bonde · a5 vit cirkel · b5 svart kryss · c5 vit cirkel · b4 vit bonde · f4 svart kryss · e3 vit cirkel · f3 svart kryss · g3 vit cirkel · f2 vit bonde | d8 vit cirkel · e8 svart kryss · f8 vit cirkel · e7 vit bonde · a5 vit cirkel · b5 svart kryss · c5 vit cirkel · b4 vit bonde · f4 svart kryss · e3 vit cirkel · f3 svart kryss · g3 vit cirkel · f2 vit bonde | d8 vit cirkel · e8 svart kryss · f8 vit cirkel · e7 vit bonde · a5 vit cirkel · b5 svart kryss · c5 vit cirkel · b4 vit bonde · f4 svart kryss · e3 vit cirkel · f3 svart kryss · g3 vit cirkel · f2 vit bonde | d8 vit cirkel · e8 svart kryss · f8 vit cirkel · e7 vit bonde · a5 vit cirkel · b5 svart kryss · c5 vit cirkel · b4 vit bonde · f4 svart kryss · e3 vit cirkel · f3 svart kryss · g3 vit cirkel · f2 vit bonde | d8 vit cirkel · e8 svart kryss · f8 vit cirkel · e7 vit bonde · a5 vit cirkel · b5 svart kryss · c5 vit cirkel · b4 vit bonde · f4 svart kryss · e3 vit cirkel · f3 svart kryss · g3 vit cirkel · f2 vit bonde | d8 vit cirkel · e8 svart kryss · f8 vit cirkel · e7 vit bonde · a5 vit cirkel · b5 svart kryss · c5 vit cirkel · b4 vit bonde · f4 svart kryss · e3 vit cirkel · f3 svart kryss · g3 vit cirkel · f2 vit bonde | d8 vit cirkel · e8 svart kryss · f8 vit cirkel · e7 vit bonde · a5 vit cirkel · b5 svart kryss · c5 vit cirkel · b4 vit bonde · f4 svart kryss · e3 vit cirkel · f3 svart kryss · g3 vit cirkel · f2 vit bonde | 1 |
|   | a | b | c | d | e | f | g | h |   |

Bonden flyttas vid första draget ett eller två fält framåt och därefter ett fält i taget. Bonden kan inte slå motståndarens pjäser med dessa framåtriktade förflyttningar. Däremot kan bonden slå pjäser som står diagonalt framför den, varvid den hamnar på detta fält. Se även specialdragen en passant och promovering.

### Springare
|   | a | b | c | d | e | f | g | h |   |
| 8 | c6 svart kryss · e6 svart kryss · b5 svart kryss · f5 svart kryss · d4 svart springare · b3 svart kryss · f3 svart kryss · c2 svart kryss · e2 svart kryss | c6 svart kryss · e6 svart kryss · b5 svart kryss · f5 svart kryss · d4 svart springare · b3 svart kryss · f3 svart kryss · c2 svart kryss · e2 svart kryss | c6 svart kryss · e6 svart kryss · b5 svart kryss · f5 svart kryss · d4 svart springare · b3 svart kryss · f3 svart kryss · c2 svart kryss · e2 svart kryss | c6 svart kryss · e6 svart kryss · b5 svart kryss · f5 svart kryss · d4 svart springare · b3 svart kryss · f3 svart kryss · c2 svart kryss · e2 svart kryss | c6 svart kryss · e6 svart kryss · b5 svart kryss · f5 svart kryss · d4 svart springare · b3 svart kryss · f3 svart kryss · c2 svart kryss · e2 svart kryss | c6 svart kryss · e6 svart kryss · b5 svart kryss · f5 svart kryss · d4 svart springare · b3 svart kryss · f3 svart kryss · c2 svart kryss · e2 svart kryss | c6 svart kryss · e6 svart kryss · b5 svart kryss · f5 svart kryss · d4 svart springare · b3 svart kryss · f3 svart kryss · c2 svart kryss · e2 svart kryss | c6 svart kryss · e6 svart kryss · b5 svart kryss · f5 svart kryss · d4 svart springare · b3 svart kryss · f3 svart kryss · c2 svart kryss · e2 svart kryss | 8 |
| 7 | c6 svart kryss · e6 svart kryss · b5 svart kryss · f5 svart kryss · d4 svart springare · b3 svart kryss · f3 svart kryss · c2 svart kryss · e2 svart kryss | c6 svart kryss · e6 svart kryss · b5 svart kryss · f5 svart kryss · d4 svart springare · b3 svart kryss · f3 svart kryss · c2 svart kryss · e2 svart kryss | c6 svart kryss · e6 svart kryss · b5 svart kryss · f5 svart kryss · d4 svart springare · b3 svart kryss · f3 svart kryss · c2 svart kryss · e2 svart kryss | c6 svart kryss · e6 svart kryss · b5 svart kryss · f5 svart kryss · d4 svart springare · b3 svart kryss · f3 svart kryss · c2 svart kryss · e2 svart kryss | c6 svart kryss · e6 svart kryss · b5 svart kryss · f5 svart kryss · d4 svart springare · b3 svart kryss · f3 svart kryss · c2 svart kryss · e2 svart kryss | c6 svart kryss · e6 svart kryss · b5 svart kryss · f5 svart kryss · d4 svart springare · b3 svart kryss · f3 svart kryss · c2 svart kryss · e2 svart kryss | c6 svart kryss · e6 svart kryss · b5 svart kryss · f5 svart kryss · d4 svart springare · b3 svart kryss · f3 svart kryss · c2 svart kryss · e2 svart kryss | c6 svart kryss · e6 svart kryss · b5 svart kryss · f5 svart kryss · d4 svart springare · b3 svart kryss · f3 svart kryss · c2 svart kryss · e2 svart kryss | 7 |
| 6 | c6 svart kryss · e6 svart kryss · b5 svart kryss · f5 svart kryss · d4 svart springare · b3 svart kryss · f3 svart kryss · c2 svart kryss · e2 svart kryss | c6 svart kryss · e6 svart kryss · b5 svart kryss · f5 svart kryss · d4 svart springare · b3 svart kryss · f3 svart kryss · c2 svart kryss · e2 svart kryss | c6 svart kryss · e6 svart kryss · b5 svart kryss · f5 svart kryss · d4 svart springare · b3 svart kryss · f3 svart kryss · c2 svart kryss · e2 svart kryss | c6 svart kryss · e6 svart kryss · b5 svart kryss · f5 svart kryss · d4 svart springare · b3 svart kryss · f3 svart kryss · c2 svart kryss · e2 svart kryss | c6 svart kryss · e6 svart kryss · b5 svart kryss · f5 svart kryss · d4 svart springare · b3 svart kryss · f3 svart kryss · c2 svart kryss · e2 svart kryss | c6 svart kryss · e6 svart kryss · b5 svart kryss · f5 svart kryss · d4 svart springare · b3 svart kryss · f3 svart kryss · c2 svart kryss · e2 svart kryss | c6 svart kryss · e6 svart kryss · b5 svart kryss · f5 svart kryss · d4 svart springare · b3 svart kryss · f3 svart kryss · c2 svart kryss · e2 svart kryss | c6 svart kryss · e6 svart kryss · b5 svart kryss · f5 svart kryss · d4 svart springare · b3 svart kryss · f3 svart kryss · c2 svart kryss · e2 svart kryss | 6 |
| 5 | c6 svart kryss · e6 svart kryss · b5 svart kryss · f5 svart kryss · d4 svart springare · b3 svart kryss · f3 svart kryss · c2 svart kryss · e2 svart kryss | c6 svart kryss · e6 svart kryss · b5 svart kryss · f5 svart kryss · d4 svart springare · b3 svart kryss · f3 svart kryss · c2 svart kryss · e2 svart kryss | c6 svart kryss · e6 svart kryss · b5 svart kryss · f5 svart kryss · d4 svart springare · b3 svart kryss · f3 svart kryss · c2 svart kryss · e2 svart kryss | c6 svart kryss · e6 svart kryss · b5 svart kryss · f5 svart kryss · d4 svart springare · b3 svart kryss · f3 svart kryss · c2 svart kryss · e2 svart kryss | c6 svart kryss · e6 svart kryss · b5 svart kryss · f5 svart kryss · d4 svart springare · b3 svart kryss · f3 svart kryss · c2 svart kryss · e2 svart kryss | c6 svart kryss · e6 svart kryss · b5 svart kryss · f5 svart kryss · d4 svart springare · b3 svart kryss · f3 svart kryss · c2 svart kryss · e2 svart kryss | c6 svart kryss · e6 svart kryss · b5 svart kryss · f5 svart kryss · d4 svart springare · b3 svart kryss · f3 svart kryss · c2 svart kryss · e2 svart kryss | c6 svart kryss · e6 svart kryss · b5 svart kryss · f5 svart kryss · d4 svart springare · b3 svart kryss · f3 svart kryss · c2 svart kryss · e2 svart kryss | 5 |
| 4 | c6 svart kryss · e6 svart kryss · b5 svart kryss · f5 svart kryss · d4 svart springare · b3 svart kryss · f3 svart kryss · c2 svart kryss · e2 svart kryss | c6 svart kryss · e6 svart kryss · b5 svart kryss · f5 svart kryss · d4 svart springare · b3 svart kryss · f3 svart kryss · c2 svart kryss · e2 svart kryss | c6 svart kryss · e6 svart kryss · b5 svart kryss · f5 svart kryss · d4 svart springare · b3 svart kryss · f3 svart kryss · c2 svart kryss · e2 svart kryss | c6 svart kryss · e6 svart kryss · b5 svart kryss · f5 svart kryss · d4 svart springare · b3 svart kryss · f3 svart kryss · c2 svart kryss · e2 svart kryss | c6 svart kryss · e6 svart kryss · b5 svart kryss · f5 svart kryss · d4 svart springare · b3 svart kryss · f3 svart kryss · c2 svart kryss · e2 svart kryss | c6 svart kryss · e6 svart kryss · b5 svart kryss · f5 svart kryss · d4 svart springare · b3 svart kryss · f3 svart kryss · c2 svart kryss · e2 svart kryss | c6 svart kryss · e6 svart kryss · b5 svart kryss · f5 svart kryss · d4 svart springare · b3 svart kryss · f3 svart kryss · c2 svart kryss · e2 svart kryss | c6 svart kryss · e6 svart kryss · b5 svart kryss · f5 svart kryss · d4 svart springare · b3 svart kryss · f3 svart kryss · c2 svart kryss · e2 svart kryss | 4 |
| 3 | c6 svart kryss · e6 svart kryss · b5 svart kryss · f5 svart kryss · d4 svart springare · b3 svart kryss · f3 svart kryss · c2 svart kryss · e2 svart kryss | c6 svart kryss · e6 svart kryss · b5 svart kryss · f5 svart kryss · d4 svart springare · b3 svart kryss · f3 svart kryss · c2 svart kryss · e2 svart kryss | c6 svart kryss · e6 svart kryss · b5 svart kryss · f5 svart kryss · d4 svart springare · b3 svart kryss · f3 svart kryss · c2 svart kryss · e2 svart kryss | c6 svart kryss · e6 svart kryss · b5 svart kryss · f5 svart kryss · d4 svart springare · b3 svart kryss · f3 svart kryss · c2 svart kryss · e2 svart kryss | c6 svart kryss · e6 svart kryss · b5 svart kryss · f5 svart kryss · d4 svart springare · b3 svart kryss · f3 svart kryss · c2 svart kryss · e2 svart kryss | c6 svart kryss · e6 svart kryss · b5 svart kryss · f5 svart kryss · d4 svart springare · b3 svart kryss · f3 svart kryss · c2 svart kryss · e2 svart kryss | c6 svart kryss · e6 svart kryss · b5 svart kryss · f5 svart kryss · d4 svart springare · b3 svart kryss · f3 svart kryss · c2 svart kryss · e2 svart kryss | c6 svart kryss · e6 svart kryss · b5 svart kryss · f5 svart kryss · d4 svart springare · b3 svart kryss · f3 svart kryss · c2 svart kryss · e2 svart kryss | 3 |
| 2 | c6 svart kryss · e6 svart kryss · b5 svart kryss · f5 svart kryss · d4 svart springare · b3 svart kryss · f3 svart kryss · c2 svart kryss · e2 svart kryss | c6 svart kryss · e6 svart kryss · b5 svart kryss · f5 svart kryss · d4 svart springare · b3 svart kryss · f3 svart kryss · c2 svart kryss · e2 svart kryss | c6 svart kryss · e6 svart kryss · b5 svart kryss · f5 svart kryss · d4 svart springare · b3 svart kryss · f3 svart kryss · c2 svart kryss · e2 svart kryss | c6 svart kryss · e6 svart kryss · b5 svart kryss · f5 svart kryss · d4 svart springare · b3 svart kryss · f3 svart kryss · c2 svart kryss · e2 svart kryss | c6 svart kryss · e6 svart kryss · b5 svart kryss · f5 svart kryss · d4 svart springare · b3 svart kryss · f3 svart kryss · c2 svart kryss · e2 svart kryss | c6 svart kryss · e6 svart kryss · b5 svart kryss · f5 svart kryss · d4 svart springare · b3 svart kryss · f3 svart kryss · c2 svart kryss · e2 svart kryss | c6 svart kryss · e6 svart kryss · b5 svart kryss · f5 svart kryss · d4 svart springare · b3 svart kryss · f3 svart kryss · c2 svart kryss · e2 svart kryss | c6 svart kryss · e6 svart kryss · b5 svart kryss · f5 svart kryss · d4 svart springare · b3 svart kryss · f3 svart kryss · c2 svart kryss · e2 svart kryss | 2 |
| 1 | c6 svart kryss · e6 svart kryss · b5 svart kryss · f5 svart kryss · d4 svart springare · b3 svart kryss · f3 svart kryss · c2 svart kryss · e2 svart kryss | c6 svart kryss · e6 svart kryss · b5 svart kryss · f5 svart kryss · d4 svart springare · b3 svart kryss · f3 svart kryss · c2 svart kryss · e2 svart kryss | c6 svart kryss · e6 svart kryss · b5 svart kryss · f5 svart kryss · d4 svart springare · b3 svart kryss · f3 svart kryss · c2 svart kryss · e2 svart kryss | c6 svart kryss · e6 svart kryss · b5 svart kryss · f5 svart kryss · d4 svart springare · b3 svart kryss · f3 svart kryss · c2 svart kryss · e2 svart kryss | c6 svart kryss · e6 svart kryss · b5 svart kryss · f5 svart kryss · d4 svart springare · b3 svart kryss · f3 svart kryss · c2 svart kryss · e2 svart kryss | c6 svart kryss · e6 svart kryss · b5 svart kryss · f5 svart kryss · d4 svart springare · b3 svart kryss · f3 svart kryss · c2 svart kryss · e2 svart kryss | c6 svart kryss · e6 svart kryss · b5 svart kryss · f5 svart kryss · d4 svart springare · b3 svart kryss · f3 svart kryss · c2 svart kryss · e2 svart kryss | c6 svart kryss · e6 svart kryss · b5 svart kryss · f5 svart kryss · d4 svart springare · b3 svart kryss · f3 svart kryss · c2 svart kryss · e2 svart kryss | 1 |
|   | a | b | c | d | e | f | g | h |   |

Springaren flyttas två fält framåt och ett fält åt sidan, i formen av ett L, i alla riktningar. Springaren är den enda pjäsen som kan hoppa över andra pjäser. När en springare schackar motståndarens kung kan denne därför inte ställa någon pjäs mellan springaren och sin kung. Antingen måste springaren slås eller så måste kungen flyttas.  
Springaren är också, tack vare sitt unika rörelsemönster, den enda pjäsen i spelet som kan hota motståndarens dam utan att själv kunna bli slagen av denna i nästa drag. Detta gör att springaren är den pjäs som lyckas bäst med gaffeldrag, som exempelvis både hotar motståndarens dam och kung. Då måste motståndaren flytta sin kung och lämna damen på samma fält, som springaren sedan kan slå i nästa drag. 

### Löpare
|   | a | b | c | d | e | f | g | h |   |
| 8 | a8 svart kryss · g8 svart kryss · b7 svart kryss · f7 svart kryss · c6 svart kryss · e6 svart kryss · d5 vit löpare · c4 svart kryss · e4 svart kryss · b3 svart kryss · f3 svart kryss · a2 svart kryss · g2 svart kryss · h1 svart kryss | a8 svart kryss · g8 svart kryss · b7 svart kryss · f7 svart kryss · c6 svart kryss · e6 svart kryss · d5 vit löpare · c4 svart kryss · e4 svart kryss · b3 svart kryss · f3 svart kryss · a2 svart kryss · g2 svart kryss · h1 svart kryss | a8 svart kryss · g8 svart kryss · b7 svart kryss · f7 svart kryss · c6 svart kryss · e6 svart kryss · d5 vit löpare · c4 svart kryss · e4 svart kryss · b3 svart kryss · f3 svart kryss · a2 svart kryss · g2 svart kryss · h1 svart kryss | a8 svart kryss · g8 svart kryss · b7 svart kryss · f7 svart kryss · c6 svart kryss · e6 svart kryss · d5 vit löpare · c4 svart kryss · e4 svart kryss · b3 svart kryss · f3 svart kryss · a2 svart kryss · g2 svart kryss · h1 svart kryss | a8 svart kryss · g8 svart kryss · b7 svart kryss · f7 svart kryss · c6 svart kryss · e6 svart kryss · d5 vit löpare · c4 svart kryss · e4 svart kryss · b3 svart kryss · f3 svart kryss · a2 svart kryss · g2 svart kryss · h1 svart kryss | a8 svart kryss · g8 svart kryss · b7 svart kryss · f7 svart kryss · c6 svart kryss · e6 svart kryss · d5 vit löpare · c4 svart kryss · e4 svart kryss · b3 svart kryss · f3 svart kryss · a2 svart kryss · g2 svart kryss · h1 svart kryss | a8 svart kryss · g8 svart kryss · b7 svart kryss · f7 svart kryss · c6 svart kryss · e6 svart kryss · d5 vit löpare · c4 svart kryss · e4 svart kryss · b3 svart kryss · f3 svart kryss · a2 svart kryss · g2 svart kryss · h1 svart kryss | a8 svart kryss · g8 svart kryss · b7 svart kryss · f7 svart kryss · c6 svart kryss · e6 svart kryss · d5 vit löpare · c4 svart kryss · e4 svart kryss · b3 svart kryss · f3 svart kryss · a2 svart kryss · g2 svart kryss · h1 svart kryss | 8 |
| 7 | a8 svart kryss · g8 svart kryss · b7 svart kryss · f7 svart kryss · c6 svart kryss · e6 svart kryss · d5 vit löpare · c4 svart kryss · e4 svart kryss · b3 svart kryss · f3 svart kryss · a2 svart kryss · g2 svart kryss · h1 svart kryss | a8 svart kryss · g8 svart kryss · b7 svart kryss · f7 svart kryss · c6 svart kryss · e6 svart kryss · d5 vit löpare · c4 svart kryss · e4 svart kryss · b3 svart kryss · f3 svart kryss · a2 svart kryss · g2 svart kryss · h1 svart kryss | a8 svart kryss · g8 svart kryss · b7 svart kryss · f7 svart kryss · c6 svart kryss · e6 svart kryss · d5 vit löpare · c4 svart kryss · e4 svart kryss · b3 svart kryss · f3 svart kryss · a2 svart kryss · g2 svart kryss · h1 svart kryss | a8 svart kryss · g8 svart kryss · b7 svart kryss · f7 svart kryss · c6 svart kryss · e6 svart kryss · d5 vit löpare · c4 svart kryss · e4 svart kryss · b3 svart kryss · f3 svart kryss · a2 svart kryss · g2 svart kryss · h1 svart kryss | a8 svart kryss · g8 svart kryss · b7 svart kryss · f7 svart kryss · c6 svart kryss · e6 svart kryss · d5 vit löpare · c4 svart kryss · e4 svart kryss · b3 svart kryss · f3 svart kryss · a2 svart kryss · g2 svart kryss · h1 svart kryss | a8 svart kryss · g8 svart kryss · b7 svart kryss · f7 svart kryss · c6 svart kryss · e6 svart kryss · d5 vit löpare · c4 svart kryss · e4 svart kryss · b3 svart kryss · f3 svart kryss · a2 svart kryss · g2 svart kryss · h1 svart kryss | a8 svart kryss · g8 svart kryss · b7 svart kryss · f7 svart kryss · c6 svart kryss · e6 svart kryss · d5 vit löpare · c4 svart kryss · e4 svart kryss · b3 svart kryss · f3 svart kryss · a2 svart kryss · g2 svart kryss · h1 svart kryss | a8 svart kryss · g8 svart kryss · b7 svart kryss · f7 svart kryss · c6 svart kryss · e6 svart kryss · d5 vit löpare · c4 svart kryss · e4 svart kryss · b3 svart kryss · f3 svart kryss · a2 svart kryss · g2 svart kryss · h1 svart kryss | 7 |
| 6 | a8 svart kryss · g8 svart kryss · b7 svart kryss · f7 svart kryss · c6 svart kryss · e6 svart kryss · d5 vit löpare · c4 svart kryss · e4 svart kryss · b3 svart kryss · f3 svart kryss · a2 svart kryss · g2 svart kryss · h1 svart kryss | a8 svart kryss · g8 svart kryss · b7 svart kryss · f7 svart kryss · c6 svart kryss · e6 svart kryss · d5 vit löpare · c4 svart kryss · e4 svart kryss · b3 svart kryss · f3 svart kryss · a2 svart kryss · g2 svart kryss · h1 svart kryss | a8 svart kryss · g8 svart kryss · b7 svart kryss · f7 svart kryss · c6 svart kryss · e6 svart kryss · d5 vit löpare · c4 svart kryss · e4 svart kryss · b3 svart kryss · f3 svart kryss · a2 svart kryss · g2 svart kryss · h1 svart kryss | a8 svart kryss · g8 svart kryss · b7 svart kryss · f7 svart kryss · c6 svart kryss · e6 svart kryss · d5 vit löpare · c4 svart kryss · e4 svart kryss · b3 svart kryss · f3 svart kryss · a2 svart kryss · g2 svart kryss · h1 svart kryss | a8 svart kryss · g8 svart kryss · b7 svart kryss · f7 svart kryss · c6 svart kryss · e6 svart kryss · d5 vit löpare · c4 svart kryss · e4 svart kryss · b3 svart kryss · f3 svart kryss · a2 svart kryss · g2 svart kryss · h1 svart kryss | a8 svart kryss · g8 svart kryss · b7 svart kryss · f7 svart kryss · c6 svart kryss · e6 svart kryss · d5 vit löpare · c4 svart kryss · e4 svart kryss · b3 svart kryss · f3 svart kryss · a2 svart kryss · g2 svart kryss · h1 svart kryss | a8 svart kryss · g8 svart kryss · b7 svart kryss · f7 svart kryss · c6 svart kryss · e6 svart kryss · d5 vit löpare · c4 svart kryss · e4 svart kryss · b3 svart kryss · f3 svart kryss · a2 svart kryss · g2 svart kryss · h1 svart kryss | a8 svart kryss · g8 svart kryss · b7 svart kryss · f7 svart kryss · c6 svart kryss · e6 svart kryss · d5 vit löpare · c4 svart kryss · e4 svart kryss · b3 svart kryss · f3 svart kryss · a2 svart kryss · g2 svart kryss · h1 svart kryss | 6 |
| 5 | a8 svart kryss · g8 svart kryss · b7 svart kryss · f7 svart kryss · c6 svart kryss · e6 svart kryss · d5 vit löpare · c4 svart kryss · e4 svart kryss · b3 svart kryss · f3 svart kryss · a2 svart kryss · g2 svart kryss · h1 svart kryss | a8 svart kryss · g8 svart kryss · b7 svart kryss · f7 svart kryss · c6 svart kryss · e6 svart kryss · d5 vit löpare · c4 svart kryss · e4 svart kryss · b3 svart kryss · f3 svart kryss · a2 svart kryss · g2 svart kryss · h1 svart kryss | a8 svart kryss · g8 svart kryss · b7 svart kryss · f7 svart kryss · c6 svart kryss · e6 svart kryss · d5 vit löpare · c4 svart kryss · e4 svart kryss · b3 svart kryss · f3 svart kryss · a2 svart kryss · g2 svart kryss · h1 svart kryss | a8 svart kryss · g8 svart kryss · b7 svart kryss · f7 svart kryss · c6 svart kryss · e6 svart kryss · d5 vit löpare · c4 svart kryss · e4 svart kryss · b3 svart kryss · f3 svart kryss · a2 svart kryss · g2 svart kryss · h1 svart kryss | a8 svart kryss · g8 svart kryss · b7 svart kryss · f7 svart kryss · c6 svart kryss · e6 svart kryss · d5 vit löpare · c4 svart kryss · e4 svart kryss · b3 svart kryss · f3 svart kryss · a2 svart kryss · g2 svart kryss · h1 svart kryss | a8 svart kryss · g8 svart kryss · b7 svart kryss · f7 svart kryss · c6 svart kryss · e6 svart kryss · d5 vit löpare · c4 svart kryss · e4 svart kryss · b3 svart kryss · f3 svart kryss · a2 svart kryss · g2 svart kryss · h1 svart kryss | a8 svart kryss · g8 svart kryss · b7 svart kryss · f7 svart kryss · c6 svart kryss · e6 svart kryss · d5 vit löpare · c4 svart kryss · e4 svart kryss · b3 svart kryss · f3 svart kryss · a2 svart kryss · g2 svart kryss · h1 svart kryss | a8 svart kryss · g8 svart kryss · b7 svart kryss · f7 svart kryss · c6 svart kryss · e6 svart kryss · d5 vit löpare · c4 svart kryss · e4 svart kryss · b3 svart kryss · f3 svart kryss · a2 svart kryss · g2 svart kryss · h1 svart kryss | 5 |
| 4 | a8 svart kryss · g8 svart kryss · b7 svart kryss · f7 svart kryss · c6 svart kryss · e6 svart kryss · d5 vit löpare · c4 svart kryss · e4 svart kryss · b3 svart kryss · f3 svart kryss · a2 svart kryss · g2 svart kryss · h1 svart kryss | a8 svart kryss · g8 svart kryss · b7 svart kryss · f7 svart kryss · c6 svart kryss · e6 svart kryss · d5 vit löpare · c4 svart kryss · e4 svart kryss · b3 svart kryss · f3 svart kryss · a2 svart kryss · g2 svart kryss · h1 svart kryss | a8 svart kryss · g8 svart kryss · b7 svart kryss · f7 svart kryss · c6 svart kryss · e6 svart kryss · d5 vit löpare · c4 svart kryss · e4 svart kryss · b3 svart kryss · f3 svart kryss · a2 svart kryss · g2 svart kryss · h1 svart kryss | a8 svart kryss · g8 svart kryss · b7 svart kryss · f7 svart kryss · c6 svart kryss · e6 svart kryss · d5 vit löpare · c4 svart kryss · e4 svart kryss · b3 svart kryss · f3 svart kryss · a2 svart kryss · g2 svart kryss · h1 svart kryss | a8 svart kryss · g8 svart kryss · b7 svart kryss · f7 svart kryss · c6 svart kryss · e6 svart kryss · d5 vit löpare · c4 svart kryss · e4 svart kryss · b3 svart kryss · f3 svart kryss · a2 svart kryss · g2 svart kryss · h1 svart kryss | a8 svart kryss · g8 svart kryss · b7 svart kryss · f7 svart kryss · c6 svart kryss · e6 svart kryss · d5 vit löpare · c4 svart kryss · e4 svart kryss · b3 svart kryss · f3 svart kryss · a2 svart kryss · g2 svart kryss · h1 svart kryss | a8 svart kryss · g8 svart kryss · b7 svart kryss · f7 svart kryss · c6 svart kryss · e6 svart kryss · d5 vit löpare · c4 svart kryss · e4 svart kryss · b3 svart kryss · f3 svart kryss · a2 svart kryss · g2 svart kryss · h1 svart kryss | a8 svart kryss · g8 svart kryss · b7 svart kryss · f7 svart kryss · c6 svart kryss · e6 svart kryss · d5 vit löpare · c4 svart kryss · e4 svart kryss · b3 svart kryss · f3 svart kryss · a2 svart kryss · g2 svart kryss · h1 svart kryss | 4 |
| 3 | a8 svart kryss · g8 svart kryss · b7 svart kryss · f7 svart kryss · c6 svart kryss · e6 svart kryss · d5 vit löpare · c4 svart kryss · e4 svart kryss · b3 svart kryss · f3 svart kryss · a2 svart kryss · g2 svart kryss · h1 svart kryss | a8 svart kryss · g8 svart kryss · b7 svart kryss · f7 svart kryss · c6 svart kryss · e6 svart kryss · d5 vit löpare · c4 svart kryss · e4 svart kryss · b3 svart kryss · f3 svart kryss · a2 svart kryss · g2 svart kryss · h1 svart kryss | a8 svart kryss · g8 svart kryss · b7 svart kryss · f7 svart kryss · c6 svart kryss · e6 svart kryss · d5 vit löpare · c4 svart kryss · e4 svart kryss · b3 svart kryss · f3 svart kryss · a2 svart kryss · g2 svart kryss · h1 svart kryss | a8 svart kryss · g8 svart kryss · b7 svart kryss · f7 svart kryss · c6 svart kryss · e6 svart kryss · d5 vit löpare · c4 svart kryss · e4 svart kryss · b3 svart kryss · f3 svart kryss · a2 svart kryss · g2 svart kryss · h1 svart kryss | a8 svart kryss · g8 svart kryss · b7 svart kryss · f7 svart kryss · c6 svart kryss · e6 svart kryss · d5 vit löpare · c4 svart kryss · e4 svart kryss · b3 svart kryss · f3 svart kryss · a2 svart kryss · g2 svart kryss · h1 svart kryss | a8 svart kryss · g8 svart kryss · b7 svart kryss · f7 svart kryss · c6 svart kryss · e6 svart kryss · d5 vit löpare · c4 svart kryss · e4 svart kryss · b3 svart kryss · f3 svart kryss · a2 svart kryss · g2 svart kryss · h1 svart kryss | a8 svart kryss · g8 svart kryss · b7 svart kryss · f7 svart kryss · c6 svart kryss · e6 svart kryss · d5 vit löpare · c4 svart kryss · e4 svart kryss · b3 svart kryss · f3 svart kryss · a2 svart kryss · g2 svart kryss · h1 svart kryss | a8 svart kryss · g8 svart kryss · b7 svart kryss · f7 svart kryss · c6 svart kryss · e6 svart kryss · d5 vit löpare · c4 svart kryss · e4 svart kryss · b3 svart kryss · f3 svart kryss · a2 svart kryss · g2 svart kryss · h1 svart kryss | 3 |
| 2 | a8 svart kryss · g8 svart kryss · b7 svart kryss · f7 svart kryss · c6 svart kryss · e6 svart kryss · d5 vit löpare · c4 svart kryss · e4 svart kryss · b3 svart kryss · f3 svart kryss · a2 svart kryss · g2 svart kryss · h1 svart kryss | a8 svart kryss · g8 svart kryss · b7 svart kryss · f7 svart kryss · c6 svart kryss · e6 svart kryss · d5 vit löpare · c4 svart kryss · e4 svart kryss · b3 svart kryss · f3 svart kryss · a2 svart kryss · g2 svart kryss · h1 svart kryss | a8 svart kryss · g8 svart kryss · b7 svart kryss · f7 svart kryss · c6 svart kryss · e6 svart kryss · d5 vit löpare · c4 svart kryss · e4 svart kryss · b3 svart kryss · f3 svart kryss · a2 svart kryss · g2 svart kryss · h1 svart kryss | a8 svart kryss · g8 svart kryss · b7 svart kryss · f7 svart kryss · c6 svart kryss · e6 svart kryss · d5 vit löpare · c4 svart kryss · e4 svart kryss · b3 svart kryss · f3 svart kryss · a2 svart kryss · g2 svart kryss · h1 svart kryss | a8 svart kryss · g8 svart kryss · b7 svart kryss · f7 svart kryss · c6 svart kryss · e6 svart kryss · d5 vit löpare · c4 svart kryss · e4 svart kryss · b3 svart kryss · f3 svart kryss · a2 svart kryss · g2 svart kryss · h1 svart kryss | a8 svart kryss · g8 svart kryss · b7 svart kryss · f7 svart kryss · c6 svart kryss · e6 svart kryss · d5 vit löpare · c4 svart kryss · e4 svart kryss · b3 svart kryss · f3 svart kryss · a2 svart kryss · g2 svart kryss · h1 svart kryss | a8 svart kryss · g8 svart kryss · b7 svart kryss · f7 svart kryss · c6 svart kryss · e6 svart kryss · d5 vit löpare · c4 svart kryss · e4 svart kryss · b3 svart kryss · f3 svart kryss · a2 svart kryss · g2 svart kryss · h1 svart kryss | a8 svart kryss · g8 svart kryss · b7 svart kryss · f7 svart kryss · c6 svart kryss · e6 svart kryss · d5 vit löpare · c4 svart kryss · e4 svart kryss · b3 svart kryss · f3 svart kryss · a2 svart kryss · g2 svart kryss · h1 svart kryss | 2 |
| 1 | a8 svart kryss · g8 svart kryss · b7 svart kryss · f7 svart kryss · c6 svart kryss · e6 svart kryss · d5 vit löpare · c4 svart kryss · e4 svart kryss · b3 svart kryss · f3 svart kryss · a2 svart kryss · g2 svart kryss · h1 svart kryss | a8 svart kryss · g8 svart kryss · b7 svart kryss · f7 svart kryss · c6 svart kryss · e6 svart kryss · d5 vit löpare · c4 svart kryss · e4 svart kryss · b3 svart kryss · f3 svart kryss · a2 svart kryss · g2 svart kryss · h1 svart kryss | a8 svart kryss · g8 svart kryss · b7 svart kryss · f7 svart kryss · c6 svart kryss · e6 svart kryss · d5 vit löpare · c4 svart kryss · e4 svart kryss · b3 svart kryss · f3 svart kryss · a2 svart kryss · g2 svart kryss · h1 svart kryss | a8 svart kryss · g8 svart kryss · b7 svart kryss · f7 svart kryss · c6 svart kryss · e6 svart kryss · d5 vit löpare · c4 svart kryss · e4 svart kryss · b3 svart kryss · f3 svart kryss · a2 svart kryss · g2 svart kryss · h1 svart kryss | a8 svart kryss · g8 svart kryss · b7 svart kryss · f7 svart kryss · c6 svart kryss · e6 svart kryss · d5 vit löpare · c4 svart kryss · e4 svart kryss · b3 svart kryss · f3 svart kryss · a2 svart kryss · g2 svart kryss · h1 svart kryss | a8 svart kryss · g8 svart kryss · b7 svart kryss · f7 svart kryss · c6 svart kryss · e6 svart kryss · d5 vit löpare · c4 svart kryss · e4 svart kryss · b3 svart kryss · f3 svart kryss · a2 svart kryss · g2 svart kryss · h1 svart kryss | a8 svart kryss · g8 svart kryss · b7 svart kryss · f7 svart kryss · c6 svart kryss · e6 svart kryss · d5 vit löpare · c4 svart kryss · e4 svart kryss · b3 svart kryss · f3 svart kryss · a2 svart kryss · g2 svart kryss · h1 svart kryss | a8 svart kryss · g8 svart kryss · b7 svart kryss · f7 svart kryss · c6 svart kryss · e6 svart kryss · d5 vit löpare · c4 svart kryss · e4 svart kryss · b3 svart kryss · f3 svart kryss · a2 svart kryss · g2 svart kryss · h1 svart kryss | 1 |
|   | a | b | c | d | e | f | g | h |   |

Löparen flyttas diagonalt. Vardera spelare har vid början av partiet en vitfältslöpare som endast kan röra sig på ljusa fält och en svartfältslöpare som endast kan röra sig på mörka fält. Löparna och springarna kallas tillsammans för de lätta pjäserna.

### Torn
|   | a | b | c | d | e | f | g | h |   |
| 8 | d8 svart kryss · d7 svart kryss · d6 svart kryss · a5 svart kryss · b5 svart kryss · c5 svart kryss · d5 svart torn · e5 svart kryss · f5 svart kryss · g5 svart kryss · h5 svart kryss · d4 svart kryss · d3 svart kryss · d2 svart kryss · d1 svart kryss | d8 svart kryss · d7 svart kryss · d6 svart kryss · a5 svart kryss · b5 svart kryss · c5 svart kryss · d5 svart torn · e5 svart kryss · f5 svart kryss · g5 svart kryss · h5 svart kryss · d4 svart kryss · d3 svart kryss · d2 svart kryss · d1 svart kryss | d8 svart kryss · d7 svart kryss · d6 svart kryss · a5 svart kryss · b5 svart kryss · c5 svart kryss · d5 svart torn · e5 svart kryss · f5 svart kryss · g5 svart kryss · h5 svart kryss · d4 svart kryss · d3 svart kryss · d2 svart kryss · d1 svart kryss | d8 svart kryss · d7 svart kryss · d6 svart kryss · a5 svart kryss · b5 svart kryss · c5 svart kryss · d5 svart torn · e5 svart kryss · f5 svart kryss · g5 svart kryss · h5 svart kryss · d4 svart kryss · d3 svart kryss · d2 svart kryss · d1 svart kryss | d8 svart kryss · d7 svart kryss · d6 svart kryss · a5 svart kryss · b5 svart kryss · c5 svart kryss · d5 svart torn · e5 svart kryss · f5 svart kryss · g5 svart kryss · h5 svart kryss · d4 svart kryss · d3 svart kryss · d2 svart kryss · d1 svart kryss | d8 svart kryss · d7 svart kryss · d6 svart kryss · a5 svart kryss · b5 svart kryss · c5 svart kryss · d5 svart torn · e5 svart kryss · f5 svart kryss · g5 svart kryss · h5 svart kryss · d4 svart kryss · d3 svart kryss · d2 svart kryss · d1 svart kryss | d8 svart kryss · d7 svart kryss · d6 svart kryss · a5 svart kryss · b5 svart kryss · c5 svart kryss · d5 svart torn · e5 svart kryss · f5 svart kryss · g5 svart kryss · h5 svart kryss · d4 svart kryss · d3 svart kryss · d2 svart kryss · d1 svart kryss | d8 svart kryss · d7 svart kryss · d6 svart kryss · a5 svart kryss · b5 svart kryss · c5 svart kryss · d5 svart torn · e5 svart kryss · f5 svart kryss · g5 svart kryss · h5 svart kryss · d4 svart kryss · d3 svart kryss · d2 svart kryss · d1 svart kryss | 8 |
| 7 | d8 svart kryss · d7 svart kryss · d6 svart kryss · a5 svart kryss · b5 svart kryss · c5 svart kryss · d5 svart torn · e5 svart kryss · f5 svart kryss · g5 svart kryss · h5 svart kryss · d4 svart kryss · d3 svart kryss · d2 svart kryss · d1 svart kryss | d8 svart kryss · d7 svart kryss · d6 svart kryss · a5 svart kryss · b5 svart kryss · c5 svart kryss · d5 svart torn · e5 svart kryss · f5 svart kryss · g5 svart kryss · h5 svart kryss · d4 svart kryss · d3 svart kryss · d2 svart kryss · d1 svart kryss | d8 svart kryss · d7 svart kryss · d6 svart kryss · a5 svart kryss · b5 svart kryss · c5 svart kryss · d5 svart torn · e5 svart kryss · f5 svart kryss · g5 svart kryss · h5 svart kryss · d4 svart kryss · d3 svart kryss · d2 svart kryss · d1 svart kryss | d8 svart kryss · d7 svart kryss · d6 svart kryss · a5 svart kryss · b5 svart kryss · c5 svart kryss · d5 svart torn · e5 svart kryss · f5 svart kryss · g5 svart kryss · h5 svart kryss · d4 svart kryss · d3 svart kryss · d2 svart kryss · d1 svart kryss | d8 svart kryss · d7 svart kryss · d6 svart kryss · a5 svart kryss · b5 svart kryss · c5 svart kryss · d5 svart torn · e5 svart kryss · f5 svart kryss · g5 svart kryss · h5 svart kryss · d4 svart kryss · d3 svart kryss · d2 svart kryss · d1 svart kryss | d8 svart kryss · d7 svart kryss · d6 svart kryss · a5 svart kryss · b5 svart kryss · c5 svart kryss · d5 svart torn · e5 svart kryss · f5 svart kryss · g5 svart kryss · h5 svart kryss · d4 svart kryss · d3 svart kryss · d2 svart kryss · d1 svart kryss | d8 svart kryss · d7 svart kryss · d6 svart kryss · a5 svart kryss · b5 svart kryss · c5 svart kryss · d5 svart torn · e5 svart kryss · f5 svart kryss · g5 svart kryss · h5 svart kryss · d4 svart kryss · d3 svart kryss · d2 svart kryss · d1 svart kryss | d8 svart kryss · d7 svart kryss · d6 svart kryss · a5 svart kryss · b5 svart kryss · c5 svart kryss · d5 svart torn · e5 svart kryss · f5 svart kryss · g5 svart kryss · h5 svart kryss · d4 svart kryss · d3 svart kryss · d2 svart kryss · d1 svart kryss | 7 |
| 6 | d8 svart kryss · d7 svart kryss · d6 svart kryss · a5 svart kryss · b5 svart kryss · c5 svart kryss · d5 svart torn · e5 svart kryss · f5 svart kryss · g5 svart kryss · h5 svart kryss · d4 svart kryss · d3 svart kryss · d2 svart kryss · d1 svart kryss | d8 svart kryss · d7 svart kryss · d6 svart kryss · a5 svart kryss · b5 svart kryss · c5 svart kryss · d5 svart torn · e5 svart kryss · f5 svart kryss · g5 svart kryss · h5 svart kryss · d4 svart kryss · d3 svart kryss · d2 svart kryss · d1 svart kryss | d8 svart kryss · d7 svart kryss · d6 svart kryss · a5 svart kryss · b5 svart kryss · c5 svart kryss · d5 svart torn · e5 svart kryss · f5 svart kryss · g5 svart kryss · h5 svart kryss · d4 svart kryss · d3 svart kryss · d2 svart kryss · d1 svart kryss | d8 svart kryss · d7 svart kryss · d6 svart kryss · a5 svart kryss · b5 svart kryss · c5 svart kryss · d5 svart torn · e5 svart kryss · f5 svart kryss · g5 svart kryss · h5 svart kryss · d4 svart kryss · d3 svart kryss · d2 svart kryss · d1 svart kryss | d8 svart kryss · d7 svart kryss · d6 svart kryss · a5 svart kryss · b5 svart kryss · c5 svart kryss · d5 svart torn · e5 svart kryss · f5 svart kryss · g5 svart kryss · h5 svart kryss · d4 svart kryss · d3 svart kryss · d2 svart kryss · d1 svart kryss | d8 svart kryss · d7 svart kryss · d6 svart kryss · a5 svart kryss · b5 svart kryss · c5 svart kryss · d5 svart torn · e5 svart kryss · f5 svart kryss · g5 svart kryss · h5 svart kryss · d4 svart kryss · d3 svart kryss · d2 svart kryss · d1 svart kryss | d8 svart kryss · d7 svart kryss · d6 svart kryss · a5 svart kryss · b5 svart kryss · c5 svart kryss · d5 svart torn · e5 svart kryss · f5 svart kryss · g5 svart kryss · h5 svart kryss · d4 svart kryss · d3 svart kryss · d2 svart kryss · d1 svart kryss | d8 svart kryss · d7 svart kryss · d6 svart kryss · a5 svart kryss · b5 svart kryss · c5 svart kryss · d5 svart torn · e5 svart kryss · f5 svart kryss · g5 svart kryss · h5 svart kryss · d4 svart kryss · d3 svart kryss · d2 svart kryss · d1 svart kryss | 6 |
| 5 | d8 svart kryss · d7 svart kryss · d6 svart kryss · a5 svart kryss · b5 svart kryss · c5 svart kryss · d5 svart torn · e5 svart kryss · f5 svart kryss · g5 svart kryss · h5 svart kryss · d4 svart kryss · d3 svart kryss · d2 svart kryss · d1 svart kryss | d8 svart kryss · d7 svart kryss · d6 svart kryss · a5 svart kryss · b5 svart kryss · c5 svart kryss · d5 svart torn · e5 svart kryss · f5 svart kryss · g5 svart kryss · h5 svart kryss · d4 svart kryss · d3 svart kryss · d2 svart kryss · d1 svart kryss | d8 svart kryss · d7 svart kryss · d6 svart kryss · a5 svart kryss · b5 svart kryss · c5 svart kryss · d5 svart torn · e5 svart kryss · f5 svart kryss · g5 svart kryss · h5 svart kryss · d4 svart kryss · d3 svart kryss · d2 svart kryss · d1 svart kryss | d8 svart kryss · d7 svart kryss · d6 svart kryss · a5 svart kryss · b5 svart kryss · c5 svart kryss · d5 svart torn · e5 svart kryss · f5 svart kryss · g5 svart kryss · h5 svart kryss · d4 svart kryss · d3 svart kryss · d2 svart kryss · d1 svart kryss | d8 svart kryss · d7 svart kryss · d6 svart kryss · a5 svart kryss · b5 svart kryss · c5 svart kryss · d5 svart torn · e5 svart kryss · f5 svart kryss · g5 svart kryss · h5 svart kryss · d4 svart kryss · d3 svart kryss · d2 svart kryss · d1 svart kryss | d8 svart kryss · d7 svart kryss · d6 svart kryss · a5 svart kryss · b5 svart kryss · c5 svart kryss · d5 svart torn · e5 svart kryss · f5 svart kryss · g5 svart kryss · h5 svart kryss · d4 svart kryss · d3 svart kryss · d2 svart kryss · d1 svart kryss | d8 svart kryss · d7 svart kryss · d6 svart kryss · a5 svart kryss · b5 svart kryss · c5 svart kryss · d5 svart torn · e5 svart kryss · f5 svart kryss · g5 svart kryss · h5 svart kryss · d4 svart kryss · d3 svart kryss · d2 svart kryss · d1 svart kryss | d8 svart kryss · d7 svart kryss · d6 svart kryss · a5 svart kryss · b5 svart kryss · c5 svart kryss · d5 svart torn · e5 svart kryss · f5 svart kryss · g5 svart kryss · h5 svart kryss · d4 svart kryss · d3 svart kryss · d2 svart kryss · d1 svart kryss | 5 |
| 4 | d8 svart kryss · d7 svart kryss · d6 svart kryss · a5 svart kryss · b5 svart kryss · c5 svart kryss · d5 svart torn · e5 svart kryss · f5 svart kryss · g5 svart kryss · h5 svart kryss · d4 svart kryss · d3 svart kryss · d2 svart kryss · d1 svart kryss | d8 svart kryss · d7 svart kryss · d6 svart kryss · a5 svart kryss · b5 svart kryss · c5 svart kryss · d5 svart torn · e5 svart kryss · f5 svart kryss · g5 svart kryss · h5 svart kryss · d4 svart kryss · d3 svart kryss · d2 svart kryss · d1 svart kryss | d8 svart kryss · d7 svart kryss · d6 svart kryss · a5 svart kryss · b5 svart kryss · c5 svart kryss · d5 svart torn · e5 svart kryss · f5 svart kryss · g5 svart kryss · h5 svart kryss · d4 svart kryss · d3 svart kryss · d2 svart kryss · d1 svart kryss | d8 svart kryss · d7 svart kryss · d6 svart kryss · a5 svart kryss · b5 svart kryss · c5 svart kryss · d5 svart torn · e5 svart kryss · f5 svart kryss · g5 svart kryss · h5 svart kryss · d4 svart kryss · d3 svart kryss · d2 svart kryss · d1 svart kryss | d8 svart kryss · d7 svart kryss · d6 svart kryss · a5 svart kryss · b5 svart kryss · c5 svart kryss · d5 svart torn · e5 svart kryss · f5 svart kryss · g5 svart kryss · h5 svart kryss · d4 svart kryss · d3 svart kryss · d2 svart kryss · d1 svart kryss | d8 svart kryss · d7 svart kryss · d6 svart kryss · a5 svart kryss · b5 svart kryss · c5 svart kryss · d5 svart torn · e5 svart kryss · f5 svart kryss · g5 svart kryss · h5 svart kryss · d4 svart kryss · d3 svart kryss · d2 svart kryss · d1 svart kryss | d8 svart kryss · d7 svart kryss · d6 svart kryss · a5 svart kryss · b5 svart kryss · c5 svart kryss · d5 svart torn · e5 svart kryss · f5 svart kryss · g5 svart kryss · h5 svart kryss · d4 svart kryss · d3 svart kryss · d2 svart kryss · d1 svart kryss | d8 svart kryss · d7 svart kryss · d6 svart kryss · a5 svart kryss · b5 svart kryss · c5 svart kryss · d5 svart torn · e5 svart kryss · f5 svart kryss · g5 svart kryss · h5 svart kryss · d4 svart kryss · d3 svart kryss · d2 svart kryss · d1 svart kryss | 4 |
| 3 | d8 svart kryss · d7 svart kryss · d6 svart kryss · a5 svart kryss · b5 svart kryss · c5 svart kryss · d5 svart torn · e5 svart kryss · f5 svart kryss · g5 svart kryss · h5 svart kryss · d4 svart kryss · d3 svart kryss · d2 svart kryss · d1 svart kryss | d8 svart kryss · d7 svart kryss · d6 svart kryss · a5 svart kryss · b5 svart kryss · c5 svart kryss · d5 svart torn · e5 svart kryss · f5 svart kryss · g5 svart kryss · h5 svart kryss · d4 svart kryss · d3 svart kryss · d2 svart kryss · d1 svart kryss | d8 svart kryss · d7 svart kryss · d6 svart kryss · a5 svart kryss · b5 svart kryss · c5 svart kryss · d5 svart torn · e5 svart kryss · f5 svart kryss · g5 svart kryss · h5 svart kryss · d4 svart kryss · d3 svart kryss · d2 svart kryss · d1 svart kryss | d8 svart kryss · d7 svart kryss · d6 svart kryss · a5 svart kryss · b5 svart kryss · c5 svart kryss · d5 svart torn · e5 svart kryss · f5 svart kryss · g5 svart kryss · h5 svart kryss · d4 svart kryss · d3 svart kryss · d2 svart kryss · d1 svart kryss | d8 svart kryss · d7 svart kryss · d6 svart kryss · a5 svart kryss · b5 svart kryss · c5 svart kryss · d5 svart torn · e5 svart kryss · f5 svart kryss · g5 svart kryss · h5 svart kryss · d4 svart kryss · d3 svart kryss · d2 svart kryss · d1 svart kryss | d8 svart kryss · d7 svart kryss · d6 svart kryss · a5 svart kryss · b5 svart kryss · c5 svart kryss · d5 svart torn · e5 svart kryss · f5 svart kryss · g5 svart kryss · h5 svart kryss · d4 svart kryss · d3 svart kryss · d2 svart kryss · d1 svart kryss | d8 svart kryss · d7 svart kryss · d6 svart kryss · a5 svart kryss · b5 svart kryss · c5 svart kryss · d5 svart torn · e5 svart kryss · f5 svart kryss · g5 svart kryss · h5 svart kryss · d4 svart kryss · d3 svart kryss · d2 svart kryss · d1 svart kryss | d8 svart kryss · d7 svart kryss · d6 svart kryss · a5 svart kryss · b5 svart kryss · c5 svart kryss · d5 svart torn · e5 svart kryss · f5 svart kryss · g5 svart kryss · h5 svart kryss · d4 svart kryss · d3 svart kryss · d2 svart kryss · d1 svart kryss | 3 |
| 2 | d8 svart kryss · d7 svart kryss · d6 svart kryss · a5 svart kryss · b5 svart kryss · c5 svart kryss · d5 svart torn · e5 svart kryss · f5 svart kryss · g5 svart kryss · h5 svart kryss · d4 svart kryss · d3 svart kryss · d2 svart kryss · d1 svart kryss | d8 svart kryss · d7 svart kryss · d6 svart kryss · a5 svart kryss · b5 svart kryss · c5 svart kryss · d5 svart torn · e5 svart kryss · f5 svart kryss · g5 svart kryss · h5 svart kryss · d4 svart kryss · d3 svart kryss · d2 svart kryss · d1 svart kryss | d8 svart kryss · d7 svart kryss · d6 svart kryss · a5 svart kryss · b5 svart kryss · c5 svart kryss · d5 svart torn · e5 svart kryss · f5 svart kryss · g5 svart kryss · h5 svart kryss · d4 svart kryss · d3 svart kryss · d2 svart kryss · d1 svart kryss | d8 svart kryss · d7 svart kryss · d6 svart kryss · a5 svart kryss · b5 svart kryss · c5 svart kryss · d5 svart torn · e5 svart kryss · f5 svart kryss · g5 svart kryss · h5 svart kryss · d4 svart kryss · d3 svart kryss · d2 svart kryss · d1 svart kryss | d8 svart kryss · d7 svart kryss · d6 svart kryss · a5 svart kryss · b5 svart kryss · c5 svart kryss · d5 svart torn · e5 svart kryss · f5 svart kryss · g5 svart kryss · h5 svart kryss · d4 svart kryss · d3 svart kryss · d2 svart kryss · d1 svart kryss | d8 svart kryss · d7 svart kryss · d6 svart kryss · a5 svart kryss · b5 svart kryss · c5 svart kryss · d5 svart torn · e5 svart kryss · f5 svart kryss · g5 svart kryss · h5 svart kryss · d4 svart kryss · d3 svart kryss · d2 svart kryss · d1 svart kryss | d8 svart kryss · d7 svart kryss · d6 svart kryss · a5 svart kryss · b5 svart kryss · c5 svart kryss · d5 svart torn · e5 svart kryss · f5 svart kryss · g5 svart kryss · h5 svart kryss · d4 svart kryss · d3 svart kryss · d2 svart kryss · d1 svart kryss | d8 svart kryss · d7 svart kryss · d6 svart kryss · a5 svart kryss · b5 svart kryss · c5 svart kryss · d5 svart torn · e5 svart kryss · f5 svart kryss · g5 svart kryss · h5 svart kryss · d4 svart kryss · d3 svart kryss · d2 svart kryss · d1 svart kryss | 2 |
| 1 | d8 svart kryss · d7 svart kryss · d6 svart kryss · a5 svart kryss · b5 svart kryss · c5 svart kryss · d5 svart torn · e5 svart kryss · f5 svart kryss · g5 svart kryss · h5 svart kryss · d4 svart kryss · d3 svart kryss · d2 svart kryss · d1 svart kryss | d8 svart kryss · d7 svart kryss · d6 svart kryss · a5 svart kryss · b5 svart kryss · c5 svart kryss · d5 svart torn · e5 svart kryss · f5 svart kryss · g5 svart kryss · h5 svart kryss · d4 svart kryss · d3 svart kryss · d2 svart kryss · d1 svart kryss | d8 svart kryss · d7 svart kryss · d6 svart kryss · a5 svart kryss · b5 svart kryss · c5 svart kryss · d5 svart torn · e5 svart kryss · f5 svart kryss · g5 svart kryss · h5 svart kryss · d4 svart kryss · d3 svart kryss · d2 svart kryss · d1 svart kryss | d8 svart kryss · d7 svart kryss · d6 svart kryss · a5 svart kryss · b5 svart kryss · c5 svart kryss · d5 svart torn · e5 svart kryss · f5 svart kryss · g5 svart kryss · h5 svart kryss · d4 svart kryss · d3 svart kryss · d2 svart kryss · d1 svart kryss | d8 svart kryss · d7 svart kryss · d6 svart kryss · a5 svart kryss · b5 svart kryss · c5 svart kryss · d5 svart torn · e5 svart kryss · f5 svart kryss · g5 svart kryss · h5 svart kryss · d4 svart kryss · d3 svart kryss · d2 svart kryss · d1 svart kryss | d8 svart kryss · d7 svart kryss · d6 svart kryss · a5 svart kryss · b5 svart kryss · c5 svart kryss · d5 svart torn · e5 svart kryss · f5 svart kryss · g5 svart kryss · h5 svart kryss · d4 svart kryss · d3 svart kryss · d2 svart kryss · d1 svart kryss | d8 svart kryss · d7 svart kryss · d6 svart kryss · a5 svart kryss · b5 svart kryss · c5 svart kryss · d5 svart torn · e5 svart kryss · f5 svart kryss · g5 svart kryss · h5 svart kryss · d4 svart kryss · d3 svart kryss · d2 svart kryss · d1 svart kryss | d8 svart kryss · d7 svart kryss · d6 svart kryss · a5 svart kryss · b5 svart kryss · c5 svart kryss · d5 svart torn · e5 svart kryss · f5 svart kryss · g5 svart kryss · h5 svart kryss · d4 svart kryss · d3 svart kryss · d2 svart kryss · d1 svart kryss | 1 |
|   | a | b | c | d | e | f | g | h |   |

Tornet flyttas i raka led lodrätt eller vågrätt. Tornen och damen kallas tillsammans för de tunga pjäserna. Se även specialdraget rockad.

### Dam
|   | a | b | c | d | e | f | g | h |   |
| 8 | d8 svart kryss · h8 svart kryss · a7 svart kryss · d7 svart kryss · g7 svart kryss · b6 svart kryss · d6 svart kryss · f6 svart kryss · c5 svart kryss · d5 svart kryss · e5 svart kryss · a4 svart kryss · b4 svart kryss · c4 svart kryss · d4 svart drottning · e4 svart kryss · f4 svart kryss · g4 svart kryss · h4 svart kryss · c3 svart kryss · d3 svart kryss · e3 svart kryss · b2 svart kryss · d2 svart kryss · f2 svart kryss · a1 svart kryss · d1 svart kryss · g1 svart kryss | d8 svart kryss · h8 svart kryss · a7 svart kryss · d7 svart kryss · g7 svart kryss · b6 svart kryss · d6 svart kryss · f6 svart kryss · c5 svart kryss · d5 svart kryss · e5 svart kryss · a4 svart kryss · b4 svart kryss · c4 svart kryss · d4 svart drottning · e4 svart kryss · f4 svart kryss · g4 svart kryss · h4 svart kryss · c3 svart kryss · d3 svart kryss · e3 svart kryss · b2 svart kryss · d2 svart kryss · f2 svart kryss · a1 svart kryss · d1 svart kryss · g1 svart kryss | d8 svart kryss · h8 svart kryss · a7 svart kryss · d7 svart kryss · g7 svart kryss · b6 svart kryss · d6 svart kryss · f6 svart kryss · c5 svart kryss · d5 svart kryss · e5 svart kryss · a4 svart kryss · b4 svart kryss · c4 svart kryss · d4 svart drottning · e4 svart kryss · f4 svart kryss · g4 svart kryss · h4 svart kryss · c3 svart kryss · d3 svart kryss · e3 svart kryss · b2 svart kryss · d2 svart kryss · f2 svart kryss · a1 svart kryss · d1 svart kryss · g1 svart kryss | d8 svart kryss · h8 svart kryss · a7 svart kryss · d7 svart kryss · g7 svart kryss · b6 svart kryss · d6 svart kryss · f6 svart kryss · c5 svart kryss · d5 svart kryss · e5 svart kryss · a4 svart kryss · b4 svart kryss · c4 svart kryss · d4 svart drottning · e4 svart kryss · f4 svart kryss · g4 svart kryss · h4 svart kryss · c3 svart kryss · d3 svart kryss · e3 svart kryss · b2 svart kryss · d2 svart kryss · f2 svart kryss · a1 svart kryss · d1 svart kryss · g1 svart kryss | d8 svart kryss · h8 svart kryss · a7 svart kryss · d7 svart kryss · g7 svart kryss · b6 svart kryss · d6 svart kryss · f6 svart kryss · c5 svart kryss · d5 svart kryss · e5 svart kryss · a4 svart kryss · b4 svart kryss · c4 svart kryss · d4 svart drottning · e4 svart kryss · f4 svart kryss · g4 svart kryss · h4 svart kryss · c3 svart kryss · d3 svart kryss · e3 svart kryss · b2 svart kryss · d2 svart kryss · f2 svart kryss · a1 svart kryss · d1 svart kryss · g1 svart kryss | d8 svart kryss · h8 svart kryss · a7 svart kryss · d7 svart kryss · g7 svart kryss · b6 svart kryss · d6 svart kryss · f6 svart kryss · c5 svart kryss · d5 svart kryss · e5 svart kryss · a4 svart kryss · b4 svart kryss · c4 svart kryss · d4 svart drottning · e4 svart kryss · f4 svart kryss · g4 svart kryss · h4 svart kryss · c3 svart kryss · d3 svart kryss · e3 svart kryss · b2 svart kryss · d2 svart kryss · f2 svart kryss · a1 svart kryss · d1 svart kryss · g1 svart kryss | d8 svart kryss · h8 svart kryss · a7 svart kryss · d7 svart kryss · g7 svart kryss · b6 svart kryss · d6 svart kryss · f6 svart kryss · c5 svart kryss · d5 svart kryss · e5 svart kryss · a4 svart kryss · b4 svart kryss · c4 svart kryss · d4 svart drottning · e4 svart kryss · f4 svart kryss · g4 svart kryss · h4 svart kryss · c3 svart kryss · d3 svart kryss · e3 svart kryss · b2 svart kryss · d2 svart kryss · f2 svart kryss · a1 svart kryss · d1 svart kryss · g1 svart kryss | d8 svart kryss · h8 svart kryss · a7 svart kryss · d7 svart kryss · g7 svart kryss · b6 svart kryss · d6 svart kryss · f6 svart kryss · c5 svart kryss · d5 svart kryss · e5 svart kryss · a4 svart kryss · b4 svart kryss · c4 svart kryss · d4 svart drottning · e4 svart kryss · f4 svart kryss · g4 svart kryss · h4 svart kryss · c3 svart kryss · d3 svart kryss · e3 svart kryss · b2 svart kryss · d2 svart kryss · f2 svart kryss · a1 svart kryss · d1 svart kryss · g1 svart kryss | 8 |
| 7 | d8 svart kryss · h8 svart kryss · a7 svart kryss · d7 svart kryss · g7 svart kryss · b6 svart kryss · d6 svart kryss · f6 svart kryss · c5 svart kryss · d5 svart kryss · e5 svart kryss · a4 svart kryss · b4 svart kryss · c4 svart kryss · d4 svart drottning · e4 svart kryss · f4 svart kryss · g4 svart kryss · h4 svart kryss · c3 svart kryss · d3 svart kryss · e3 svart kryss · b2 svart kryss · d2 svart kryss · f2 svart kryss · a1 svart kryss · d1 svart kryss · g1 svart kryss | d8 svart kryss · h8 svart kryss · a7 svart kryss · d7 svart kryss · g7 svart kryss · b6 svart kryss · d6 svart kryss · f6 svart kryss · c5 svart kryss · d5 svart kryss · e5 svart kryss · a4 svart kryss · b4 svart kryss · c4 svart kryss · d4 svart drottning · e4 svart kryss · f4 svart kryss · g4 svart kryss · h4 svart kryss · c3 svart kryss · d3 svart kryss · e3 svart kryss · b2 svart kryss · d2 svart kryss · f2 svart kryss · a1 svart kryss · d1 svart kryss · g1 svart kryss | d8 svart kryss · h8 svart kryss · a7 svart kryss · d7 svart kryss · g7 svart kryss · b6 svart kryss · d6 svart kryss · f6 svart kryss · c5 svart kryss · d5 svart kryss · e5 svart kryss · a4 svart kryss · b4 svart kryss · c4 svart kryss · d4 svart drottning · e4 svart kryss · f4 svart kryss · g4 svart kryss · h4 svart kryss · c3 svart kryss · d3 svart kryss · e3 svart kryss · b2 svart kryss · d2 svart kryss · f2 svart kryss · a1 svart kryss · d1 svart kryss · g1 svart kryss | d8 svart kryss · h8 svart kryss · a7 svart kryss · d7 svart kryss · g7 svart kryss · b6 svart kryss · d6 svart kryss · f6 svart kryss · c5 svart kryss · d5 svart kryss · e5 svart kryss · a4 svart kryss · b4 svart kryss · c4 svart kryss · d4 svart drottning · e4 svart kryss · f4 svart kryss · g4 svart kryss · h4 svart kryss · c3 svart kryss · d3 svart kryss · e3 svart kryss · b2 svart kryss · d2 svart kryss · f2 svart kryss · a1 svart kryss · d1 svart kryss · g1 svart kryss | d8 svart kryss · h8 svart kryss · a7 svart kryss · d7 svart kryss · g7 svart kryss · b6 svart kryss · d6 svart kryss · f6 svart kryss · c5 svart kryss · d5 svart kryss · e5 svart kryss · a4 svart kryss · b4 svart kryss · c4 svart kryss · d4 svart drottning · e4 svart kryss · f4 svart kryss · g4 svart kryss · h4 svart kryss · c3 svart kryss · d3 svart kryss · e3 svart kryss · b2 svart kryss · d2 svart kryss · f2 svart kryss · a1 svart kryss · d1 svart kryss · g1 svart kryss | d8 svart kryss · h8 svart kryss · a7 svart kryss · d7 svart kryss · g7 svart kryss · b6 svart kryss · d6 svart kryss · f6 svart kryss · c5 svart kryss · d5 svart kryss · e5 svart kryss · a4 svart kryss · b4 svart kryss · c4 svart kryss · d4 svart drottning · e4 svart kryss · f4 svart kryss · g4 svart kryss · h4 svart kryss · c3 svart kryss · d3 svart kryss · e3 svart kryss · b2 svart kryss · d2 svart kryss · f2 svart kryss · a1 svart kryss · d1 svart kryss · g1 svart kryss | d8 svart kryss · h8 svart kryss · a7 svart kryss · d7 svart kryss · g7 svart kryss · b6 svart kryss · d6 svart kryss · f6 svart kryss · c5 svart kryss · d5 svart kryss · e5 svart kryss · a4 svart kryss · b4 svart kryss · c4 svart kryss · d4 svart drottning · e4 svart kryss · f4 svart kryss · g4 svart kryss · h4 svart kryss · c3 svart kryss · d3 svart kryss · e3 svart kryss · b2 svart kryss · d2 svart kryss · f2 svart kryss · a1 svart kryss · d1 svart kryss · g1 svart kryss | d8 svart kryss · h8 svart kryss · a7 svart kryss · d7 svart kryss · g7 svart kryss · b6 svart kryss · d6 svart kryss · f6 svart kryss · c5 svart kryss · d5 svart kryss · e5 svart kryss · a4 svart kryss · b4 svart kryss · c4 svart kryss · d4 svart drottning · e4 svart kryss · f4 svart kryss · g4 svart kryss · h4 svart kryss · c3 svart kryss · d3 svart kryss · e3 svart kryss · b2 svart kryss · d2 svart kryss · f2 svart kryss · a1 svart kryss · d1 svart kryss · g1 svart kryss | 7 |
| 6 | d8 svart kryss · h8 svart kryss · a7 svart kryss · d7 svart kryss · g7 svart kryss · b6 svart kryss · d6 svart kryss · f6 svart kryss · c5 svart kryss · d5 svart kryss · e5 svart kryss · a4 svart kryss · b4 svart kryss · c4 svart kryss · d4 svart drottning · e4 svart kryss · f4 svart kryss · g4 svart kryss · h4 svart kryss · c3 svart kryss · d3 svart kryss · e3 svart kryss · b2 svart kryss · d2 svart kryss · f2 svart kryss · a1 svart kryss · d1 svart kryss · g1 svart kryss | d8 svart kryss · h8 svart kryss · a7 svart kryss · d7 svart kryss · g7 svart kryss · b6 svart kryss · d6 svart kryss · f6 svart kryss · c5 svart kryss · d5 svart kryss · e5 svart kryss · a4 svart kryss · b4 svart kryss · c4 svart kryss · d4 svart drottning · e4 svart kryss · f4 svart kryss · g4 svart kryss · h4 svart kryss · c3 svart kryss · d3 svart kryss · e3 svart kryss · b2 svart kryss · d2 svart kryss · f2 svart kryss · a1 svart kryss · d1 svart kryss · g1 svart kryss | d8 svart kryss · h8 svart kryss · a7 svart kryss · d7 svart kryss · g7 svart kryss · b6 svart kryss · d6 svart kryss · f6 svart kryss · c5 svart kryss · d5 svart kryss · e5 svart kryss · a4 svart kryss · b4 svart kryss · c4 svart kryss · d4 svart drottning · e4 svart kryss · f4 svart kryss · g4 svart kryss · h4 svart kryss · c3 svart kryss · d3 svart kryss · e3 svart kryss · b2 svart kryss · d2 svart kryss · f2 svart kryss · a1 svart kryss · d1 svart kryss · g1 svart kryss | d8 svart kryss · h8 svart kryss · a7 svart kryss · d7 svart kryss · g7 svart kryss · b6 svart kryss · d6 svart kryss · f6 svart kryss · c5 svart kryss · d5 svart kryss · e5 svart kryss · a4 svart kryss · b4 svart kryss · c4 svart kryss · d4 svart drottning · e4 svart kryss · f4 svart kryss · g4 svart kryss · h4 svart kryss · c3 svart kryss · d3 svart kryss · e3 svart kryss · b2 svart kryss · d2 svart kryss · f2 svart kryss · a1 svart kryss · d1 svart kryss · g1 svart kryss | d8 svart kryss · h8 svart kryss · a7 svart kryss · d7 svart kryss · g7 svart kryss · b6 svart kryss · d6 svart kryss · f6 svart kryss · c5 svart kryss · d5 svart kryss · e5 svart kryss · a4 svart kryss · b4 svart kryss · c4 svart kryss · d4 svart drottning · e4 svart kryss · f4 svart kryss · g4 svart kryss · h4 svart kryss · c3 svart kryss · d3 svart kryss · e3 svart kryss · b2 svart kryss · d2 svart kryss · f2 svart kryss · a1 svart kryss · d1 svart kryss · g1 svart kryss | d8 svart kryss · h8 svart kryss · a7 svart kryss · d7 svart kryss · g7 svart kryss · b6 svart kryss · d6 svart kryss · f6 svart kryss · c5 svart kryss · d5 svart kryss · e5 svart kryss · a4 svart kryss · b4 svart kryss · c4 svart kryss · d4 svart drottning · e4 svart kryss · f4 svart kryss · g4 svart kryss · h4 svart kryss · c3 svart kryss · d3 svart kryss · e3 svart kryss · b2 svart kryss · d2 svart kryss · f2 svart kryss · a1 svart kryss · d1 svart kryss · g1 svart kryss | d8 svart kryss · h8 svart kryss · a7 svart kryss · d7 svart kryss · g7 svart kryss · b6 svart kryss · d6 svart kryss · f6 svart kryss · c5 svart kryss · d5 svart kryss · e5 svart kryss · a4 svart kryss · b4 svart kryss · c4 svart kryss · d4 svart drottning · e4 svart kryss · f4 svart kryss · g4 svart kryss · h4 svart kryss · c3 svart kryss · d3 svart kryss · e3 svart kryss · b2 svart kryss · d2 svart kryss · f2 svart kryss · a1 svart kryss · d1 svart kryss · g1 svart kryss | d8 svart kryss · h8 svart kryss · a7 svart kryss · d7 svart kryss · g7 svart kryss · b6 svart kryss · d6 svart kryss · f6 svart kryss · c5 svart kryss · d5 svart kryss · e5 svart kryss · a4 svart kryss · b4 svart kryss · c4 svart kryss · d4 svart drottning · e4 svart kryss · f4 svart kryss · g4 svart kryss · h4 svart kryss · c3 svart kryss · d3 svart kryss · e3 svart kryss · b2 svart kryss · d2 svart kryss · f2 svart kryss · a1 svart kryss · d1 svart kryss · g1 svart kryss | 6 |
| 5 | d8 svart kryss · h8 svart kryss · a7 svart kryss · d7 svart kryss · g7 svart kryss · b6 svart kryss · d6 svart kryss · f6 svart kryss · c5 svart kryss · d5 svart kryss · e5 svart kryss · a4 svart kryss · b4 svart kryss · c4 svart kryss · d4 svart drottning · e4 svart kryss · f4 svart kryss · g4 svart kryss · h4 svart kryss · c3 svart kryss · d3 svart kryss · e3 svart kryss · b2 svart kryss · d2 svart kryss · f2 svart kryss · a1 svart kryss · d1 svart kryss · g1 svart kryss | d8 svart kryss · h8 svart kryss · a7 svart kryss · d7 svart kryss · g7 svart kryss · b6 svart kryss · d6 svart kryss · f6 svart kryss · c5 svart kryss · d5 svart kryss · e5 svart kryss · a4 svart kryss · b4 svart kryss · c4 svart kryss · d4 svart drottning · e4 svart kryss · f4 svart kryss · g4 svart kryss · h4 svart kryss · c3 svart kryss · d3 svart kryss · e3 svart kryss · b2 svart kryss · d2 svart kryss · f2 svart kryss · a1 svart kryss · d1 svart kryss · g1 svart kryss | d8 svart kryss · h8 svart kryss · a7 svart kryss · d7 svart kryss · g7 svart kryss · b6 svart kryss · d6 svart kryss · f6 svart kryss · c5 svart kryss · d5 svart kryss · e5 svart kryss · a4 svart kryss · b4 svart kryss · c4 svart kryss · d4 svart drottning · e4 svart kryss · f4 svart kryss · g4 svart kryss · h4 svart kryss · c3 svart kryss · d3 svart kryss · e3 svart kryss · b2 svart kryss · d2 svart kryss · f2 svart kryss · a1 svart kryss · d1 svart kryss · g1 svart kryss | d8 svart kryss · h8 svart kryss · a7 svart kryss · d7 svart kryss · g7 svart kryss · b6 svart kryss · d6 svart kryss · f6 svart kryss · c5 svart kryss · d5 svart kryss · e5 svart kryss · a4 svart kryss · b4 svart kryss · c4 svart kryss · d4 svart drottning · e4 svart kryss · f4 svart kryss · g4 svart kryss · h4 svart kryss · c3 svart kryss · d3 svart kryss · e3 svart kryss · b2 svart kryss · d2 svart kryss · f2 svart kryss · a1 svart kryss · d1 svart kryss · g1 svart kryss | d8 svart kryss · h8 svart kryss · a7 svart kryss · d7 svart kryss · g7 svart kryss · b6 svart kryss · d6 svart kryss · f6 svart kryss · c5 svart kryss · d5 svart kryss · e5 svart kryss · a4 svart kryss · b4 svart kryss · c4 svart kryss · d4 svart drottning · e4 svart kryss · f4 svart kryss · g4 svart kryss · h4 svart kryss · c3 svart kryss · d3 svart kryss · e3 svart kryss · b2 svart kryss · d2 svart kryss · f2 svart kryss · a1 svart kryss · d1 svart kryss · g1 svart kryss | d8 svart kryss · h8 svart kryss · a7 svart kryss · d7 svart kryss · g7 svart kryss · b6 svart kryss · d6 svart kryss · f6 svart kryss · c5 svart kryss · d5 svart kryss · e5 svart kryss · a4 svart kryss · b4 svart kryss · c4 svart kryss · d4 svart drottning · e4 svart kryss · f4 svart kryss · g4 svart kryss · h4 svart kryss · c3 svart kryss · d3 svart kryss · e3 svart kryss · b2 svart kryss · d2 svart kryss · f2 svart kryss · a1 svart kryss · d1 svart kryss · g1 svart kryss | d8 svart kryss · h8 svart kryss · a7 svart kryss · d7 svart kryss · g7 svart kryss · b6 svart kryss · d6 svart kryss · f6 svart kryss · c5 svart kryss · d5 svart kryss · e5 svart kryss · a4 svart kryss · b4 svart kryss · c4 svart kryss · d4 svart drottning · e4 svart kryss · f4 svart kryss · g4 svart kryss · h4 svart kryss · c3 svart kryss · d3 svart kryss · e3 svart kryss · b2 svart kryss · d2 svart kryss · f2 svart kryss · a1 svart kryss · d1 svart kryss · g1 svart kryss | d8 svart kryss · h8 svart kryss · a7 svart kryss · d7 svart kryss · g7 svart kryss · b6 svart kryss · d6 svart kryss · f6 svart kryss · c5 svart kryss · d5 svart kryss · e5 svart kryss · a4 svart kryss · b4 svart kryss · c4 svart kryss · d4 svart drottning · e4 svart kryss · f4 svart kryss · g4 svart kryss · h4 svart kryss · c3 svart kryss · d3 svart kryss · e3 svart kryss · b2 svart kryss · d2 svart kryss · f2 svart kryss · a1 svart kryss · d1 svart kryss · g1 svart kryss | 5 |
| 4 | d8 svart kryss · h8 svart kryss · a7 svart kryss · d7 svart kryss · g7 svart kryss · b6 svart kryss · d6 svart kryss · f6 svart kryss · c5 svart kryss · d5 svart kryss · e5 svart kryss · a4 svart kryss · b4 svart kryss · c4 svart kryss · d4 svart drottning · e4 svart kryss · f4 svart kryss · g4 svart kryss · h4 svart kryss · c3 svart kryss · d3 svart kryss · e3 svart kryss · b2 svart kryss · d2 svart kryss · f2 svart kryss · a1 svart kryss · d1 svart kryss · g1 svart kryss | d8 svart kryss · h8 svart kryss · a7 svart kryss · d7 svart kryss · g7 svart kryss · b6 svart kryss · d6 svart kryss · f6 svart kryss · c5 svart kryss · d5 svart kryss · e5 svart kryss · a4 svart kryss · b4 svart kryss · c4 svart kryss · d4 svart drottning · e4 svart kryss · f4 svart kryss · g4 svart kryss · h4 svart kryss · c3 svart kryss · d3 svart kryss · e3 svart kryss · b2 svart kryss · d2 svart kryss · f2 svart kryss · a1 svart kryss · d1 svart kryss · g1 svart kryss | d8 svart kryss · h8 svart kryss · a7 svart kryss · d7 svart kryss · g7 svart kryss · b6 svart kryss · d6 svart kryss · f6 svart kryss · c5 svart kryss · d5 svart kryss · e5 svart kryss · a4 svart kryss · b4 svart kryss · c4 svart kryss · d4 svart drottning · e4 svart kryss · f4 svart kryss · g4 svart kryss · h4 svart kryss · c3 svart kryss · d3 svart kryss · e3 svart kryss · b2 svart kryss · d2 svart kryss · f2 svart kryss · a1 svart kryss · d1 svart kryss · g1 svart kryss | d8 svart kryss · h8 svart kryss · a7 svart kryss · d7 svart kryss · g7 svart kryss · b6 svart kryss · d6 svart kryss · f6 svart kryss · c5 svart kryss · d5 svart kryss · e5 svart kryss · a4 svart kryss · b4 svart kryss · c4 svart kryss · d4 svart drottning · e4 svart kryss · f4 svart kryss · g4 svart kryss · h4 svart kryss · c3 svart kryss · d3 svart kryss · e3 svart kryss · b2 svart kryss · d2 svart kryss · f2 svart kryss · a1 svart kryss · d1 svart kryss · g1 svart kryss | d8 svart kryss · h8 svart kryss · a7 svart kryss · d7 svart kryss · g7 svart kryss · b6 svart kryss · d6 svart kryss · f6 svart kryss · c5 svart kryss · d5 svart kryss · e5 svart kryss · a4 svart kryss · b4 svart kryss · c4 svart kryss · d4 svart drottning · e4 svart kryss · f4 svart kryss · g4 svart kryss · h4 svart kryss · c3 svart kryss · d3 svart kryss · e3 svart kryss · b2 svart kryss · d2 svart kryss · f2 svart kryss · a1 svart kryss · d1 svart kryss · g1 svart kryss | d8 svart kryss · h8 svart kryss · a7 svart kryss · d7 svart kryss · g7 svart kryss · b6 svart kryss · d6 svart kryss · f6 svart kryss · c5 svart kryss · d5 svart kryss · e5 svart kryss · a4 svart kryss · b4 svart kryss · c4 svart kryss · d4 svart drottning · e4 svart kryss · f4 svart kryss · g4 svart kryss · h4 svart kryss · c3 svart kryss · d3 svart kryss · e3 svart kryss · b2 svart kryss · d2 svart kryss · f2 svart kryss · a1 svart kryss · d1 svart kryss · g1 svart kryss | d8 svart kryss · h8 svart kryss · a7 svart kryss · d7 svart kryss · g7 svart kryss · b6 svart kryss · d6 svart kryss · f6 svart kryss · c5 svart kryss · d5 svart kryss · e5 svart kryss · a4 svart kryss · b4 svart kryss · c4 svart kryss · d4 svart drottning · e4 svart kryss · f4 svart kryss · g4 svart kryss · h4 svart kryss · c3 svart kryss · d3 svart kryss · e3 svart kryss · b2 svart kryss · d2 svart kryss · f2 svart kryss · a1 svart kryss · d1 svart kryss · g1 svart kryss | d8 svart kryss · h8 svart kryss · a7 svart kryss · d7 svart kryss · g7 svart kryss · b6 svart kryss · d6 svart kryss · f6 svart kryss · c5 svart kryss · d5 svart kryss · e5 svart kryss · a4 svart kryss · b4 svart kryss · c4 svart kryss · d4 svart drottning · e4 svart kryss · f4 svart kryss · g4 svart kryss · h4 svart kryss · c3 svart kryss · d3 svart kryss · e3 svart kryss · b2 svart kryss · d2 svart kryss · f2 svart kryss · a1 svart kryss · d1 svart kryss · g1 svart kryss | 4 |
| 3 | d8 svart kryss · h8 svart kryss · a7 svart kryss · d7 svart kryss · g7 svart kryss · b6 svart kryss · d6 svart kryss · f6 svart kryss · c5 svart kryss · d5 svart kryss · e5 svart kryss · a4 svart kryss · b4 svart kryss · c4 svart kryss · d4 svart drottning · e4 svart kryss · f4 svart kryss · g4 svart kryss · h4 svart kryss · c3 svart kryss · d3 svart kryss · e3 svart kryss · b2 svart kryss · d2 svart kryss · f2 svart kryss · a1 svart kryss · d1 svart kryss · g1 svart kryss | d8 svart kryss · h8 svart kryss · a7 svart kryss · d7 svart kryss · g7 svart kryss · b6 svart kryss · d6 svart kryss · f6 svart kryss · c5 svart kryss · d5 svart kryss · e5 svart kryss · a4 svart kryss · b4 svart kryss · c4 svart kryss · d4 svart drottning · e4 svart kryss · f4 svart kryss · g4 svart kryss · h4 svart kryss · c3 svart kryss · d3 svart kryss · e3 svart kryss · b2 svart kryss · d2 svart kryss · f2 svart kryss · a1 svart kryss · d1 svart kryss · g1 svart kryss | d8 svart kryss · h8 svart kryss · a7 svart kryss · d7 svart kryss · g7 svart kryss · b6 svart kryss · d6 svart kryss · f6 svart kryss · c5 svart kryss · d5 svart kryss · e5 svart kryss · a4 svart kryss · b4 svart kryss · c4 svart kryss · d4 svart drottning · e4 svart kryss · f4 svart kryss · g4 svart kryss · h4 svart kryss · c3 svart kryss · d3 svart kryss · e3 svart kryss · b2 svart kryss · d2 svart kryss · f2 svart kryss · a1 svart kryss · d1 svart kryss · g1 svart kryss | d8 svart kryss · h8 svart kryss · a7 svart kryss · d7 svart kryss · g7 svart kryss · b6 svart kryss · d6 svart kryss · f6 svart kryss · c5 svart kryss · d5 svart kryss · e5 svart kryss · a4 svart kryss · b4 svart kryss · c4 svart kryss · d4 svart drottning · e4 svart kryss · f4 svart kryss · g4 svart kryss · h4 svart kryss · c3 svart kryss · d3 svart kryss · e3 svart kryss · b2 svart kryss · d2 svart kryss · f2 svart kryss · a1 svart kryss · d1 svart kryss · g1 svart kryss | d8 svart kryss · h8 svart kryss · a7 svart kryss · d7 svart kryss · g7 svart kryss · b6 svart kryss · d6 svart kryss · f6 svart kryss · c5 svart kryss · d5 svart kryss · e5 svart kryss · a4 svart kryss · b4 svart kryss · c4 svart kryss · d4 svart drottning · e4 svart kryss · f4 svart kryss · g4 svart kryss · h4 svart kryss · c3 svart kryss · d3 svart kryss · e3 svart kryss · b2 svart kryss · d2 svart kryss · f2 svart kryss · a1 svart kryss · d1 svart kryss · g1 svart kryss | d8 svart kryss · h8 svart kryss · a7 svart kryss · d7 svart kryss · g7 svart kryss · b6 svart kryss · d6 svart kryss · f6 svart kryss · c5 svart kryss · d5 svart kryss · e5 svart kryss · a4 svart kryss · b4 svart kryss · c4 svart kryss · d4 svart drottning · e4 svart kryss · f4 svart kryss · g4 svart kryss · h4 svart kryss · c3 svart kryss · d3 svart kryss · e3 svart kryss · b2 svart kryss · d2 svart kryss · f2 svart kryss · a1 svart kryss · d1 svart kryss · g1 svart kryss | d8 svart kryss · h8 svart kryss · a7 svart kryss · d7 svart kryss · g7 svart kryss · b6 svart kryss · d6 svart kryss · f6 svart kryss · c5 svart kryss · d5 svart kryss · e5 svart kryss · a4 svart kryss · b4 svart kryss · c4 svart kryss · d4 svart drottning · e4 svart kryss · f4 svart kryss · g4 svart kryss · h4 svart kryss · c3 svart kryss · d3 svart kryss · e3 svart kryss · b2 svart kryss · d2 svart kryss · f2 svart kryss · a1 svart kryss · d1 svart kryss · g1 svart kryss | d8 svart kryss · h8 svart kryss · a7 svart kryss · d7 svart kryss · g7 svart kryss · b6 svart kryss · d6 svart kryss · f6 svart kryss · c5 svart kryss · d5 svart kryss · e5 svart kryss · a4 svart kryss · b4 svart kryss · c4 svart kryss · d4 svart drottning · e4 svart kryss · f4 svart kryss · g4 svart kryss · h4 svart kryss · c3 svart kryss · d3 svart kryss · e3 svart kryss · b2 svart kryss · d2 svart kryss · f2 svart kryss · a1 svart kryss · d1 svart kryss · g1 svart kryss | 3 |
| 2 | d8 svart kryss · h8 svart kryss · a7 svart kryss · d7 svart kryss · g7 svart kryss · b6 svart kryss · d6 svart kryss · f6 svart kryss · c5 svart kryss · d5 svart kryss · e5 svart kryss · a4 svart kryss · b4 svart kryss · c4 svart kryss · d4 svart drottning · e4 svart kryss · f4 svart kryss · g4 svart kryss · h4 svart kryss · c3 svart kryss · d3 svart kryss · e3 svart kryss · b2 svart kryss · d2 svart kryss · f2 svart kryss · a1 svart kryss · d1 svart kryss · g1 svart kryss | d8 svart kryss · h8 svart kryss · a7 svart kryss · d7 svart kryss · g7 svart kryss · b6 svart kryss · d6 svart kryss · f6 svart kryss · c5 svart kryss · d5 svart kryss · e5 svart kryss · a4 svart kryss · b4 svart kryss · c4 svart kryss · d4 svart drottning · e4 svart kryss · f4 svart kryss · g4 svart kryss · h4 svart kryss · c3 svart kryss · d3 svart kryss · e3 svart kryss · b2 svart kryss · d2 svart kryss · f2 svart kryss · a1 svart kryss · d1 svart kryss · g1 svart kryss | d8 svart kryss · h8 svart kryss · a7 svart kryss · d7 svart kryss · g7 svart kryss · b6 svart kryss · d6 svart kryss · f6 svart kryss · c5 svart kryss · d5 svart kryss · e5 svart kryss · a4 svart kryss · b4 svart kryss · c4 svart kryss · d4 svart drottning · e4 svart kryss · f4 svart kryss · g4 svart kryss · h4 svart kryss · c3 svart kryss · d3 svart kryss · e3 svart kryss · b2 svart kryss · d2 svart kryss · f2 svart kryss · a1 svart kryss · d1 svart kryss · g1 svart kryss | d8 svart kryss · h8 svart kryss · a7 svart kryss · d7 svart kryss · g7 svart kryss · b6 svart kryss · d6 svart kryss · f6 svart kryss · c5 svart kryss · d5 svart kryss · e5 svart kryss · a4 svart kryss · b4 svart kryss · c4 svart kryss · d4 svart drottning · e4 svart kryss · f4 svart kryss · g4 svart kryss · h4 svart kryss · c3 svart kryss · d3 svart kryss · e3 svart kryss · b2 svart kryss · d2 svart kryss · f2 svart kryss · a1 svart kryss · d1 svart kryss · g1 svart kryss | d8 svart kryss · h8 svart kryss · a7 svart kryss · d7 svart kryss · g7 svart kryss · b6 svart kryss · d6 svart kryss · f6 svart kryss · c5 svart kryss · d5 svart kryss · e5 svart kryss · a4 svart kryss · b4 svart kryss · c4 svart kryss · d4 svart drottning · e4 svart kryss · f4 svart kryss · g4 svart kryss · h4 svart kryss · c3 svart kryss · d3 svart kryss · e3 svart kryss · b2 svart kryss · d2 svart kryss · f2 svart kryss · a1 svart kryss · d1 svart kryss · g1 svart kryss | d8 svart kryss · h8 svart kryss · a7 svart kryss · d7 svart kryss · g7 svart kryss · b6 svart kryss · d6 svart kryss · f6 svart kryss · c5 svart kryss · d5 svart kryss · e5 svart kryss · a4 svart kryss · b4 svart kryss · c4 svart kryss · d4 svart drottning · e4 svart kryss · f4 svart kryss · g4 svart kryss · h4 svart kryss · c3 svart kryss · d3 svart kryss · e3 svart kryss · b2 svart kryss · d2 svart kryss · f2 svart kryss · a1 svart kryss · d1 svart kryss · g1 svart kryss | d8 svart kryss · h8 svart kryss · a7 svart kryss · d7 svart kryss · g7 svart kryss · b6 svart kryss · d6 svart kryss · f6 svart kryss · c5 svart kryss · d5 svart kryss · e5 svart kryss · a4 svart kryss · b4 svart kryss · c4 svart kryss · d4 svart drottning · e4 svart kryss · f4 svart kryss · g4 svart kryss · h4 svart kryss · c3 svart kryss · d3 svart kryss · e3 svart kryss · b2 svart kryss · d2 svart kryss · f2 svart kryss · a1 svart kryss · d1 svart kryss · g1 svart kryss | d8 svart kryss · h8 svart kryss · a7 svart kryss · d7 svart kryss · g7 svart kryss · b6 svart kryss · d6 svart kryss · f6 svart kryss · c5 svart kryss · d5 svart kryss · e5 svart kryss · a4 svart kryss · b4 svart kryss · c4 svart kryss · d4 svart drottning · e4 svart kryss · f4 svart kryss · g4 svart kryss · h4 svart kryss · c3 svart kryss · d3 svart kryss · e3 svart kryss · b2 svart kryss · d2 svart kryss · f2 svart kryss · a1 svart kryss · d1 svart kryss · g1 svart kryss | 2 |
| 1 | d8 svart kryss · h8 svart kryss · a7 svart kryss · d7 svart kryss · g7 svart kryss · b6 svart kryss · d6 svart kryss · f6 svart kryss · c5 svart kryss · d5 svart kryss · e5 svart kryss · a4 svart kryss · b4 svart kryss · c4 svart kryss · d4 svart drottning · e4 svart kryss · f4 svart kryss · g4 svart kryss · h4 svart kryss · c3 svart kryss · d3 svart kryss · e3 svart kryss · b2 svart kryss · d2 svart kryss · f2 svart kryss · a1 svart kryss · d1 svart kryss · g1 svart kryss | d8 svart kryss · h8 svart kryss · a7 svart kryss · d7 svart kryss · g7 svart kryss · b6 svart kryss · d6 svart kryss · f6 svart kryss · c5 svart kryss · d5 svart kryss · e5 svart kryss · a4 svart kryss · b4 svart kryss · c4 svart kryss · d4 svart drottning · e4 svart kryss · f4 svart kryss · g4 svart kryss · h4 svart kryss · c3 svart kryss · d3 svart kryss · e3 svart kryss · b2 svart kryss · d2 svart kryss · f2 svart kryss · a1 svart kryss · d1 svart kryss · g1 svart kryss | d8 svart kryss · h8 svart kryss · a7 svart kryss · d7 svart kryss · g7 svart kryss · b6 svart kryss · d6 svart kryss · f6 svart kryss · c5 svart kryss · d5 svart kryss · e5 svart kryss · a4 svart kryss · b4 svart kryss · c4 svart kryss · d4 svart drottning · e4 svart kryss · f4 svart kryss · g4 svart kryss · h4 svart kryss · c3 svart kryss · d3 svart kryss · e3 svart kryss · b2 svart kryss · d2 svart kryss · f2 svart kryss · a1 svart kryss · d1 svart kryss · g1 svart kryss | d8 svart kryss · h8 svart kryss · a7 svart kryss · d7 svart kryss · g7 svart kryss · b6 svart kryss · d6 svart kryss · f6 svart kryss · c5 svart kryss · d5 svart kryss · e5 svart kryss · a4 svart kryss · b4 svart kryss · c4 svart kryss · d4 svart drottning · e4 svart kryss · f4 svart kryss · g4 svart kryss · h4 svart kryss · c3 svart kryss · d3 svart kryss · e3 svart kryss · b2 svart kryss · d2 svart kryss · f2 svart kryss · a1 svart kryss · d1 svart kryss · g1 svart kryss | d8 svart kryss · h8 svart kryss · a7 svart kryss · d7 svart kryss · g7 svart kryss · b6 svart kryss · d6 svart kryss · f6 svart kryss · c5 svart kryss · d5 svart kryss · e5 svart kryss · a4 svart kryss · b4 svart kryss · c4 svart kryss · d4 svart drottning · e4 svart kryss · f4 svart kryss · g4 svart kryss · h4 svart kryss · c3 svart kryss · d3 svart kryss · e3 svart kryss · b2 svart kryss · d2 svart kryss · f2 svart kryss · a1 svart kryss · d1 svart kryss · g1 svart kryss | d8 svart kryss · h8 svart kryss · a7 svart kryss · d7 svart kryss · g7 svart kryss · b6 svart kryss · d6 svart kryss · f6 svart kryss · c5 svart kryss · d5 svart kryss · e5 svart kryss · a4 svart kryss · b4 svart kryss · c4 svart kryss · d4 svart drottning · e4 svart kryss · f4 svart kryss · g4 svart kryss · h4 svart kryss · c3 svart kryss · d3 svart kryss · e3 svart kryss · b2 svart kryss · d2 svart kryss · f2 svart kryss · a1 svart kryss · d1 svart kryss · g1 svart kryss | d8 svart kryss · h8 svart kryss · a7 svart kryss · d7 svart kryss · g7 svart kryss · b6 svart kryss · d6 svart kryss · f6 svart kryss · c5 svart kryss · d5 svart kryss · e5 svart kryss · a4 svart kryss · b4 svart kryss · c4 svart kryss · d4 svart drottning · e4 svart kryss · f4 svart kryss · g4 svart kryss · h4 svart kryss · c3 svart kryss · d3 svart kryss · e3 svart kryss · b2 svart kryss · d2 svart kryss · f2 svart kryss · a1 svart kryss · d1 svart kryss · g1 svart kryss | d8 svart kryss · h8 svart kryss · a7 svart kryss · d7 svart kryss · g7 svart kryss · b6 svart kryss · d6 svart kryss · f6 svart kryss · c5 svart kryss · d5 svart kryss · e5 svart kryss · a4 svart kryss · b4 svart kryss · c4 svart kryss · d4 svart drottning · e4 svart kryss · f4 svart kryss · g4 svart kryss · h4 svart kryss · c3 svart kryss · d3 svart kryss · e3 svart kryss · b2 svart kryss · d2 svart kryss · f2 svart kryss · a1 svart kryss · d1 svart kryss · g1 svart kryss | 1 |
|   | a | b | c | d | e | f | g | h |   |

Damen flyttas i både diagonal, lodrät och vågrät riktning. De många förflyttningsmöjligheterna gör att många anser damen vara den värdefullaste pjäsen.

### Kung
|   | a | b | c | d | e | f | g | h |   |
| 8 | e6 svart kryss · f6 svart kryss · g6 svart kryss · e5 svart kryss · f5 vit kung · g5 svart kryss · e4 svart kryss · f4 svart kryss · g4 svart kryss | e6 svart kryss · f6 svart kryss · g6 svart kryss · e5 svart kryss · f5 vit kung · g5 svart kryss · e4 svart kryss · f4 svart kryss · g4 svart kryss | e6 svart kryss · f6 svart kryss · g6 svart kryss · e5 svart kryss · f5 vit kung · g5 svart kryss · e4 svart kryss · f4 svart kryss · g4 svart kryss | e6 svart kryss · f6 svart kryss · g6 svart kryss · e5 svart kryss · f5 vit kung · g5 svart kryss · e4 svart kryss · f4 svart kryss · g4 svart kryss | e6 svart kryss · f6 svart kryss · g6 svart kryss · e5 svart kryss · f5 vit kung · g5 svart kryss · e4 svart kryss · f4 svart kryss · g4 svart kryss | e6 svart kryss · f6 svart kryss · g6 svart kryss · e5 svart kryss · f5 vit kung · g5 svart kryss · e4 svart kryss · f4 svart kryss · g4 svart kryss | e6 svart kryss · f6 svart kryss · g6 svart kryss · e5 svart kryss · f5 vit kung · g5 svart kryss · e4 svart kryss · f4 svart kryss · g4 svart kryss | e6 svart kryss · f6 svart kryss · g6 svart kryss · e5 svart kryss · f5 vit kung · g5 svart kryss · e4 svart kryss · f4 svart kryss · g4 svart kryss | 8 |
| 7 | e6 svart kryss · f6 svart kryss · g6 svart kryss · e5 svart kryss · f5 vit kung · g5 svart kryss · e4 svart kryss · f4 svart kryss · g4 svart kryss | e6 svart kryss · f6 svart kryss · g6 svart kryss · e5 svart kryss · f5 vit kung · g5 svart kryss · e4 svart kryss · f4 svart kryss · g4 svart kryss | e6 svart kryss · f6 svart kryss · g6 svart kryss · e5 svart kryss · f5 vit kung · g5 svart kryss · e4 svart kryss · f4 svart kryss · g4 svart kryss | e6 svart kryss · f6 svart kryss · g6 svart kryss · e5 svart kryss · f5 vit kung · g5 svart kryss · e4 svart kryss · f4 svart kryss · g4 svart kryss | e6 svart kryss · f6 svart kryss · g6 svart kryss · e5 svart kryss · f5 vit kung · g5 svart kryss · e4 svart kryss · f4 svart kryss · g4 svart kryss | e6 svart kryss · f6 svart kryss · g6 svart kryss · e5 svart kryss · f5 vit kung · g5 svart kryss · e4 svart kryss · f4 svart kryss · g4 svart kryss | e6 svart kryss · f6 svart kryss · g6 svart kryss · e5 svart kryss · f5 vit kung · g5 svart kryss · e4 svart kryss · f4 svart kryss · g4 svart kryss | e6 svart kryss · f6 svart kryss · g6 svart kryss · e5 svart kryss · f5 vit kung · g5 svart kryss · e4 svart kryss · f4 svart kryss · g4 svart kryss | 7 |
| 6 | e6 svart kryss · f6 svart kryss · g6 svart kryss · e5 svart kryss · f5 vit kung · g5 svart kryss · e4 svart kryss · f4 svart kryss · g4 svart kryss | e6 svart kryss · f6 svart kryss · g6 svart kryss · e5 svart kryss · f5 vit kung · g5 svart kryss · e4 svart kryss · f4 svart kryss · g4 svart kryss | e6 svart kryss · f6 svart kryss · g6 svart kryss · e5 svart kryss · f5 vit kung · g5 svart kryss · e4 svart kryss · f4 svart kryss · g4 svart kryss | e6 svart kryss · f6 svart kryss · g6 svart kryss · e5 svart kryss · f5 vit kung · g5 svart kryss · e4 svart kryss · f4 svart kryss · g4 svart kryss | e6 svart kryss · f6 svart kryss · g6 svart kryss · e5 svart kryss · f5 vit kung · g5 svart kryss · e4 svart kryss · f4 svart kryss · g4 svart kryss | e6 svart kryss · f6 svart kryss · g6 svart kryss · e5 svart kryss · f5 vit kung · g5 svart kryss · e4 svart kryss · f4 svart kryss · g4 svart kryss | e6 svart kryss · f6 svart kryss · g6 svart kryss · e5 svart kryss · f5 vit kung · g5 svart kryss · e4 svart kryss · f4 svart kryss · g4 svart kryss | e6 svart kryss · f6 svart kryss · g6 svart kryss · e5 svart kryss · f5 vit kung · g5 svart kryss · e4 svart kryss · f4 svart kryss · g4 svart kryss | 6 |
| 5 | e6 svart kryss · f6 svart kryss · g6 svart kryss · e5 svart kryss · f5 vit kung · g5 svart kryss · e4 svart kryss · f4 svart kryss · g4 svart kryss | e6 svart kryss · f6 svart kryss · g6 svart kryss · e5 svart kryss · f5 vit kung · g5 svart kryss · e4 svart kryss · f4 svart kryss · g4 svart kryss | e6 svart kryss · f6 svart kryss · g6 svart kryss · e5 svart kryss · f5 vit kung · g5 svart kryss · e4 svart kryss · f4 svart kryss · g4 svart kryss | e6 svart kryss · f6 svart kryss · g6 svart kryss · e5 svart kryss · f5 vit kung · g5 svart kryss · e4 svart kryss · f4 svart kryss · g4 svart kryss | e6 svart kryss · f6 svart kryss · g6 svart kryss · e5 svart kryss · f5 vit kung · g5 svart kryss · e4 svart kryss · f4 svart kryss · g4 svart kryss | e6 svart kryss · f6 svart kryss · g6 svart kryss · e5 svart kryss · f5 vit kung · g5 svart kryss · e4 svart kryss · f4 svart kryss · g4 svart kryss | e6 svart kryss · f6 svart kryss · g6 svart kryss · e5 svart kryss · f5 vit kung · g5 svart kryss · e4 svart kryss · f4 svart kryss · g4 svart kryss | e6 svart kryss · f6 svart kryss · g6 svart kryss · e5 svart kryss · f5 vit kung · g5 svart kryss · e4 svart kryss · f4 svart kryss · g4 svart kryss | 5 |
| 4 | e6 svart kryss · f6 svart kryss · g6 svart kryss · e5 svart kryss · f5 vit kung · g5 svart kryss · e4 svart kryss · f4 svart kryss · g4 svart kryss | e6 svart kryss · f6 svart kryss · g6 svart kryss · e5 svart kryss · f5 vit kung · g5 svart kryss · e4 svart kryss · f4 svart kryss · g4 svart kryss | e6 svart kryss · f6 svart kryss · g6 svart kryss · e5 svart kryss · f5 vit kung · g5 svart kryss · e4 svart kryss · f4 svart kryss · g4 svart kryss | e6 svart kryss · f6 svart kryss · g6 svart kryss · e5 svart kryss · f5 vit kung · g5 svart kryss · e4 svart kryss · f4 svart kryss · g4 svart kryss | e6 svart kryss · f6 svart kryss · g6 svart kryss · e5 svart kryss · f5 vit kung · g5 svart kryss · e4 svart kryss · f4 svart kryss · g4 svart kryss | e6 svart kryss · f6 svart kryss · g6 svart kryss · e5 svart kryss · f5 vit kung · g5 svart kryss · e4 svart kryss · f4 svart kryss · g4 svart kryss | e6 svart kryss · f6 svart kryss · g6 svart kryss · e5 svart kryss · f5 vit kung · g5 svart kryss · e4 svart kryss · f4 svart kryss · g4 svart kryss | e6 svart kryss · f6 svart kryss · g6 svart kryss · e5 svart kryss · f5 vit kung · g5 svart kryss · e4 svart kryss · f4 svart kryss · g4 svart kryss | 4 |
| 3 | e6 svart kryss · f6 svart kryss · g6 svart kryss · e5 svart kryss · f5 vit kung · g5 svart kryss · e4 svart kryss · f4 svart kryss · g4 svart kryss | e6 svart kryss · f6 svart kryss · g6 svart kryss · e5 svart kryss · f5 vit kung · g5 svart kryss · e4 svart kryss · f4 svart kryss · g4 svart kryss | e6 svart kryss · f6 svart kryss · g6 svart kryss · e5 svart kryss · f5 vit kung · g5 svart kryss · e4 svart kryss · f4 svart kryss · g4 svart kryss | e6 svart kryss · f6 svart kryss · g6 svart kryss · e5 svart kryss · f5 vit kung · g5 svart kryss · e4 svart kryss · f4 svart kryss · g4 svart kryss | e6 svart kryss · f6 svart kryss · g6 svart kryss · e5 svart kryss · f5 vit kung · g5 svart kryss · e4 svart kryss · f4 svart kryss · g4 svart kryss | e6 svart kryss · f6 svart kryss · g6 svart kryss · e5 svart kryss · f5 vit kung · g5 svart kryss · e4 svart kryss · f4 svart kryss · g4 svart kryss | e6 svart kryss · f6 svart kryss · g6 svart kryss · e5 svart kryss · f5 vit kung · g5 svart kryss · e4 svart kryss · f4 svart kryss · g4 svart kryss | e6 svart kryss · f6 svart kryss · g6 svart kryss · e5 svart kryss · f5 vit kung · g5 svart kryss · e4 svart kryss · f4 svart kryss · g4 svart kryss | 3 |
| 2 | e6 svart kryss · f6 svart kryss · g6 svart kryss · e5 svart kryss · f5 vit kung · g5 svart kryss · e4 svart kryss · f4 svart kryss · g4 svart kryss | e6 svart kryss · f6 svart kryss · g6 svart kryss · e5 svart kryss · f5 vit kung · g5 svart kryss · e4 svart kryss · f4 svart kryss · g4 svart kryss | e6 svart kryss · f6 svart kryss · g6 svart kryss · e5 svart kryss · f5 vit kung · g5 svart kryss · e4 svart kryss · f4 svart kryss · g4 svart kryss | e6 svart kryss · f6 svart kryss · g6 svart kryss · e5 svart kryss · f5 vit kung · g5 svart kryss · e4 svart kryss · f4 svart kryss · g4 svart kryss | e6 svart kryss · f6 svart kryss · g6 svart kryss · e5 svart kryss · f5 vit kung · g5 svart kryss · e4 svart kryss · f4 svart kryss · g4 svart kryss | e6 svart kryss · f6 svart kryss · g6 svart kryss · e5 svart kryss · f5 vit kung · g5 svart kryss · e4 svart kryss · f4 svart kryss · g4 svart kryss | e6 svart kryss · f6 svart kryss · g6 svart kryss · e5 svart kryss · f5 vit kung · g5 svart kryss · e4 svart kryss · f4 svart kryss · g4 svart kryss | e6 svart kryss · f6 svart kryss · g6 svart kryss · e5 svart kryss · f5 vit kung · g5 svart kryss · e4 svart kryss · f4 svart kryss · g4 svart kryss | 2 |
| 1 | e6 svart kryss · f6 svart kryss · g6 svart kryss · e5 svart kryss · f5 vit kung · g5 svart kryss · e4 svart kryss · f4 svart kryss · g4 svart kryss | e6 svart kryss · f6 svart kryss · g6 svart kryss · e5 svart kryss · f5 vit kung · g5 svart kryss · e4 svart kryss · f4 svart kryss · g4 svart kryss | e6 svart kryss · f6 svart kryss · g6 svart kryss · e5 svart kryss · f5 vit kung · g5 svart kryss · e4 svart kryss · f4 svart kryss · g4 svart kryss | e6 svart kryss · f6 svart kryss · g6 svart kryss · e5 svart kryss · f5 vit kung · g5 svart kryss · e4 svart kryss · f4 svart kryss · g4 svart kryss | e6 svart kryss · f6 svart kryss · g6 svart kryss · e5 svart kryss · f5 vit kung · g5 svart kryss · e4 svart kryss · f4 svart kryss · g4 svart kryss | e6 svart kryss · f6 svart kryss · g6 svart kryss · e5 svart kryss · f5 vit kung · g5 svart kryss · e4 svart kryss · f4 svart kryss · g4 svart kryss | e6 svart kryss · f6 svart kryss · g6 svart kryss · e5 svart kryss · f5 vit kung · g5 svart kryss · e4 svart kryss · f4 svart kryss · g4 svart kryss | e6 svart kryss · f6 svart kryss · g6 svart kryss · e5 svart kryss · f5 vit kung · g5 svart kryss · e4 svart kryss · f4 svart kryss · g4 svart kryss | 1 |
|   | a | b | c | d | e | f | g | h |   |

Kungen flyttas ett fält i taget i alla riktningar. Specialdraget rockad är ett undantag.
När en pjäs hotar att slå motståndarens kung i nästa drag står kungen i schack. När kungen står i schack måste spelaren göra ett drag som hindrar schacken, antingen genom att flytta kungen, slå den hotande pjäsen, eller ställa en annan pjäs emellan. Det är inte tillåtet att göra ett drag som sätter ens egen kung i schack. I snabbpartier kan dock andra regler gälla. Då kan man exempelvis förlora spelet om man inte märker att man står i schack och i stället gör ett drag som inte räddar kungen.
Det är kutym när man schackar motståndaren att man utropar schack, men detta förekommer sällan i tävlingspartier.  

## Vinst

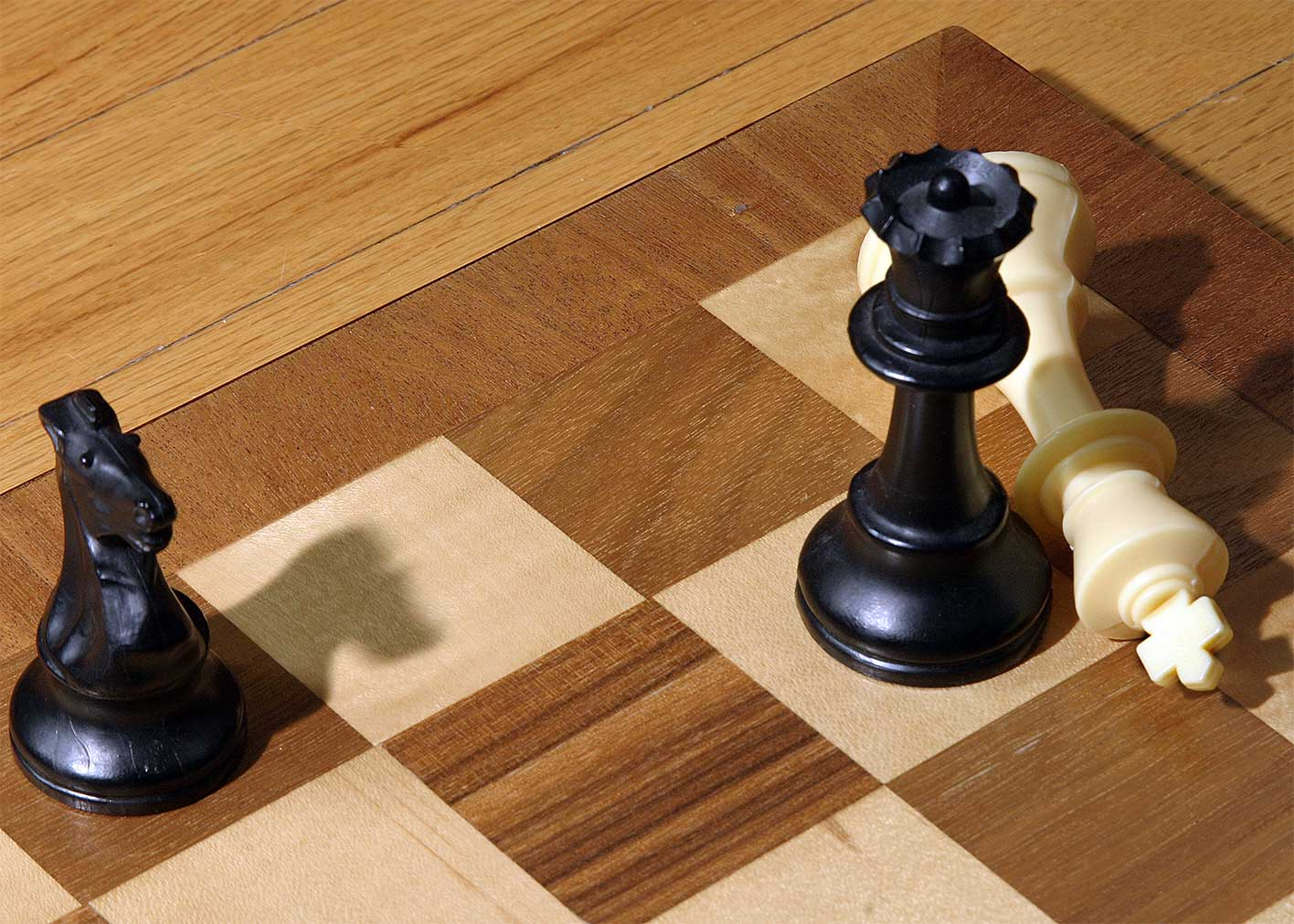
Vits kung är schackmatt.

En spelare kan vinna ett parti på tre sätt: schackmatt, uppgivelse och flaggfall. I tävlingar kan ett parti även vinnas om motståndaren blir diskvalificerad på grund av till exempel feldrag.

### Schackmatt
En spelare vars kung står i schack och inte kan undkomma att bli slagen i nästa drag förlorar partiet, och motståndaren vinner. Segraren brukar då säga schackmatt för att kungöra sin vinst, men detta förekommer sällan i tävlingar. Den segrande spelaren slår aldrig kungen utan partiet avslutas i och med att den förlorande spelaren inte kan göra något lagligt drag. 

### Uppgivelse
En spelare kan även vinna genom att motståndaren när som helst under partiet ger upp frivilligt. Den som befinner sig i ett hopplöst underläge, gör en blunder, eller ser att schackmatt är oundvikligt under kommande drag kan därför erkänna sig besegrad och ge vinsten till sin motståndare.

### Flaggfall
Om man spelar med klocka vinner en spelare även partiet om motståndarens tid går ut. För att vinna på tid krävs innehav av mattsättande pjäser, annars förklaras partiet remi. Att tiden går ut kallas för flaggfall. Se tävlingsklocka.

## Remi
Remi är när ett parti slutar oavgjort. Det finns flera situationer som resulterar i att ett parti slutar remi.

### Ställningsupprepning
|   | a | b | c | d | e | f | g | h |   |
| 8 | a7 vit bonde · f7 svart bonde · g7 svart kung · h7 svart bonde · f6 svart bonde · a2 vit drottning · f2 vit bonde · h2 vit bonde · d1 svart drottning · g1 vit kung | a7 vit bonde · f7 svart bonde · g7 svart kung · h7 svart bonde · f6 svart bonde · a2 vit drottning · f2 vit bonde · h2 vit bonde · d1 svart drottning · g1 vit kung | a7 vit bonde · f7 svart bonde · g7 svart kung · h7 svart bonde · f6 svart bonde · a2 vit drottning · f2 vit bonde · h2 vit bonde · d1 svart drottning · g1 vit kung | a7 vit bonde · f7 svart bonde · g7 svart kung · h7 svart bonde · f6 svart bonde · a2 vit drottning · f2 vit bonde · h2 vit bonde · d1 svart drottning · g1 vit kung | a7 vit bonde · f7 svart bonde · g7 svart kung · h7 svart bonde · f6 svart bonde · a2 vit drottning · f2 vit bonde · h2 vit bonde · d1 svart drottning · g1 vit kung | a7 vit bonde · f7 svart bonde · g7 svart kung · h7 svart bonde · f6 svart bonde · a2 vit drottning · f2 vit bonde · h2 vit bonde · d1 svart drottning · g1 vit kung | a7 vit bonde · f7 svart bonde · g7 svart kung · h7 svart bonde · f6 svart bonde · a2 vit drottning · f2 vit bonde · h2 vit bonde · d1 svart drottning · g1 vit kung | a7 vit bonde · f7 svart bonde · g7 svart kung · h7 svart bonde · f6 svart bonde · a2 vit drottning · f2 vit bonde · h2 vit bonde · d1 svart drottning · g1 vit kung | 8 |
| 7 | a7 vit bonde · f7 svart bonde · g7 svart kung · h7 svart bonde · f6 svart bonde · a2 vit drottning · f2 vit bonde · h2 vit bonde · d1 svart drottning · g1 vit kung | a7 vit bonde · f7 svart bonde · g7 svart kung · h7 svart bonde · f6 svart bonde · a2 vit drottning · f2 vit bonde · h2 vit bonde · d1 svart drottning · g1 vit kung | a7 vit bonde · f7 svart bonde · g7 svart kung · h7 svart bonde · f6 svart bonde · a2 vit drottning · f2 vit bonde · h2 vit bonde · d1 svart drottning · g1 vit kung | a7 vit bonde · f7 svart bonde · g7 svart kung · h7 svart bonde · f6 svart bonde · a2 vit drottning · f2 vit bonde · h2 vit bonde · d1 svart drottning · g1 vit kung | a7 vit bonde · f7 svart bonde · g7 svart kung · h7 svart bonde · f6 svart bonde · a2 vit drottning · f2 vit bonde · h2 vit bonde · d1 svart drottning · g1 vit kung | a7 vit bonde · f7 svart bonde · g7 svart kung · h7 svart bonde · f6 svart bonde · a2 vit drottning · f2 vit bonde · h2 vit bonde · d1 svart drottning · g1 vit kung | a7 vit bonde · f7 svart bonde · g7 svart kung · h7 svart bonde · f6 svart bonde · a2 vit drottning · f2 vit bonde · h2 vit bonde · d1 svart drottning · g1 vit kung | a7 vit bonde · f7 svart bonde · g7 svart kung · h7 svart bonde · f6 svart bonde · a2 vit drottning · f2 vit bonde · h2 vit bonde · d1 svart drottning · g1 vit kung | 7 |
| 6 | a7 vit bonde · f7 svart bonde · g7 svart kung · h7 svart bonde · f6 svart bonde · a2 vit drottning · f2 vit bonde · h2 vit bonde · d1 svart drottning · g1 vit kung | a7 vit bonde · f7 svart bonde · g7 svart kung · h7 svart bonde · f6 svart bonde · a2 vit drottning · f2 vit bonde · h2 vit bonde · d1 svart drottning · g1 vit kung | a7 vit bonde · f7 svart bonde · g7 svart kung · h7 svart bonde · f6 svart bonde · a2 vit drottning · f2 vit bonde · h2 vit bonde · d1 svart drottning · g1 vit kung | a7 vit bonde · f7 svart bonde · g7 svart kung · h7 svart bonde · f6 svart bonde · a2 vit drottning · f2 vit bonde · h2 vit bonde · d1 svart drottning · g1 vit kung | a7 vit bonde · f7 svart bonde · g7 svart kung · h7 svart bonde · f6 svart bonde · a2 vit drottning · f2 vit bonde · h2 vit bonde · d1 svart drottning · g1 vit kung | a7 vit bonde · f7 svart bonde · g7 svart kung · h7 svart bonde · f6 svart bonde · a2 vit drottning · f2 vit bonde · h2 vit bonde · d1 svart drottning · g1 vit kung | a7 vit bonde · f7 svart bonde · g7 svart kung · h7 svart bonde · f6 svart bonde · a2 vit drottning · f2 vit bonde · h2 vit bonde · d1 svart drottning · g1 vit kung | a7 vit bonde · f7 svart bonde · g7 svart kung · h7 svart bonde · f6 svart bonde · a2 vit drottning · f2 vit bonde · h2 vit bonde · d1 svart drottning · g1 vit kung | 6 |
| 5 | a7 vit bonde · f7 svart bonde · g7 svart kung · h7 svart bonde · f6 svart bonde · a2 vit drottning · f2 vit bonde · h2 vit bonde · d1 svart drottning · g1 vit kung | a7 vit bonde · f7 svart bonde · g7 svart kung · h7 svart bonde · f6 svart bonde · a2 vit drottning · f2 vit bonde · h2 vit bonde · d1 svart drottning · g1 vit kung | a7 vit bonde · f7 svart bonde · g7 svart kung · h7 svart bonde · f6 svart bonde · a2 vit drottning · f2 vit bonde · h2 vit bonde · d1 svart drottning · g1 vit kung | a7 vit bonde · f7 svart bonde · g7 svart kung · h7 svart bonde · f6 svart bonde · a2 vit drottning · f2 vit bonde · h2 vit bonde · d1 svart drottning · g1 vit kung | a7 vit bonde · f7 svart bonde · g7 svart kung · h7 svart bonde · f6 svart bonde · a2 vit drottning · f2 vit bonde · h2 vit bonde · d1 svart drottning · g1 vit kung | a7 vit bonde · f7 svart bonde · g7 svart kung · h7 svart bonde · f6 svart bonde · a2 vit drottning · f2 vit bonde · h2 vit bonde · d1 svart drottning · g1 vit kung | a7 vit bonde · f7 svart bonde · g7 svart kung · h7 svart bonde · f6 svart bonde · a2 vit drottning · f2 vit bonde · h2 vit bonde · d1 svart drottning · g1 vit kung | a7 vit bonde · f7 svart bonde · g7 svart kung · h7 svart bonde · f6 svart bonde · a2 vit drottning · f2 vit bonde · h2 vit bonde · d1 svart drottning · g1 vit kung | 5 |
| 4 | a7 vit bonde · f7 svart bonde · g7 svart kung · h7 svart bonde · f6 svart bonde · a2 vit drottning · f2 vit bonde · h2 vit bonde · d1 svart drottning · g1 vit kung | a7 vit bonde · f7 svart bonde · g7 svart kung · h7 svart bonde · f6 svart bonde · a2 vit drottning · f2 vit bonde · h2 vit bonde · d1 svart drottning · g1 vit kung | a7 vit bonde · f7 svart bonde · g7 svart kung · h7 svart bonde · f6 svart bonde · a2 vit drottning · f2 vit bonde · h2 vit bonde · d1 svart drottning · g1 vit kung | a7 vit bonde · f7 svart bonde · g7 svart kung · h7 svart bonde · f6 svart bonde · a2 vit drottning · f2 vit bonde · h2 vit bonde · d1 svart drottning · g1 vit kung | a7 vit bonde · f7 svart bonde · g7 svart kung · h7 svart bonde · f6 svart bonde · a2 vit drottning · f2 vit bonde · h2 vit bonde · d1 svart drottning · g1 vit kung | a7 vit bonde · f7 svart bonde · g7 svart kung · h7 svart bonde · f6 svart bonde · a2 vit drottning · f2 vit bonde · h2 vit bonde · d1 svart drottning · g1 vit kung | a7 vit bonde · f7 svart bonde · g7 svart kung · h7 svart bonde · f6 svart bonde · a2 vit drottning · f2 vit bonde · h2 vit bonde · d1 svart drottning · g1 vit kung | a7 vit bonde · f7 svart bonde · g7 svart kung · h7 svart bonde · f6 svart bonde · a2 vit drottning · f2 vit bonde · h2 vit bonde · d1 svart drottning · g1 vit kung | 4 |
| 3 | a7 vit bonde · f7 svart bonde · g7 svart kung · h7 svart bonde · f6 svart bonde · a2 vit drottning · f2 vit bonde · h2 vit bonde · d1 svart drottning · g1 vit kung | a7 vit bonde · f7 svart bonde · g7 svart kung · h7 svart bonde · f6 svart bonde · a2 vit drottning · f2 vit bonde · h2 vit bonde · d1 svart drottning · g1 vit kung | a7 vit bonde · f7 svart bonde · g7 svart kung · h7 svart bonde · f6 svart bonde · a2 vit drottning · f2 vit bonde · h2 vit bonde · d1 svart drottning · g1 vit kung | a7 vit bonde · f7 svart bonde · g7 svart kung · h7 svart bonde · f6 svart bonde · a2 vit drottning · f2 vit bonde · h2 vit bonde · d1 svart drottning · g1 vit kung | a7 vit bonde · f7 svart bonde · g7 svart kung · h7 svart bonde · f6 svart bonde · a2 vit drottning · f2 vit bonde · h2 vit bonde · d1 svart drottning · g1 vit kung | a7 vit bonde · f7 svart bonde · g7 svart kung · h7 svart bonde · f6 svart bonde · a2 vit drottning · f2 vit bonde · h2 vit bonde · d1 svart drottning · g1 vit kung | a7 vit bonde · f7 svart bonde · g7 svart kung · h7 svart bonde · f6 svart bonde · a2 vit drottning · f2 vit bonde · h2 vit bonde · d1 svart drottning · g1 vit kung | a7 vit bonde · f7 svart bonde · g7 svart kung · h7 svart bonde · f6 svart bonde · a2 vit drottning · f2 vit bonde · h2 vit bonde · d1 svart drottning · g1 vit kung | 3 |
| 2 | a7 vit bonde · f7 svart bonde · g7 svart kung · h7 svart bonde · f6 svart bonde · a2 vit drottning · f2 vit bonde · h2 vit bonde · d1 svart drottning · g1 vit kung | a7 vit bonde · f7 svart bonde · g7 svart kung · h7 svart bonde · f6 svart bonde · a2 vit drottning · f2 vit bonde · h2 vit bonde · d1 svart drottning · g1 vit kung | a7 vit bonde · f7 svart bonde · g7 svart kung · h7 svart bonde · f6 svart bonde · a2 vit drottning · f2 vit bonde · h2 vit bonde · d1 svart drottning · g1 vit kung | a7 vit bonde · f7 svart bonde · g7 svart kung · h7 svart bonde · f6 svart bonde · a2 vit drottning · f2 vit bonde · h2 vit bonde · d1 svart drottning · g1 vit kung | a7 vit bonde · f7 svart bonde · g7 svart kung · h7 svart bonde · f6 svart bonde · a2 vit drottning · f2 vit bonde · h2 vit bonde · d1 svart drottning · g1 vit kung | a7 vit bonde · f7 svart bonde · g7 svart kung · h7 svart bonde · f6 svart bonde · a2 vit drottning · f2 vit bonde · h2 vit bonde · d1 svart drottning · g1 vit kung | a7 vit bonde · f7 svart bonde · g7 svart kung · h7 svart bonde · f6 svart bonde · a2 vit drottning · f2 vit bonde · h2 vit bonde · d1 svart drottning · g1 vit kung | a7 vit bonde · f7 svart bonde · g7 svart kung · h7 svart bonde · f6 svart bonde · a2 vit drottning · f2 vit bonde · h2 vit bonde · d1 svart drottning · g1 vit kung | 2 |
| 1 | a7 vit bonde · f7 svart bonde · g7 svart kung · h7 svart bonde · f6 svart bonde · a2 vit drottning · f2 vit bonde · h2 vit bonde · d1 svart drottning · g1 vit kung | a7 vit bonde · f7 svart bonde · g7 svart kung · h7 svart bonde · f6 svart bonde · a2 vit drottning · f2 vit bonde · h2 vit bonde · d1 svart drottning · g1 vit kung | a7 vit bonde · f7 svart bonde · g7 svart kung · h7 svart bonde · f6 svart bonde · a2 vit drottning · f2 vit bonde · h2 vit bonde · d1 svart drottning · g1 vit kung | a7 vit bonde · f7 svart bonde · g7 svart kung · h7 svart bonde · f6 svart bonde · a2 vit drottning · f2 vit bonde · h2 vit bonde · d1 svart drottning · g1 vit kung | a7 vit bonde · f7 svart bonde · g7 svart kung · h7 svart bonde · f6 svart bonde · a2 vit drottning · f2 vit bonde · h2 vit bonde · d1 svart drottning · g1 vit kung | a7 vit bonde · f7 svart bonde · g7 svart kung · h7 svart bonde · f6 svart bonde · a2 vit drottning · f2 vit bonde · h2 vit bonde · d1 svart drottning · g1 vit kung | a7 vit bonde · f7 svart bonde · g7 svart kung · h7 svart bonde · f6 svart bonde · a2 vit drottning · f2 vit bonde · h2 vit bonde · d1 svart drottning · g1 vit kung | a7 vit bonde · f7 svart bonde · g7 svart kung · h7 svart bonde · f6 svart bonde · a2 vit drottning · f2 vit bonde · h2 vit bonde · d1 svart drottning · g1 vit kung | 1 |
|   | a | b | c | d | e | f | g | h |   |

Den spelare som har draget kan kräva remi om exakt samma ställning upprepas tre gånger under samma parti (det ska även vara samma spelare vid draget varje gång ställningen upprepas). Vanligtvis sker detta när en spelare kan utföra evig schackning. I tävlingar, om samma ställning har upprepats fem gånger kan en domare förklara partiet remi utan att någon av spelarna begär det.

### 50-dragsregeln
50-dragsregeln innebär att den spelare som har draget kan kräva remi om det gått femtio heldrag utan att en bonde flyttats eller pjäs slagits. Detta beror på att det är mycket osannolikt att framsteg görs i en sådan situation. Se promovering. 
Regeln tillämpas vanligtvis sent i slutspelet. 1996 spelade stormästarna Peter Leko och Larry Christiansen ett parti som förklarades remi genom denna regel.
I tävlingar, om det har gått 75 drag utan framsteg kan en domare förklara partiet remi utan att någon av spelarna begär det.

### Inga mattsättande pjäser
|   | a                                                                | b                                                                | c                                                                | d                                                                | e                                                                | f                                                                | g                                                                | h                                                                |   |
| 8 | a8 vit kung · a7 vit springare · b7 svart löpare · c7 svart kung | a8 vit kung · a7 vit springare · b7 svart löpare · c7 svart kung | a8 vit kung · a7 vit springare · b7 svart löpare · c7 svart kung | a8 vit kung · a7 vit springare · b7 svart löpare · c7 svart kung | a8 vit kung · a7 vit springare · b7 svart löpare · c7 svart kung | a8 vit kung · a7 vit springare · b7 svart löpare · c7 svart kung | a8 vit kung · a7 vit springare · b7 svart löpare · c7 svart kung | a8 vit kung · a7 vit springare · b7 svart löpare · c7 svart kung | 8 |
| 7 | a8 vit kung · a7 vit springare · b7 svart löpare · c7 svart kung | a8 vit kung · a7 vit springare · b7 svart löpare · c7 svart kung | a8 vit kung · a7 vit springare · b7 svart löpare · c7 svart kung | a8 vit kung · a7 vit springare · b7 svart löpare · c7 svart kung | a8 vit kung · a7 vit springare · b7 svart löpare · c7 svart kung | a8 vit kung · a7 vit springare · b7 svart löpare · c7 svart kung | a8 vit kung · a7 vit springare · b7 svart löpare · c7 svart kung | a8 vit kung · a7 vit springare · b7 svart löpare · c7 svart kung | 7 |
| 6 | a8 vit kung · a7 vit springare · b7 svart löpare · c7 svart kung | a8 vit kung · a7 vit springare · b7 svart löpare · c7 svart kung | a8 vit kung · a7 vit springare · b7 svart löpare · c7 svart kung | a8 vit kung · a7 vit springare · b7 svart löpare · c7 svart kung | a8 vit kung · a7 vit springare · b7 svart löpare · c7 svart kung | a8 vit kung · a7 vit springare · b7 svart löpare · c7 svart kung | a8 vit kung · a7 vit springare · b7 svart löpare · c7 svart kung | a8 vit kung · a7 vit springare · b7 svart löpare · c7 svart kung | 6 |
| 5 | a8 vit kung · a7 vit springare · b7 svart löpare · c7 svart kung | a8 vit kung · a7 vit springare · b7 svart löpare · c7 svart kung | a8 vit kung · a7 vit springare · b7 svart löpare · c7 svart kung | a8 vit kung · a7 vit springare · b7 svart löpare · c7 svart kung | a8 vit kung · a7 vit springare · b7 svart löpare · c7 svart kung | a8 vit kung · a7 vit springare · b7 svart löpare · c7 svart kung | a8 vit kung · a7 vit springare · b7 svart löpare · c7 svart kung | a8 vit kung · a7 vit springare · b7 svart löpare · c7 svart kung | 5 |
| 4 | a8 vit kung · a7 vit springare · b7 svart löpare · c7 svart kung | a8 vit kung · a7 vit springare · b7 svart löpare · c7 svart kung | a8 vit kung · a7 vit springare · b7 svart löpare · c7 svart kung | a8 vit kung · a7 vit springare · b7 svart löpare · c7 svart kung | a8 vit kung · a7 vit springare · b7 svart löpare · c7 svart kung | a8 vit kung · a7 vit springare · b7 svart löpare · c7 svart kung | a8 vit kung · a7 vit springare · b7 svart löpare · c7 svart kung | a8 vit kung · a7 vit springare · b7 svart löpare · c7 svart kung | 4 |
| 3 | a8 vit kung · a7 vit springare · b7 svart löpare · c7 svart kung | a8 vit kung · a7 vit springare · b7 svart löpare · c7 svart kung | a8 vit kung · a7 vit springare · b7 svart löpare · c7 svart kung | a8 vit kung · a7 vit springare · b7 svart löpare · c7 svart kung | a8 vit kung · a7 vit springare · b7 svart löpare · c7 svart kung | a8 vit kung · a7 vit springare · b7 svart löpare · c7 svart kung | a8 vit kung · a7 vit springare · b7 svart löpare · c7 svart kung | a8 vit kung · a7 vit springare · b7 svart löpare · c7 svart kung | 3 |
| 2 | a8 vit kung · a7 vit springare · b7 svart löpare · c7 svart kung | a8 vit kung · a7 vit springare · b7 svart löpare · c7 svart kung | a8 vit kung · a7 vit springare · b7 svart löpare · c7 svart kung | a8 vit kung · a7 vit springare · b7 svart löpare · c7 svart kung | a8 vit kung · a7 vit springare · b7 svart löpare · c7 svart kung | a8 vit kung · a7 vit springare · b7 svart löpare · c7 svart kung | a8 vit kung · a7 vit springare · b7 svart löpare · c7 svart kung | a8 vit kung · a7 vit springare · b7 svart löpare · c7 svart kung | 2 |
| 1 | a8 vit kung · a7 vit springare · b7 svart löpare · c7 svart kung | a8 vit kung · a7 vit springare · b7 svart löpare · c7 svart kung | a8 vit kung · a7 vit springare · b7 svart löpare · c7 svart kung | a8 vit kung · a7 vit springare · b7 svart löpare · c7 svart kung | a8 vit kung · a7 vit springare · b7 svart löpare · c7 svart kung | a8 vit kung · a7 vit springare · b7 svart löpare · c7 svart kung | a8 vit kung · a7 vit springare · b7 svart löpare · c7 svart kung | a8 vit kung · a7 vit springare · b7 svart löpare · c7 svart kung | 1 |
|   | a                                                                | b                                                                | c                                                                | d                                                                | e                                                                | f                                                                | g                                                                | h                                                                |   |

En spelare behöver mattsättande pjäser för att sätta motståndarens kung schackmatt. Om ingen spelare har mattsättande pjäser är partiet remi.
Mattsättande pjäser är en relativ term som beror på den aktuella positionen. Brist på mattsättande pjäser innebär att det inte finns någon dragsekvens som kan leda till schackmatt. I de flesta positioner är termen entydig, särskilt när någon av spelarna har en ensam kung. Vanligen behövs en dam; ett torn; två löpare; en löpare och en springare; eller en bonde (som kan promoveras) för att göra schackmatt. 
|   | a                                                                                  | b                                                                                  | c                                                                                  | d                                                                                  | e                                                                                  | f                                                                                  | g                                                                                  | h                                                                                  |   |
| 8 | c4 vit springare · g3 svart bonde · a2 svart kung · c2 vit kung · g2 vit springare | c4 vit springare · g3 svart bonde · a2 svart kung · c2 vit kung · g2 vit springare | c4 vit springare · g3 svart bonde · a2 svart kung · c2 vit kung · g2 vit springare | c4 vit springare · g3 svart bonde · a2 svart kung · c2 vit kung · g2 vit springare | c4 vit springare · g3 svart bonde · a2 svart kung · c2 vit kung · g2 vit springare | c4 vit springare · g3 svart bonde · a2 svart kung · c2 vit kung · g2 vit springare | c4 vit springare · g3 svart bonde · a2 svart kung · c2 vit kung · g2 vit springare | c4 vit springare · g3 svart bonde · a2 svart kung · c2 vit kung · g2 vit springare | 8 |
| 7 | c4 vit springare · g3 svart bonde · a2 svart kung · c2 vit kung · g2 vit springare | c4 vit springare · g3 svart bonde · a2 svart kung · c2 vit kung · g2 vit springare | c4 vit springare · g3 svart bonde · a2 svart kung · c2 vit kung · g2 vit springare | c4 vit springare · g3 svart bonde · a2 svart kung · c2 vit kung · g2 vit springare | c4 vit springare · g3 svart bonde · a2 svart kung · c2 vit kung · g2 vit springare | c4 vit springare · g3 svart bonde · a2 svart kung · c2 vit kung · g2 vit springare | c4 vit springare · g3 svart bonde · a2 svart kung · c2 vit kung · g2 vit springare | c4 vit springare · g3 svart bonde · a2 svart kung · c2 vit kung · g2 vit springare | 7 |
| 6 | c4 vit springare · g3 svart bonde · a2 svart kung · c2 vit kung · g2 vit springare | c4 vit springare · g3 svart bonde · a2 svart kung · c2 vit kung · g2 vit springare | c4 vit springare · g3 svart bonde · a2 svart kung · c2 vit kung · g2 vit springare | c4 vit springare · g3 svart bonde · a2 svart kung · c2 vit kung · g2 vit springare | c4 vit springare · g3 svart bonde · a2 svart kung · c2 vit kung · g2 vit springare | c4 vit springare · g3 svart bonde · a2 svart kung · c2 vit kung · g2 vit springare | c4 vit springare · g3 svart bonde · a2 svart kung · c2 vit kung · g2 vit springare | c4 vit springare · g3 svart bonde · a2 svart kung · c2 vit kung · g2 vit springare | 6 |
| 5 | c4 vit springare · g3 svart bonde · a2 svart kung · c2 vit kung · g2 vit springare | c4 vit springare · g3 svart bonde · a2 svart kung · c2 vit kung · g2 vit springare | c4 vit springare · g3 svart bonde · a2 svart kung · c2 vit kung · g2 vit springare | c4 vit springare · g3 svart bonde · a2 svart kung · c2 vit kung · g2 vit springare | c4 vit springare · g3 svart bonde · a2 svart kung · c2 vit kung · g2 vit springare | c4 vit springare · g3 svart bonde · a2 svart kung · c2 vit kung · g2 vit springare | c4 vit springare · g3 svart bonde · a2 svart kung · c2 vit kung · g2 vit springare | c4 vit springare · g3 svart bonde · a2 svart kung · c2 vit kung · g2 vit springare | 5 |
| 4 | c4 vit springare · g3 svart bonde · a2 svart kung · c2 vit kung · g2 vit springare | c4 vit springare · g3 svart bonde · a2 svart kung · c2 vit kung · g2 vit springare | c4 vit springare · g3 svart bonde · a2 svart kung · c2 vit kung · g2 vit springare | c4 vit springare · g3 svart bonde · a2 svart kung · c2 vit kung · g2 vit springare | c4 vit springare · g3 svart bonde · a2 svart kung · c2 vit kung · g2 vit springare | c4 vit springare · g3 svart bonde · a2 svart kung · c2 vit kung · g2 vit springare | c4 vit springare · g3 svart bonde · a2 svart kung · c2 vit kung · g2 vit springare | c4 vit springare · g3 svart bonde · a2 svart kung · c2 vit kung · g2 vit springare | 4 |
| 3 | c4 vit springare · g3 svart bonde · a2 svart kung · c2 vit kung · g2 vit springare | c4 vit springare · g3 svart bonde · a2 svart kung · c2 vit kung · g2 vit springare | c4 vit springare · g3 svart bonde · a2 svart kung · c2 vit kung · g2 vit springare | c4 vit springare · g3 svart bonde · a2 svart kung · c2 vit kung · g2 vit springare | c4 vit springare · g3 svart bonde · a2 svart kung · c2 vit kung · g2 vit springare | c4 vit springare · g3 svart bonde · a2 svart kung · c2 vit kung · g2 vit springare | c4 vit springare · g3 svart bonde · a2 svart kung · c2 vit kung · g2 vit springare | c4 vit springare · g3 svart bonde · a2 svart kung · c2 vit kung · g2 vit springare | 3 |
| 2 | c4 vit springare · g3 svart bonde · a2 svart kung · c2 vit kung · g2 vit springare | c4 vit springare · g3 svart bonde · a2 svart kung · c2 vit kung · g2 vit springare | c4 vit springare · g3 svart bonde · a2 svart kung · c2 vit kung · g2 vit springare | c4 vit springare · g3 svart bonde · a2 svart kung · c2 vit kung · g2 vit springare | c4 vit springare · g3 svart bonde · a2 svart kung · c2 vit kung · g2 vit springare | c4 vit springare · g3 svart bonde · a2 svart kung · c2 vit kung · g2 vit springare | c4 vit springare · g3 svart bonde · a2 svart kung · c2 vit kung · g2 vit springare | c4 vit springare · g3 svart bonde · a2 svart kung · c2 vit kung · g2 vit springare | 2 |
| 1 | c4 vit springare · g3 svart bonde · a2 svart kung · c2 vit kung · g2 vit springare | c4 vit springare · g3 svart bonde · a2 svart kung · c2 vit kung · g2 vit springare | c4 vit springare · g3 svart bonde · a2 svart kung · c2 vit kung · g2 vit springare | c4 vit springare · g3 svart bonde · a2 svart kung · c2 vit kung · g2 vit springare | c4 vit springare · g3 svart bonde · a2 svart kung · c2 vit kung · g2 vit springare | c4 vit springare · g3 svart bonde · a2 svart kung · c2 vit kung · g2 vit springare | c4 vit springare · g3 svart bonde · a2 svart kung · c2 vit kung · g2 vit springare | c4 vit springare · g3 svart bonde · a2 svart kung · c2 vit kung · g2 vit springare | 1 |
|   | a                                                                                  | b                                                                                  | c                                                                                  | d                                                                                  | e                                                                                  | f                                                                                  | g                                                                                  | h                                                                                  |   |

Schackmatt kan emellertid uppstå utan dessa pjäser om en av spelarna gör misstag (se diagram). Slutspel med två springare tillhör de tveksammare fallen där den aktuella uppsättningen av pjäser avgör huruvida vinst är möjlig inom femtio drag.

### Patt
|   | a                                              | b                                              | c                                              | d                                              | e                                              | f                                              | g                                              | h                                              |   |
| 8 | a8 svart kung · c7 vit kung · b6 vit drottning | a8 svart kung · c7 vit kung · b6 vit drottning | a8 svart kung · c7 vit kung · b6 vit drottning | a8 svart kung · c7 vit kung · b6 vit drottning | a8 svart kung · c7 vit kung · b6 vit drottning | a8 svart kung · c7 vit kung · b6 vit drottning | a8 svart kung · c7 vit kung · b6 vit drottning | a8 svart kung · c7 vit kung · b6 vit drottning | 8 |
| 7 | a8 svart kung · c7 vit kung · b6 vit drottning | a8 svart kung · c7 vit kung · b6 vit drottning | a8 svart kung · c7 vit kung · b6 vit drottning | a8 svart kung · c7 vit kung · b6 vit drottning | a8 svart kung · c7 vit kung · b6 vit drottning | a8 svart kung · c7 vit kung · b6 vit drottning | a8 svart kung · c7 vit kung · b6 vit drottning | a8 svart kung · c7 vit kung · b6 vit drottning | 7 |
| 6 | a8 svart kung · c7 vit kung · b6 vit drottning | a8 svart kung · c7 vit kung · b6 vit drottning | a8 svart kung · c7 vit kung · b6 vit drottning | a8 svart kung · c7 vit kung · b6 vit drottning | a8 svart kung · c7 vit kung · b6 vit drottning | a8 svart kung · c7 vit kung · b6 vit drottning | a8 svart kung · c7 vit kung · b6 vit drottning | a8 svart kung · c7 vit kung · b6 vit drottning | 6 |
| 5 | a8 svart kung · c7 vit kung · b6 vit drottning | a8 svart kung · c7 vit kung · b6 vit drottning | a8 svart kung · c7 vit kung · b6 vit drottning | a8 svart kung · c7 vit kung · b6 vit drottning | a8 svart kung · c7 vit kung · b6 vit drottning | a8 svart kung · c7 vit kung · b6 vit drottning | a8 svart kung · c7 vit kung · b6 vit drottning | a8 svart kung · c7 vit kung · b6 vit drottning | 5 |
| 4 | a8 svart kung · c7 vit kung · b6 vit drottning | a8 svart kung · c7 vit kung · b6 vit drottning | a8 svart kung · c7 vit kung · b6 vit drottning | a8 svart kung · c7 vit kung · b6 vit drottning | a8 svart kung · c7 vit kung · b6 vit drottning | a8 svart kung · c7 vit kung · b6 vit drottning | a8 svart kung · c7 vit kung · b6 vit drottning | a8 svart kung · c7 vit kung · b6 vit drottning | 4 |
| 3 | a8 svart kung · c7 vit kung · b6 vit drottning | a8 svart kung · c7 vit kung · b6 vit drottning | a8 svart kung · c7 vit kung · b6 vit drottning | a8 svart kung · c7 vit kung · b6 vit drottning | a8 svart kung · c7 vit kung · b6 vit drottning | a8 svart kung · c7 vit kung · b6 vit drottning | a8 svart kung · c7 vit kung · b6 vit drottning | a8 svart kung · c7 vit kung · b6 vit drottning | 3 |
| 2 | a8 svart kung · c7 vit kung · b6 vit drottning | a8 svart kung · c7 vit kung · b6 vit drottning | a8 svart kung · c7 vit kung · b6 vit drottning | a8 svart kung · c7 vit kung · b6 vit drottning | a8 svart kung · c7 vit kung · b6 vit drottning | a8 svart kung · c7 vit kung · b6 vit drottning | a8 svart kung · c7 vit kung · b6 vit drottning | a8 svart kung · c7 vit kung · b6 vit drottning | 2 |
| 1 | a8 svart kung · c7 vit kung · b6 vit drottning | a8 svart kung · c7 vit kung · b6 vit drottning | a8 svart kung · c7 vit kung · b6 vit drottning | a8 svart kung · c7 vit kung · b6 vit drottning | a8 svart kung · c7 vit kung · b6 vit drottning | a8 svart kung · c7 vit kung · b6 vit drottning | a8 svart kung · c7 vit kung · b6 vit drottning | a8 svart kung · c7 vit kung · b6 vit drottning | 1 |
|   | a                                              | b                                              | c                                              | d                                              | e                                              | f                                              | g                                              | h                                              |   |

Patt är en situation där en spelare befinner sig i ett läge där han/hon inte kan göra ett tillåtet drag men inte står i schack. Partiet slutar då remi.
Pattsituationer förekommer ofta i slutspelet där den ena spelaren endast har kvar sin kung på brädet.

### Överenskommelse
|   | a | b | c | d | e | f | g | h |   |
| 8 | f8 vit löpare · b7 svart löpare · b5 svart bonde · e5 svart kung · b4 vit bonde · e4 svart bonde · e3 vit kung | f8 vit löpare · b7 svart löpare · b5 svart bonde · e5 svart kung · b4 vit bonde · e4 svart bonde · e3 vit kung | f8 vit löpare · b7 svart löpare · b5 svart bonde · e5 svart kung · b4 vit bonde · e4 svart bonde · e3 vit kung | f8 vit löpare · b7 svart löpare · b5 svart bonde · e5 svart kung · b4 vit bonde · e4 svart bonde · e3 vit kung | f8 vit löpare · b7 svart löpare · b5 svart bonde · e5 svart kung · b4 vit bonde · e4 svart bonde · e3 vit kung | f8 vit löpare · b7 svart löpare · b5 svart bonde · e5 svart kung · b4 vit bonde · e4 svart bonde · e3 vit kung | f8 vit löpare · b7 svart löpare · b5 svart bonde · e5 svart kung · b4 vit bonde · e4 svart bonde · e3 vit kung | f8 vit löpare · b7 svart löpare · b5 svart bonde · e5 svart kung · b4 vit bonde · e4 svart bonde · e3 vit kung | 8 |
| 7 | f8 vit löpare · b7 svart löpare · b5 svart bonde · e5 svart kung · b4 vit bonde · e4 svart bonde · e3 vit kung | f8 vit löpare · b7 svart löpare · b5 svart bonde · e5 svart kung · b4 vit bonde · e4 svart bonde · e3 vit kung | f8 vit löpare · b7 svart löpare · b5 svart bonde · e5 svart kung · b4 vit bonde · e4 svart bonde · e3 vit kung | f8 vit löpare · b7 svart löpare · b5 svart bonde · e5 svart kung · b4 vit bonde · e4 svart bonde · e3 vit kung | f8 vit löpare · b7 svart löpare · b5 svart bonde · e5 svart kung · b4 vit bonde · e4 svart bonde · e3 vit kung | f8 vit löpare · b7 svart löpare · b5 svart bonde · e5 svart kung · b4 vit bonde · e4 svart bonde · e3 vit kung | f8 vit löpare · b7 svart löpare · b5 svart bonde · e5 svart kung · b4 vit bonde · e4 svart bonde · e3 vit kung | f8 vit löpare · b7 svart löpare · b5 svart bonde · e5 svart kung · b4 vit bonde · e4 svart bonde · e3 vit kung | 7 |
| 6 | f8 vit löpare · b7 svart löpare · b5 svart bonde · e5 svart kung · b4 vit bonde · e4 svart bonde · e3 vit kung | f8 vit löpare · b7 svart löpare · b5 svart bonde · e5 svart kung · b4 vit bonde · e4 svart bonde · e3 vit kung | f8 vit löpare · b7 svart löpare · b5 svart bonde · e5 svart kung · b4 vit bonde · e4 svart bonde · e3 vit kung | f8 vit löpare · b7 svart löpare · b5 svart bonde · e5 svart kung · b4 vit bonde · e4 svart bonde · e3 vit kung | f8 vit löpare · b7 svart löpare · b5 svart bonde · e5 svart kung · b4 vit bonde · e4 svart bonde · e3 vit kung | f8 vit löpare · b7 svart löpare · b5 svart bonde · e5 svart kung · b4 vit bonde · e4 svart bonde · e3 vit kung | f8 vit löpare · b7 svart löpare · b5 svart bonde · e5 svart kung · b4 vit bonde · e4 svart bonde · e3 vit kung | f8 vit löpare · b7 svart löpare · b5 svart bonde · e5 svart kung · b4 vit bonde · e4 svart bonde · e3 vit kung | 6 |
| 5 | f8 vit löpare · b7 svart löpare · b5 svart bonde · e5 svart kung · b4 vit bonde · e4 svart bonde · e3 vit kung | f8 vit löpare · b7 svart löpare · b5 svart bonde · e5 svart kung · b4 vit bonde · e4 svart bonde · e3 vit kung | f8 vit löpare · b7 svart löpare · b5 svart bonde · e5 svart kung · b4 vit bonde · e4 svart bonde · e3 vit kung | f8 vit löpare · b7 svart löpare · b5 svart bonde · e5 svart kung · b4 vit bonde · e4 svart bonde · e3 vit kung | f8 vit löpare · b7 svart löpare · b5 svart bonde · e5 svart kung · b4 vit bonde · e4 svart bonde · e3 vit kung | f8 vit löpare · b7 svart löpare · b5 svart bonde · e5 svart kung · b4 vit bonde · e4 svart bonde · e3 vit kung | f8 vit löpare · b7 svart löpare · b5 svart bonde · e5 svart kung · b4 vit bonde · e4 svart bonde · e3 vit kung | f8 vit löpare · b7 svart löpare · b5 svart bonde · e5 svart kung · b4 vit bonde · e4 svart bonde · e3 vit kung | 5 |
| 4 | f8 vit löpare · b7 svart löpare · b5 svart bonde · e5 svart kung · b4 vit bonde · e4 svart bonde · e3 vit kung | f8 vit löpare · b7 svart löpare · b5 svart bonde · e5 svart kung · b4 vit bonde · e4 svart bonde · e3 vit kung | f8 vit löpare · b7 svart löpare · b5 svart bonde · e5 svart kung · b4 vit bonde · e4 svart bonde · e3 vit kung | f8 vit löpare · b7 svart löpare · b5 svart bonde · e5 svart kung · b4 vit bonde · e4 svart bonde · e3 vit kung | f8 vit löpare · b7 svart löpare · b5 svart bonde · e5 svart kung · b4 vit bonde · e4 svart bonde · e3 vit kung | f8 vit löpare · b7 svart löpare · b5 svart bonde · e5 svart kung · b4 vit bonde · e4 svart bonde · e3 vit kung | f8 vit löpare · b7 svart löpare · b5 svart bonde · e5 svart kung · b4 vit bonde · e4 svart bonde · e3 vit kung | f8 vit löpare · b7 svart löpare · b5 svart bonde · e5 svart kung · b4 vit bonde · e4 svart bonde · e3 vit kung | 4 |
| 3 | f8 vit löpare · b7 svart löpare · b5 svart bonde · e5 svart kung · b4 vit bonde · e4 svart bonde · e3 vit kung | f8 vit löpare · b7 svart löpare · b5 svart bonde · e5 svart kung · b4 vit bonde · e4 svart bonde · e3 vit kung | f8 vit löpare · b7 svart löpare · b5 svart bonde · e5 svart kung · b4 vit bonde · e4 svart bonde · e3 vit kung | f8 vit löpare · b7 svart löpare · b5 svart bonde · e5 svart kung · b4 vit bonde · e4 svart bonde · e3 vit kung | f8 vit löpare · b7 svart löpare · b5 svart bonde · e5 svart kung · b4 vit bonde · e4 svart bonde · e3 vit kung | f8 vit löpare · b7 svart löpare · b5 svart bonde · e5 svart kung · b4 vit bonde · e4 svart bonde · e3 vit kung | f8 vit löpare · b7 svart löpare · b5 svart bonde · e5 svart kung · b4 vit bonde · e4 svart bonde · e3 vit kung | f8 vit löpare · b7 svart löpare · b5 svart bonde · e5 svart kung · b4 vit bonde · e4 svart bonde · e3 vit kung | 3 |
| 2 | f8 vit löpare · b7 svart löpare · b5 svart bonde · e5 svart kung · b4 vit bonde · e4 svart bonde · e3 vit kung | f8 vit löpare · b7 svart löpare · b5 svart bonde · e5 svart kung · b4 vit bonde · e4 svart bonde · e3 vit kung | f8 vit löpare · b7 svart löpare · b5 svart bonde · e5 svart kung · b4 vit bonde · e4 svart bonde · e3 vit kung | f8 vit löpare · b7 svart löpare · b5 svart bonde · e5 svart kung · b4 vit bonde · e4 svart bonde · e3 vit kung | f8 vit löpare · b7 svart löpare · b5 svart bonde · e5 svart kung · b4 vit bonde · e4 svart bonde · e3 vit kung | f8 vit löpare · b7 svart löpare · b5 svart bonde · e5 svart kung · b4 vit bonde · e4 svart bonde · e3 vit kung | f8 vit löpare · b7 svart löpare · b5 svart bonde · e5 svart kung · b4 vit bonde · e4 svart bonde · e3 vit kung | f8 vit löpare · b7 svart löpare · b5 svart bonde · e5 svart kung · b4 vit bonde · e4 svart bonde · e3 vit kung | 2 |
| 1 | f8 vit löpare · b7 svart löpare · b5 svart bonde · e5 svart kung · b4 vit bonde · e4 svart bonde · e3 vit kung | f8 vit löpare · b7 svart löpare · b5 svart bonde · e5 svart kung · b4 vit bonde · e4 svart bonde · e3 vit kung | f8 vit löpare · b7 svart löpare · b5 svart bonde · e5 svart kung · b4 vit bonde · e4 svart bonde · e3 vit kung | f8 vit löpare · b7 svart löpare · b5 svart bonde · e5 svart kung · b4 vit bonde · e4 svart bonde · e3 vit kung | f8 vit löpare · b7 svart löpare · b5 svart bonde · e5 svart kung · b4 vit bonde · e4 svart bonde · e3 vit kung | f8 vit löpare · b7 svart löpare · b5 svart bonde · e5 svart kung · b4 vit bonde · e4 svart bonde · e3 vit kung | f8 vit löpare · b7 svart löpare · b5 svart bonde · e5 svart kung · b4 vit bonde · e4 svart bonde · e3 vit kung | f8 vit löpare · b7 svart löpare · b5 svart bonde · e5 svart kung · b4 vit bonde · e4 svart bonde · e3 vit kung | 1 |
|   | a | b | c | d | e | f | g | h |   |

Ett parti kan sluta remi om båda spelarna kommer överens om det. I internationella turneringar kan remi erbjudas genom att visa ett divisions- eller korstecken med händerna.
Remi kan erbjudas när som helst under partiet, men brukligt är att man först gör ett drag och trycker på klockan. Erbjuder ena spelaren remi och den andra accepterar anbudet blir partiet remi. Om remianbudet avböjs fortsätter partiet som vanligt. Om en spelare erbjuder remi utan att ha gjort ett drag först kan motståndaren begära att spelaren gör ett drag innan han/hon svarar. 
Det är vanligt att spelare kommer överens om remi när en ställning är så pass jämn att det är osannolikt att någon kommer att vinna. Det är tillåtet att erbjuda remi flera gånger under partiets gång, men missbruk av detta är inte tillåtet om det uppfattas som störande. Se etikett och ordning.
Enligt världsschackförbundet FIDE:s turneringsregler för schack måste båda spelarna anteckna varje remierbjudande på sitt partiprotokoll. I tävlingar kan särskilda regler förekomma, till exempel att spelarna inte får erbjuda remi de första 30 dragen.

## Specialdrag
Schack har tre specialdrag:

### Rockad
|   | a | b | c | d | e | f | g | h |   |
| 8 | a8 svart torn · c8 svart cirkel · e8 svart kung · g8 svart cirkel · h8 svart torn · a1 vit torn · c1 vit cirkel · e1 vit kung · g1 vit cirkel · h1 vit torn | a8 svart torn · c8 svart cirkel · e8 svart kung · g8 svart cirkel · h8 svart torn · a1 vit torn · c1 vit cirkel · e1 vit kung · g1 vit cirkel · h1 vit torn | a8 svart torn · c8 svart cirkel · e8 svart kung · g8 svart cirkel · h8 svart torn · a1 vit torn · c1 vit cirkel · e1 vit kung · g1 vit cirkel · h1 vit torn | a8 svart torn · c8 svart cirkel · e8 svart kung · g8 svart cirkel · h8 svart torn · a1 vit torn · c1 vit cirkel · e1 vit kung · g1 vit cirkel · h1 vit torn | a8 svart torn · c8 svart cirkel · e8 svart kung · g8 svart cirkel · h8 svart torn · a1 vit torn · c1 vit cirkel · e1 vit kung · g1 vit cirkel · h1 vit torn | a8 svart torn · c8 svart cirkel · e8 svart kung · g8 svart cirkel · h8 svart torn · a1 vit torn · c1 vit cirkel · e1 vit kung · g1 vit cirkel · h1 vit torn | a8 svart torn · c8 svart cirkel · e8 svart kung · g8 svart cirkel · h8 svart torn · a1 vit torn · c1 vit cirkel · e1 vit kung · g1 vit cirkel · h1 vit torn | a8 svart torn · c8 svart cirkel · e8 svart kung · g8 svart cirkel · h8 svart torn · a1 vit torn · c1 vit cirkel · e1 vit kung · g1 vit cirkel · h1 vit torn | 8 |
| 7 | a8 svart torn · c8 svart cirkel · e8 svart kung · g8 svart cirkel · h8 svart torn · a1 vit torn · c1 vit cirkel · e1 vit kung · g1 vit cirkel · h1 vit torn | a8 svart torn · c8 svart cirkel · e8 svart kung · g8 svart cirkel · h8 svart torn · a1 vit torn · c1 vit cirkel · e1 vit kung · g1 vit cirkel · h1 vit torn | a8 svart torn · c8 svart cirkel · e8 svart kung · g8 svart cirkel · h8 svart torn · a1 vit torn · c1 vit cirkel · e1 vit kung · g1 vit cirkel · h1 vit torn | a8 svart torn · c8 svart cirkel · e8 svart kung · g8 svart cirkel · h8 svart torn · a1 vit torn · c1 vit cirkel · e1 vit kung · g1 vit cirkel · h1 vit torn | a8 svart torn · c8 svart cirkel · e8 svart kung · g8 svart cirkel · h8 svart torn · a1 vit torn · c1 vit cirkel · e1 vit kung · g1 vit cirkel · h1 vit torn | a8 svart torn · c8 svart cirkel · e8 svart kung · g8 svart cirkel · h8 svart torn · a1 vit torn · c1 vit cirkel · e1 vit kung · g1 vit cirkel · h1 vit torn | a8 svart torn · c8 svart cirkel · e8 svart kung · g8 svart cirkel · h8 svart torn · a1 vit torn · c1 vit cirkel · e1 vit kung · g1 vit cirkel · h1 vit torn | a8 svart torn · c8 svart cirkel · e8 svart kung · g8 svart cirkel · h8 svart torn · a1 vit torn · c1 vit cirkel · e1 vit kung · g1 vit cirkel · h1 vit torn | 7 |
| 6 | a8 svart torn · c8 svart cirkel · e8 svart kung · g8 svart cirkel · h8 svart torn · a1 vit torn · c1 vit cirkel · e1 vit kung · g1 vit cirkel · h1 vit torn | a8 svart torn · c8 svart cirkel · e8 svart kung · g8 svart cirkel · h8 svart torn · a1 vit torn · c1 vit cirkel · e1 vit kung · g1 vit cirkel · h1 vit torn | a8 svart torn · c8 svart cirkel · e8 svart kung · g8 svart cirkel · h8 svart torn · a1 vit torn · c1 vit cirkel · e1 vit kung · g1 vit cirkel · h1 vit torn | a8 svart torn · c8 svart cirkel · e8 svart kung · g8 svart cirkel · h8 svart torn · a1 vit torn · c1 vit cirkel · e1 vit kung · g1 vit cirkel · h1 vit torn | a8 svart torn · c8 svart cirkel · e8 svart kung · g8 svart cirkel · h8 svart torn · a1 vit torn · c1 vit cirkel · e1 vit kung · g1 vit cirkel · h1 vit torn | a8 svart torn · c8 svart cirkel · e8 svart kung · g8 svart cirkel · h8 svart torn · a1 vit torn · c1 vit cirkel · e1 vit kung · g1 vit cirkel · h1 vit torn | a8 svart torn · c8 svart cirkel · e8 svart kung · g8 svart cirkel · h8 svart torn · a1 vit torn · c1 vit cirkel · e1 vit kung · g1 vit cirkel · h1 vit torn | a8 svart torn · c8 svart cirkel · e8 svart kung · g8 svart cirkel · h8 svart torn · a1 vit torn · c1 vit cirkel · e1 vit kung · g1 vit cirkel · h1 vit torn | 6 |
| 5 | a8 svart torn · c8 svart cirkel · e8 svart kung · g8 svart cirkel · h8 svart torn · a1 vit torn · c1 vit cirkel · e1 vit kung · g1 vit cirkel · h1 vit torn | a8 svart torn · c8 svart cirkel · e8 svart kung · g8 svart cirkel · h8 svart torn · a1 vit torn · c1 vit cirkel · e1 vit kung · g1 vit cirkel · h1 vit torn | a8 svart torn · c8 svart cirkel · e8 svart kung · g8 svart cirkel · h8 svart torn · a1 vit torn · c1 vit cirkel · e1 vit kung · g1 vit cirkel · h1 vit torn | a8 svart torn · c8 svart cirkel · e8 svart kung · g8 svart cirkel · h8 svart torn · a1 vit torn · c1 vit cirkel · e1 vit kung · g1 vit cirkel · h1 vit torn | a8 svart torn · c8 svart cirkel · e8 svart kung · g8 svart cirkel · h8 svart torn · a1 vit torn · c1 vit cirkel · e1 vit kung · g1 vit cirkel · h1 vit torn | a8 svart torn · c8 svart cirkel · e8 svart kung · g8 svart cirkel · h8 svart torn · a1 vit torn · c1 vit cirkel · e1 vit kung · g1 vit cirkel · h1 vit torn | a8 svart torn · c8 svart cirkel · e8 svart kung · g8 svart cirkel · h8 svart torn · a1 vit torn · c1 vit cirkel · e1 vit kung · g1 vit cirkel · h1 vit torn | a8 svart torn · c8 svart cirkel · e8 svart kung · g8 svart cirkel · h8 svart torn · a1 vit torn · c1 vit cirkel · e1 vit kung · g1 vit cirkel · h1 vit torn | 5 |
| 4 | a8 svart torn · c8 svart cirkel · e8 svart kung · g8 svart cirkel · h8 svart torn · a1 vit torn · c1 vit cirkel · e1 vit kung · g1 vit cirkel · h1 vit torn | a8 svart torn · c8 svart cirkel · e8 svart kung · g8 svart cirkel · h8 svart torn · a1 vit torn · c1 vit cirkel · e1 vit kung · g1 vit cirkel · h1 vit torn | a8 svart torn · c8 svart cirkel · e8 svart kung · g8 svart cirkel · h8 svart torn · a1 vit torn · c1 vit cirkel · e1 vit kung · g1 vit cirkel · h1 vit torn | a8 svart torn · c8 svart cirkel · e8 svart kung · g8 svart cirkel · h8 svart torn · a1 vit torn · c1 vit cirkel · e1 vit kung · g1 vit cirkel · h1 vit torn | a8 svart torn · c8 svart cirkel · e8 svart kung · g8 svart cirkel · h8 svart torn · a1 vit torn · c1 vit cirkel · e1 vit kung · g1 vit cirkel · h1 vit torn | a8 svart torn · c8 svart cirkel · e8 svart kung · g8 svart cirkel · h8 svart torn · a1 vit torn · c1 vit cirkel · e1 vit kung · g1 vit cirkel · h1 vit torn | a8 svart torn · c8 svart cirkel · e8 svart kung · g8 svart cirkel · h8 svart torn · a1 vit torn · c1 vit cirkel · e1 vit kung · g1 vit cirkel · h1 vit torn | a8 svart torn · c8 svart cirkel · e8 svart kung · g8 svart cirkel · h8 svart torn · a1 vit torn · c1 vit cirkel · e1 vit kung · g1 vit cirkel · h1 vit torn | 4 |
| 3 | a8 svart torn · c8 svart cirkel · e8 svart kung · g8 svart cirkel · h8 svart torn · a1 vit torn · c1 vit cirkel · e1 vit kung · g1 vit cirkel · h1 vit torn | a8 svart torn · c8 svart cirkel · e8 svart kung · g8 svart cirkel · h8 svart torn · a1 vit torn · c1 vit cirkel · e1 vit kung · g1 vit cirkel · h1 vit torn | a8 svart torn · c8 svart cirkel · e8 svart kung · g8 svart cirkel · h8 svart torn · a1 vit torn · c1 vit cirkel · e1 vit kung · g1 vit cirkel · h1 vit torn | a8 svart torn · c8 svart cirkel · e8 svart kung · g8 svart cirkel · h8 svart torn · a1 vit torn · c1 vit cirkel · e1 vit kung · g1 vit cirkel · h1 vit torn | a8 svart torn · c8 svart cirkel · e8 svart kung · g8 svart cirkel · h8 svart torn · a1 vit torn · c1 vit cirkel · e1 vit kung · g1 vit cirkel · h1 vit torn | a8 svart torn · c8 svart cirkel · e8 svart kung · g8 svart cirkel · h8 svart torn · a1 vit torn · c1 vit cirkel · e1 vit kung · g1 vit cirkel · h1 vit torn | a8 svart torn · c8 svart cirkel · e8 svart kung · g8 svart cirkel · h8 svart torn · a1 vit torn · c1 vit cirkel · e1 vit kung · g1 vit cirkel · h1 vit torn | a8 svart torn · c8 svart cirkel · e8 svart kung · g8 svart cirkel · h8 svart torn · a1 vit torn · c1 vit cirkel · e1 vit kung · g1 vit cirkel · h1 vit torn | 3 |
| 2 | a8 svart torn · c8 svart cirkel · e8 svart kung · g8 svart cirkel · h8 svart torn · a1 vit torn · c1 vit cirkel · e1 vit kung · g1 vit cirkel · h1 vit torn | a8 svart torn · c8 svart cirkel · e8 svart kung · g8 svart cirkel · h8 svart torn · a1 vit torn · c1 vit cirkel · e1 vit kung · g1 vit cirkel · h1 vit torn | a8 svart torn · c8 svart cirkel · e8 svart kung · g8 svart cirkel · h8 svart torn · a1 vit torn · c1 vit cirkel · e1 vit kung · g1 vit cirkel · h1 vit torn | a8 svart torn · c8 svart cirkel · e8 svart kung · g8 svart cirkel · h8 svart torn · a1 vit torn · c1 vit cirkel · e1 vit kung · g1 vit cirkel · h1 vit torn | a8 svart torn · c8 svart cirkel · e8 svart kung · g8 svart cirkel · h8 svart torn · a1 vit torn · c1 vit cirkel · e1 vit kung · g1 vit cirkel · h1 vit torn | a8 svart torn · c8 svart cirkel · e8 svart kung · g8 svart cirkel · h8 svart torn · a1 vit torn · c1 vit cirkel · e1 vit kung · g1 vit cirkel · h1 vit torn | a8 svart torn · c8 svart cirkel · e8 svart kung · g8 svart cirkel · h8 svart torn · a1 vit torn · c1 vit cirkel · e1 vit kung · g1 vit cirkel · h1 vit torn | a8 svart torn · c8 svart cirkel · e8 svart kung · g8 svart cirkel · h8 svart torn · a1 vit torn · c1 vit cirkel · e1 vit kung · g1 vit cirkel · h1 vit torn | 2 |
| 1 | a8 svart torn · c8 svart cirkel · e8 svart kung · g8 svart cirkel · h8 svart torn · a1 vit torn · c1 vit cirkel · e1 vit kung · g1 vit cirkel · h1 vit torn | a8 svart torn · c8 svart cirkel · e8 svart kung · g8 svart cirkel · h8 svart torn · a1 vit torn · c1 vit cirkel · e1 vit kung · g1 vit cirkel · h1 vit torn | a8 svart torn · c8 svart cirkel · e8 svart kung · g8 svart cirkel · h8 svart torn · a1 vit torn · c1 vit cirkel · e1 vit kung · g1 vit cirkel · h1 vit torn | a8 svart torn · c8 svart cirkel · e8 svart kung · g8 svart cirkel · h8 svart torn · a1 vit torn · c1 vit cirkel · e1 vit kung · g1 vit cirkel · h1 vit torn | a8 svart torn · c8 svart cirkel · e8 svart kung · g8 svart cirkel · h8 svart torn · a1 vit torn · c1 vit cirkel · e1 vit kung · g1 vit cirkel · h1 vit torn | a8 svart torn · c8 svart cirkel · e8 svart kung · g8 svart cirkel · h8 svart torn · a1 vit torn · c1 vit cirkel · e1 vit kung · g1 vit cirkel · h1 vit torn | a8 svart torn · c8 svart cirkel · e8 svart kung · g8 svart cirkel · h8 svart torn · a1 vit torn · c1 vit cirkel · e1 vit kung · g1 vit cirkel · h1 vit torn | a8 svart torn · c8 svart cirkel · e8 svart kung · g8 svart cirkel · h8 svart torn · a1 vit torn · c1 vit cirkel · e1 vit kung · g1 vit cirkel · h1 vit torn | 1 |
|   | a | b | c | d | e | f | g | h |   |

|   | a                                                                                       | b                                                                                       | c                                                                                       | d                                                                                       | e                                                                                       | f                                                                                       | g                                                                                       | h                                                                                       |   |
| 8 | c8 svart kung · d8 svart torn · h8 svart torn · a1 vit torn · f1 vit torn · g1 vit kung | c8 svart kung · d8 svart torn · h8 svart torn · a1 vit torn · f1 vit torn · g1 vit kung | c8 svart kung · d8 svart torn · h8 svart torn · a1 vit torn · f1 vit torn · g1 vit kung | c8 svart kung · d8 svart torn · h8 svart torn · a1 vit torn · f1 vit torn · g1 vit kung | c8 svart kung · d8 svart torn · h8 svart torn · a1 vit torn · f1 vit torn · g1 vit kung | c8 svart kung · d8 svart torn · h8 svart torn · a1 vit torn · f1 vit torn · g1 vit kung | c8 svart kung · d8 svart torn · h8 svart torn · a1 vit torn · f1 vit torn · g1 vit kung | c8 svart kung · d8 svart torn · h8 svart torn · a1 vit torn · f1 vit torn · g1 vit kung | 8 |
| 7 | c8 svart kung · d8 svart torn · h8 svart torn · a1 vit torn · f1 vit torn · g1 vit kung | c8 svart kung · d8 svart torn · h8 svart torn · a1 vit torn · f1 vit torn · g1 vit kung | c8 svart kung · d8 svart torn · h8 svart torn · a1 vit torn · f1 vit torn · g1 vit kung | c8 svart kung · d8 svart torn · h8 svart torn · a1 vit torn · f1 vit torn · g1 vit kung | c8 svart kung · d8 svart torn · h8 svart torn · a1 vit torn · f1 vit torn · g1 vit kung | c8 svart kung · d8 svart torn · h8 svart torn · a1 vit torn · f1 vit torn · g1 vit kung | c8 svart kung · d8 svart torn · h8 svart torn · a1 vit torn · f1 vit torn · g1 vit kung | c8 svart kung · d8 svart torn · h8 svart torn · a1 vit torn · f1 vit torn · g1 vit kung | 7 |
| 6 | c8 svart kung · d8 svart torn · h8 svart torn · a1 vit torn · f1 vit torn · g1 vit kung | c8 svart kung · d8 svart torn · h8 svart torn · a1 vit torn · f1 vit torn · g1 vit kung | c8 svart kung · d8 svart torn · h8 svart torn · a1 vit torn · f1 vit torn · g1 vit kung | c8 svart kung · d8 svart torn · h8 svart torn · a1 vit torn · f1 vit torn · g1 vit kung | c8 svart kung · d8 svart torn · h8 svart torn · a1 vit torn · f1 vit torn · g1 vit kung | c8 svart kung · d8 svart torn · h8 svart torn · a1 vit torn · f1 vit torn · g1 vit kung | c8 svart kung · d8 svart torn · h8 svart torn · a1 vit torn · f1 vit torn · g1 vit kung | c8 svart kung · d8 svart torn · h8 svart torn · a1 vit torn · f1 vit torn · g1 vit kung | 6 |
| 5 | c8 svart kung · d8 svart torn · h8 svart torn · a1 vit torn · f1 vit torn · g1 vit kung | c8 svart kung · d8 svart torn · h8 svart torn · a1 vit torn · f1 vit torn · g1 vit kung | c8 svart kung · d8 svart torn · h8 svart torn · a1 vit torn · f1 vit torn · g1 vit kung | c8 svart kung · d8 svart torn · h8 svart torn · a1 vit torn · f1 vit torn · g1 vit kung | c8 svart kung · d8 svart torn · h8 svart torn · a1 vit torn · f1 vit torn · g1 vit kung | c8 svart kung · d8 svart torn · h8 svart torn · a1 vit torn · f1 vit torn · g1 vit kung | c8 svart kung · d8 svart torn · h8 svart torn · a1 vit torn · f1 vit torn · g1 vit kung | c8 svart kung · d8 svart torn · h8 svart torn · a1 vit torn · f1 vit torn · g1 vit kung | 5 |
| 4 | c8 svart kung · d8 svart torn · h8 svart torn · a1 vit torn · f1 vit torn · g1 vit kung | c8 svart kung · d8 svart torn · h8 svart torn · a1 vit torn · f1 vit torn · g1 vit kung | c8 svart kung · d8 svart torn · h8 svart torn · a1 vit torn · f1 vit torn · g1 vit kung | c8 svart kung · d8 svart torn · h8 svart torn · a1 vit torn · f1 vit torn · g1 vit kung | c8 svart kung · d8 svart torn · h8 svart torn · a1 vit torn · f1 vit torn · g1 vit kung | c8 svart kung · d8 svart torn · h8 svart torn · a1 vit torn · f1 vit torn · g1 vit kung | c8 svart kung · d8 svart torn · h8 svart torn · a1 vit torn · f1 vit torn · g1 vit kung | c8 svart kung · d8 svart torn · h8 svart torn · a1 vit torn · f1 vit torn · g1 vit kung | 4 |
| 3 | c8 svart kung · d8 svart torn · h8 svart torn · a1 vit torn · f1 vit torn · g1 vit kung | c8 svart kung · d8 svart torn · h8 svart torn · a1 vit torn · f1 vit torn · g1 vit kung | c8 svart kung · d8 svart torn · h8 svart torn · a1 vit torn · f1 vit torn · g1 vit kung | c8 svart kung · d8 svart torn · h8 svart torn · a1 vit torn · f1 vit torn · g1 vit kung | c8 svart kung · d8 svart torn · h8 svart torn · a1 vit torn · f1 vit torn · g1 vit kung | c8 svart kung · d8 svart torn · h8 svart torn · a1 vit torn · f1 vit torn · g1 vit kung | c8 svart kung · d8 svart torn · h8 svart torn · a1 vit torn · f1 vit torn · g1 vit kung | c8 svart kung · d8 svart torn · h8 svart torn · a1 vit torn · f1 vit torn · g1 vit kung | 3 |
| 2 | c8 svart kung · d8 svart torn · h8 svart torn · a1 vit torn · f1 vit torn · g1 vit kung | c8 svart kung · d8 svart torn · h8 svart torn · a1 vit torn · f1 vit torn · g1 vit kung | c8 svart kung · d8 svart torn · h8 svart torn · a1 vit torn · f1 vit torn · g1 vit kung | c8 svart kung · d8 svart torn · h8 svart torn · a1 vit torn · f1 vit torn · g1 vit kung | c8 svart kung · d8 svart torn · h8 svart torn · a1 vit torn · f1 vit torn · g1 vit kung | c8 svart kung · d8 svart torn · h8 svart torn · a1 vit torn · f1 vit torn · g1 vit kung | c8 svart kung · d8 svart torn · h8 svart torn · a1 vit torn · f1 vit torn · g1 vit kung | c8 svart kung · d8 svart torn · h8 svart torn · a1 vit torn · f1 vit torn · g1 vit kung | 2 |
| 1 | c8 svart kung · d8 svart torn · h8 svart torn · a1 vit torn · f1 vit torn · g1 vit kung | c8 svart kung · d8 svart torn · h8 svart torn · a1 vit torn · f1 vit torn · g1 vit kung | c8 svart kung · d8 svart torn · h8 svart torn · a1 vit torn · f1 vit torn · g1 vit kung | c8 svart kung · d8 svart torn · h8 svart torn · a1 vit torn · f1 vit torn · g1 vit kung | c8 svart kung · d8 svart torn · h8 svart torn · a1 vit torn · f1 vit torn · g1 vit kung | c8 svart kung · d8 svart torn · h8 svart torn · a1 vit torn · f1 vit torn · g1 vit kung | c8 svart kung · d8 svart torn · h8 svart torn · a1 vit torn · f1 vit torn · g1 vit kung | c8 svart kung · d8 svart torn · h8 svart torn · a1 vit torn · f1 vit torn · g1 vit kung | 1 |
|   | a                                                                                       | b                                                                                       | c                                                                                       | d                                                                                       | e                                                                                       | f                                                                                       | g                                                                                       | h                                                                                       |   |

Rockad är ett drag som innebär att kungen flyttas två steg mot det rockerande tornet (till c om damtornet används eller till g om kungstornet används), därefter flyttas tornet till det fält bredvid kungen som ligger närmast mitten (från a till d för damtornet samt från h till f för kungstornet). Det finns dock några förutsättningar för att en spelare ska kunna göra rockad:
1. Varken kungen eller det rockerande tornet har flyttats tidigare under partiet
2. Ingen pjäs befinner sig mellan kungen och det rockerande tornet
3. Kungen flyttas inte över eller till ett hotat fält
4. Kungen står inte i schack.

Rockad på kungsflygeln kallas kort rockad då kungstornet ligger ett fält närmare kungen än damtornet. Rockad på damflygeln kallas lång rockad.
Observera att man måste börja med att flytta kungen för att få genomföra rockad. Detta är för att utan tvekan visa att man har för avsikt att göra rockad och inte enbart flytta på tornet. Särskilt i tävlingar, om spelaren av misstag vidrör tornet först får inte rockad genomföras med det tornet. 

### En passant

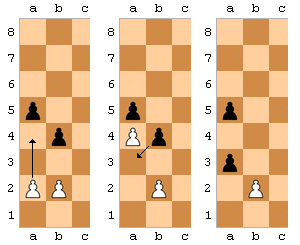
En passant.

När en bonde flyttas två steg framåt kan motståndaren i nästa drag slå den "i förbigående" som om den endast flyttades ett steg framåt. Detta kan dock bara göras draget direkt efter bonden flyttats och kan endast genomföras av en annan bonde. Detta drag kallas att man slår bonden en passant.

### Promovering
|   | a                                                          | b                                                          | c                                                          | d                                                          | e                                                          | f                                                          | g                                                          | h                                                          |   |
| 8 | f3 vit kung · e2 svart bonde · h2 vit torn · f1 svart kung | f3 vit kung · e2 svart bonde · h2 vit torn · f1 svart kung | f3 vit kung · e2 svart bonde · h2 vit torn · f1 svart kung | f3 vit kung · e2 svart bonde · h2 vit torn · f1 svart kung | f3 vit kung · e2 svart bonde · h2 vit torn · f1 svart kung | f3 vit kung · e2 svart bonde · h2 vit torn · f1 svart kung | f3 vit kung · e2 svart bonde · h2 vit torn · f1 svart kung | f3 vit kung · e2 svart bonde · h2 vit torn · f1 svart kung | 8 |
| 7 | f3 vit kung · e2 svart bonde · h2 vit torn · f1 svart kung | f3 vit kung · e2 svart bonde · h2 vit torn · f1 svart kung | f3 vit kung · e2 svart bonde · h2 vit torn · f1 svart kung | f3 vit kung · e2 svart bonde · h2 vit torn · f1 svart kung | f3 vit kung · e2 svart bonde · h2 vit torn · f1 svart kung | f3 vit kung · e2 svart bonde · h2 vit torn · f1 svart kung | f3 vit kung · e2 svart bonde · h2 vit torn · f1 svart kung | f3 vit kung · e2 svart bonde · h2 vit torn · f1 svart kung | 7 |
| 6 | f3 vit kung · e2 svart bonde · h2 vit torn · f1 svart kung | f3 vit kung · e2 svart bonde · h2 vit torn · f1 svart kung | f3 vit kung · e2 svart bonde · h2 vit torn · f1 svart kung | f3 vit kung · e2 svart bonde · h2 vit torn · f1 svart kung | f3 vit kung · e2 svart bonde · h2 vit torn · f1 svart kung | f3 vit kung · e2 svart bonde · h2 vit torn · f1 svart kung | f3 vit kung · e2 svart bonde · h2 vit torn · f1 svart kung | f3 vit kung · e2 svart bonde · h2 vit torn · f1 svart kung | 6 |
| 5 | f3 vit kung · e2 svart bonde · h2 vit torn · f1 svart kung | f3 vit kung · e2 svart bonde · h2 vit torn · f1 svart kung | f3 vit kung · e2 svart bonde · h2 vit torn · f1 svart kung | f3 vit kung · e2 svart bonde · h2 vit torn · f1 svart kung | f3 vit kung · e2 svart bonde · h2 vit torn · f1 svart kung | f3 vit kung · e2 svart bonde · h2 vit torn · f1 svart kung | f3 vit kung · e2 svart bonde · h2 vit torn · f1 svart kung | f3 vit kung · e2 svart bonde · h2 vit torn · f1 svart kung | 5 |
| 4 | f3 vit kung · e2 svart bonde · h2 vit torn · f1 svart kung | f3 vit kung · e2 svart bonde · h2 vit torn · f1 svart kung | f3 vit kung · e2 svart bonde · h2 vit torn · f1 svart kung | f3 vit kung · e2 svart bonde · h2 vit torn · f1 svart kung | f3 vit kung · e2 svart bonde · h2 vit torn · f1 svart kung | f3 vit kung · e2 svart bonde · h2 vit torn · f1 svart kung | f3 vit kung · e2 svart bonde · h2 vit torn · f1 svart kung | f3 vit kung · e2 svart bonde · h2 vit torn · f1 svart kung | 4 |
| 3 | f3 vit kung · e2 svart bonde · h2 vit torn · f1 svart kung | f3 vit kung · e2 svart bonde · h2 vit torn · f1 svart kung | f3 vit kung · e2 svart bonde · h2 vit torn · f1 svart kung | f3 vit kung · e2 svart bonde · h2 vit torn · f1 svart kung | f3 vit kung · e2 svart bonde · h2 vit torn · f1 svart kung | f3 vit kung · e2 svart bonde · h2 vit torn · f1 svart kung | f3 vit kung · e2 svart bonde · h2 vit torn · f1 svart kung | f3 vit kung · e2 svart bonde · h2 vit torn · f1 svart kung | 3 |
| 2 | f3 vit kung · e2 svart bonde · h2 vit torn · f1 svart kung | f3 vit kung · e2 svart bonde · h2 vit torn · f1 svart kung | f3 vit kung · e2 svart bonde · h2 vit torn · f1 svart kung | f3 vit kung · e2 svart bonde · h2 vit torn · f1 svart kung | f3 vit kung · e2 svart bonde · h2 vit torn · f1 svart kung | f3 vit kung · e2 svart bonde · h2 vit torn · f1 svart kung | f3 vit kung · e2 svart bonde · h2 vit torn · f1 svart kung | f3 vit kung · e2 svart bonde · h2 vit torn · f1 svart kung | 2 |
| 1 | f3 vit kung · e2 svart bonde · h2 vit torn · f1 svart kung | f3 vit kung · e2 svart bonde · h2 vit torn · f1 svart kung | f3 vit kung · e2 svart bonde · h2 vit torn · f1 svart kung | f3 vit kung · e2 svart bonde · h2 vit torn · f1 svart kung | f3 vit kung · e2 svart bonde · h2 vit torn · f1 svart kung | f3 vit kung · e2 svart bonde · h2 vit torn · f1 svart kung | f3 vit kung · e2 svart bonde · h2 vit torn · f1 svart kung | f3 vit kung · e2 svart bonde · h2 vit torn · f1 svart kung | 1 |
|   | a                                                          | b                                                          | c                                                          | d                                                          | e                                                          | f                                                          | g                                                          | h                                                          |   |

När en bonde har flyttat sig till sista raden på motståndarens sida får spelaren välja om den ska förvandlas till en dam, ett torn, en springare eller en löpare. Man kan inte välja att förbli en bonde. Denna förvandling kallas för promovering. 

## Specialregler vid tävlingar
I tävlingar brukar särskilda regler föreskrivas för att minska risken för fusk eller oenighet. Flera av dessa regler tillämpas även i nöjespartier, till exempel regeln släppt är släppt, men de bestäms då snarare genom överenskommelse och samförstånd spelarna emellan och det kan variera från person till person vilka regler man anser är tillämpliga. Tävlingsklocka kan ofta användas utanför tävlingar under till exempel snabbpartier som blixt- eller bulletschack, särskilt i klubbsammanhang eller onlinepartier. 

### Rörd är förd
|   | a | b | c | d | e | f | g | h |   |
| 8 | a8 svart torn · b8 svart springare · c8 svart löpare · d8 svart drottning · e8 svart kung · f8 svart löpare · g8 svart springare · h8 svart torn · a7 svart bonde · b7 svart bonde · c7 svart bonde · d7 svart bonde · f7 svart bonde · g7 svart bonde · h7 svart bonde · e5 svart bonde · h5 vit drottning · e4 vit bonde · a2 vit bonde · b2 vit bonde · c2 vit bonde · d2 vit bonde · f2 vit bonde · g2 vit bonde · h2 vit bonde · a1 vit torn · b1 vit springare · c1 vit löpare · e1 vit kung · f1 vit löpare · g1 vit springare · h1 vit torn | a8 svart torn · b8 svart springare · c8 svart löpare · d8 svart drottning · e8 svart kung · f8 svart löpare · g8 svart springare · h8 svart torn · a7 svart bonde · b7 svart bonde · c7 svart bonde · d7 svart bonde · f7 svart bonde · g7 svart bonde · h7 svart bonde · e5 svart bonde · h5 vit drottning · e4 vit bonde · a2 vit bonde · b2 vit bonde · c2 vit bonde · d2 vit bonde · f2 vit bonde · g2 vit bonde · h2 vit bonde · a1 vit torn · b1 vit springare · c1 vit löpare · e1 vit kung · f1 vit löpare · g1 vit springare · h1 vit torn | a8 svart torn · b8 svart springare · c8 svart löpare · d8 svart drottning · e8 svart kung · f8 svart löpare · g8 svart springare · h8 svart torn · a7 svart bonde · b7 svart bonde · c7 svart bonde · d7 svart bonde · f7 svart bonde · g7 svart bonde · h7 svart bonde · e5 svart bonde · h5 vit drottning · e4 vit bonde · a2 vit bonde · b2 vit bonde · c2 vit bonde · d2 vit bonde · f2 vit bonde · g2 vit bonde · h2 vit bonde · a1 vit torn · b1 vit springare · c1 vit löpare · e1 vit kung · f1 vit löpare · g1 vit springare · h1 vit torn | a8 svart torn · b8 svart springare · c8 svart löpare · d8 svart drottning · e8 svart kung · f8 svart löpare · g8 svart springare · h8 svart torn · a7 svart bonde · b7 svart bonde · c7 svart bonde · d7 svart bonde · f7 svart bonde · g7 svart bonde · h7 svart bonde · e5 svart bonde · h5 vit drottning · e4 vit bonde · a2 vit bonde · b2 vit bonde · c2 vit bonde · d2 vit bonde · f2 vit bonde · g2 vit bonde · h2 vit bonde · a1 vit torn · b1 vit springare · c1 vit löpare · e1 vit kung · f1 vit löpare · g1 vit springare · h1 vit torn | a8 svart torn · b8 svart springare · c8 svart löpare · d8 svart drottning · e8 svart kung · f8 svart löpare · g8 svart springare · h8 svart torn · a7 svart bonde · b7 svart bonde · c7 svart bonde · d7 svart bonde · f7 svart bonde · g7 svart bonde · h7 svart bonde · e5 svart bonde · h5 vit drottning · e4 vit bonde · a2 vit bonde · b2 vit bonde · c2 vit bonde · d2 vit bonde · f2 vit bonde · g2 vit bonde · h2 vit bonde · a1 vit torn · b1 vit springare · c1 vit löpare · e1 vit kung · f1 vit löpare · g1 vit springare · h1 vit torn | a8 svart torn · b8 svart springare · c8 svart löpare · d8 svart drottning · e8 svart kung · f8 svart löpare · g8 svart springare · h8 svart torn · a7 svart bonde · b7 svart bonde · c7 svart bonde · d7 svart bonde · f7 svart bonde · g7 svart bonde · h7 svart bonde · e5 svart bonde · h5 vit drottning · e4 vit bonde · a2 vit bonde · b2 vit bonde · c2 vit bonde · d2 vit bonde · f2 vit bonde · g2 vit bonde · h2 vit bonde · a1 vit torn · b1 vit springare · c1 vit löpare · e1 vit kung · f1 vit löpare · g1 vit springare · h1 vit torn | a8 svart torn · b8 svart springare · c8 svart löpare · d8 svart drottning · e8 svart kung · f8 svart löpare · g8 svart springare · h8 svart torn · a7 svart bonde · b7 svart bonde · c7 svart bonde · d7 svart bonde · f7 svart bonde · g7 svart bonde · h7 svart bonde · e5 svart bonde · h5 vit drottning · e4 vit bonde · a2 vit bonde · b2 vit bonde · c2 vit bonde · d2 vit bonde · f2 vit bonde · g2 vit bonde · h2 vit bonde · a1 vit torn · b1 vit springare · c1 vit löpare · e1 vit kung · f1 vit löpare · g1 vit springare · h1 vit torn | a8 svart torn · b8 svart springare · c8 svart löpare · d8 svart drottning · e8 svart kung · f8 svart löpare · g8 svart springare · h8 svart torn · a7 svart bonde · b7 svart bonde · c7 svart bonde · d7 svart bonde · f7 svart bonde · g7 svart bonde · h7 svart bonde · e5 svart bonde · h5 vit drottning · e4 vit bonde · a2 vit bonde · b2 vit bonde · c2 vit bonde · d2 vit bonde · f2 vit bonde · g2 vit bonde · h2 vit bonde · a1 vit torn · b1 vit springare · c1 vit löpare · e1 vit kung · f1 vit löpare · g1 vit springare · h1 vit torn | 8 |
| 7 | a8 svart torn · b8 svart springare · c8 svart löpare · d8 svart drottning · e8 svart kung · f8 svart löpare · g8 svart springare · h8 svart torn · a7 svart bonde · b7 svart bonde · c7 svart bonde · d7 svart bonde · f7 svart bonde · g7 svart bonde · h7 svart bonde · e5 svart bonde · h5 vit drottning · e4 vit bonde · a2 vit bonde · b2 vit bonde · c2 vit bonde · d2 vit bonde · f2 vit bonde · g2 vit bonde · h2 vit bonde · a1 vit torn · b1 vit springare · c1 vit löpare · e1 vit kung · f1 vit löpare · g1 vit springare · h1 vit torn | a8 svart torn · b8 svart springare · c8 svart löpare · d8 svart drottning · e8 svart kung · f8 svart löpare · g8 svart springare · h8 svart torn · a7 svart bonde · b7 svart bonde · c7 svart bonde · d7 svart bonde · f7 svart bonde · g7 svart bonde · h7 svart bonde · e5 svart bonde · h5 vit drottning · e4 vit bonde · a2 vit bonde · b2 vit bonde · c2 vit bonde · d2 vit bonde · f2 vit bonde · g2 vit bonde · h2 vit bonde · a1 vit torn · b1 vit springare · c1 vit löpare · e1 vit kung · f1 vit löpare · g1 vit springare · h1 vit torn | a8 svart torn · b8 svart springare · c8 svart löpare · d8 svart drottning · e8 svart kung · f8 svart löpare · g8 svart springare · h8 svart torn · a7 svart bonde · b7 svart bonde · c7 svart bonde · d7 svart bonde · f7 svart bonde · g7 svart bonde · h7 svart bonde · e5 svart bonde · h5 vit drottning · e4 vit bonde · a2 vit bonde · b2 vit bonde · c2 vit bonde · d2 vit bonde · f2 vit bonde · g2 vit bonde · h2 vit bonde · a1 vit torn · b1 vit springare · c1 vit löpare · e1 vit kung · f1 vit löpare · g1 vit springare · h1 vit torn | a8 svart torn · b8 svart springare · c8 svart löpare · d8 svart drottning · e8 svart kung · f8 svart löpare · g8 svart springare · h8 svart torn · a7 svart bonde · b7 svart bonde · c7 svart bonde · d7 svart bonde · f7 svart bonde · g7 svart bonde · h7 svart bonde · e5 svart bonde · h5 vit drottning · e4 vit bonde · a2 vit bonde · b2 vit bonde · c2 vit bonde · d2 vit bonde · f2 vit bonde · g2 vit bonde · h2 vit bonde · a1 vit torn · b1 vit springare · c1 vit löpare · e1 vit kung · f1 vit löpare · g1 vit springare · h1 vit torn | a8 svart torn · b8 svart springare · c8 svart löpare · d8 svart drottning · e8 svart kung · f8 svart löpare · g8 svart springare · h8 svart torn · a7 svart bonde · b7 svart bonde · c7 svart bonde · d7 svart bonde · f7 svart bonde · g7 svart bonde · h7 svart bonde · e5 svart bonde · h5 vit drottning · e4 vit bonde · a2 vit bonde · b2 vit bonde · c2 vit bonde · d2 vit bonde · f2 vit bonde · g2 vit bonde · h2 vit bonde · a1 vit torn · b1 vit springare · c1 vit löpare · e1 vit kung · f1 vit löpare · g1 vit springare · h1 vit torn | a8 svart torn · b8 svart springare · c8 svart löpare · d8 svart drottning · e8 svart kung · f8 svart löpare · g8 svart springare · h8 svart torn · a7 svart bonde · b7 svart bonde · c7 svart bonde · d7 svart bonde · f7 svart bonde · g7 svart bonde · h7 svart bonde · e5 svart bonde · h5 vit drottning · e4 vit bonde · a2 vit bonde · b2 vit bonde · c2 vit bonde · d2 vit bonde · f2 vit bonde · g2 vit bonde · h2 vit bonde · a1 vit torn · b1 vit springare · c1 vit löpare · e1 vit kung · f1 vit löpare · g1 vit springare · h1 vit torn | a8 svart torn · b8 svart springare · c8 svart löpare · d8 svart drottning · e8 svart kung · f8 svart löpare · g8 svart springare · h8 svart torn · a7 svart bonde · b7 svart bonde · c7 svart bonde · d7 svart bonde · f7 svart bonde · g7 svart bonde · h7 svart bonde · e5 svart bonde · h5 vit drottning · e4 vit bonde · a2 vit bonde · b2 vit bonde · c2 vit bonde · d2 vit bonde · f2 vit bonde · g2 vit bonde · h2 vit bonde · a1 vit torn · b1 vit springare · c1 vit löpare · e1 vit kung · f1 vit löpare · g1 vit springare · h1 vit torn | a8 svart torn · b8 svart springare · c8 svart löpare · d8 svart drottning · e8 svart kung · f8 svart löpare · g8 svart springare · h8 svart torn · a7 svart bonde · b7 svart bonde · c7 svart bonde · d7 svart bonde · f7 svart bonde · g7 svart bonde · h7 svart bonde · e5 svart bonde · h5 vit drottning · e4 vit bonde · a2 vit bonde · b2 vit bonde · c2 vit bonde · d2 vit bonde · f2 vit bonde · g2 vit bonde · h2 vit bonde · a1 vit torn · b1 vit springare · c1 vit löpare · e1 vit kung · f1 vit löpare · g1 vit springare · h1 vit torn | 7 |
| 6 | a8 svart torn · b8 svart springare · c8 svart löpare · d8 svart drottning · e8 svart kung · f8 svart löpare · g8 svart springare · h8 svart torn · a7 svart bonde · b7 svart bonde · c7 svart bonde · d7 svart bonde · f7 svart bonde · g7 svart bonde · h7 svart bonde · e5 svart bonde · h5 vit drottning · e4 vit bonde · a2 vit bonde · b2 vit bonde · c2 vit bonde · d2 vit bonde · f2 vit bonde · g2 vit bonde · h2 vit bonde · a1 vit torn · b1 vit springare · c1 vit löpare · e1 vit kung · f1 vit löpare · g1 vit springare · h1 vit torn | a8 svart torn · b8 svart springare · c8 svart löpare · d8 svart drottning · e8 svart kung · f8 svart löpare · g8 svart springare · h8 svart torn · a7 svart bonde · b7 svart bonde · c7 svart bonde · d7 svart bonde · f7 svart bonde · g7 svart bonde · h7 svart bonde · e5 svart bonde · h5 vit drottning · e4 vit bonde · a2 vit bonde · b2 vit bonde · c2 vit bonde · d2 vit bonde · f2 vit bonde · g2 vit bonde · h2 vit bonde · a1 vit torn · b1 vit springare · c1 vit löpare · e1 vit kung · f1 vit löpare · g1 vit springare · h1 vit torn | a8 svart torn · b8 svart springare · c8 svart löpare · d8 svart drottning · e8 svart kung · f8 svart löpare · g8 svart springare · h8 svart torn · a7 svart bonde · b7 svart bonde · c7 svart bonde · d7 svart bonde · f7 svart bonde · g7 svart bonde · h7 svart bonde · e5 svart bonde · h5 vit drottning · e4 vit bonde · a2 vit bonde · b2 vit bonde · c2 vit bonde · d2 vit bonde · f2 vit bonde · g2 vit bonde · h2 vit bonde · a1 vit torn · b1 vit springare · c1 vit löpare · e1 vit kung · f1 vit löpare · g1 vit springare · h1 vit torn | a8 svart torn · b8 svart springare · c8 svart löpare · d8 svart drottning · e8 svart kung · f8 svart löpare · g8 svart springare · h8 svart torn · a7 svart bonde · b7 svart bonde · c7 svart bonde · d7 svart bonde · f7 svart bonde · g7 svart bonde · h7 svart bonde · e5 svart bonde · h5 vit drottning · e4 vit bonde · a2 vit bonde · b2 vit bonde · c2 vit bonde · d2 vit bonde · f2 vit bonde · g2 vit bonde · h2 vit bonde · a1 vit torn · b1 vit springare · c1 vit löpare · e1 vit kung · f1 vit löpare · g1 vit springare · h1 vit torn | a8 svart torn · b8 svart springare · c8 svart löpare · d8 svart drottning · e8 svart kung · f8 svart löpare · g8 svart springare · h8 svart torn · a7 svart bonde · b7 svart bonde · c7 svart bonde · d7 svart bonde · f7 svart bonde · g7 svart bonde · h7 svart bonde · e5 svart bonde · h5 vit drottning · e4 vit bonde · a2 vit bonde · b2 vit bonde · c2 vit bonde · d2 vit bonde · f2 vit bonde · g2 vit bonde · h2 vit bonde · a1 vit torn · b1 vit springare · c1 vit löpare · e1 vit kung · f1 vit löpare · g1 vit springare · h1 vit torn | a8 svart torn · b8 svart springare · c8 svart löpare · d8 svart drottning · e8 svart kung · f8 svart löpare · g8 svart springare · h8 svart torn · a7 svart bonde · b7 svart bonde · c7 svart bonde · d7 svart bonde · f7 svart bonde · g7 svart bonde · h7 svart bonde · e5 svart bonde · h5 vit drottning · e4 vit bonde · a2 vit bonde · b2 vit bonde · c2 vit bonde · d2 vit bonde · f2 vit bonde · g2 vit bonde · h2 vit bonde · a1 vit torn · b1 vit springare · c1 vit löpare · e1 vit kung · f1 vit löpare · g1 vit springare · h1 vit torn | a8 svart torn · b8 svart springare · c8 svart löpare · d8 svart drottning · e8 svart kung · f8 svart löpare · g8 svart springare · h8 svart torn · a7 svart bonde · b7 svart bonde · c7 svart bonde · d7 svart bonde · f7 svart bonde · g7 svart bonde · h7 svart bonde · e5 svart bonde · h5 vit drottning · e4 vit bonde · a2 vit bonde · b2 vit bonde · c2 vit bonde · d2 vit bonde · f2 vit bonde · g2 vit bonde · h2 vit bonde · a1 vit torn · b1 vit springare · c1 vit löpare · e1 vit kung · f1 vit löpare · g1 vit springare · h1 vit torn | a8 svart torn · b8 svart springare · c8 svart löpare · d8 svart drottning · e8 svart kung · f8 svart löpare · g8 svart springare · h8 svart torn · a7 svart bonde · b7 svart bonde · c7 svart bonde · d7 svart bonde · f7 svart bonde · g7 svart bonde · h7 svart bonde · e5 svart bonde · h5 vit drottning · e4 vit bonde · a2 vit bonde · b2 vit bonde · c2 vit bonde · d2 vit bonde · f2 vit bonde · g2 vit bonde · h2 vit bonde · a1 vit torn · b1 vit springare · c1 vit löpare · e1 vit kung · f1 vit löpare · g1 vit springare · h1 vit torn | 6 |
| 5 | a8 svart torn · b8 svart springare · c8 svart löpare · d8 svart drottning · e8 svart kung · f8 svart löpare · g8 svart springare · h8 svart torn · a7 svart bonde · b7 svart bonde · c7 svart bonde · d7 svart bonde · f7 svart bonde · g7 svart bonde · h7 svart bonde · e5 svart bonde · h5 vit drottning · e4 vit bonde · a2 vit bonde · b2 vit bonde · c2 vit bonde · d2 vit bonde · f2 vit bonde · g2 vit bonde · h2 vit bonde · a1 vit torn · b1 vit springare · c1 vit löpare · e1 vit kung · f1 vit löpare · g1 vit springare · h1 vit torn | a8 svart torn · b8 svart springare · c8 svart löpare · d8 svart drottning · e8 svart kung · f8 svart löpare · g8 svart springare · h8 svart torn · a7 svart bonde · b7 svart bonde · c7 svart bonde · d7 svart bonde · f7 svart bonde · g7 svart bonde · h7 svart bonde · e5 svart bonde · h5 vit drottning · e4 vit bonde · a2 vit bonde · b2 vit bonde · c2 vit bonde · d2 vit bonde · f2 vit bonde · g2 vit bonde · h2 vit bonde · a1 vit torn · b1 vit springare · c1 vit löpare · e1 vit kung · f1 vit löpare · g1 vit springare · h1 vit torn | a8 svart torn · b8 svart springare · c8 svart löpare · d8 svart drottning · e8 svart kung · f8 svart löpare · g8 svart springare · h8 svart torn · a7 svart bonde · b7 svart bonde · c7 svart bonde · d7 svart bonde · f7 svart bonde · g7 svart bonde · h7 svart bonde · e5 svart bonde · h5 vit drottning · e4 vit bonde · a2 vit bonde · b2 vit bonde · c2 vit bonde · d2 vit bonde · f2 vit bonde · g2 vit bonde · h2 vit bonde · a1 vit torn · b1 vit springare · c1 vit löpare · e1 vit kung · f1 vit löpare · g1 vit springare · h1 vit torn | a8 svart torn · b8 svart springare · c8 svart löpare · d8 svart drottning · e8 svart kung · f8 svart löpare · g8 svart springare · h8 svart torn · a7 svart bonde · b7 svart bonde · c7 svart bonde · d7 svart bonde · f7 svart bonde · g7 svart bonde · h7 svart bonde · e5 svart bonde · h5 vit drottning · e4 vit bonde · a2 vit bonde · b2 vit bonde · c2 vit bonde · d2 vit bonde · f2 vit bonde · g2 vit bonde · h2 vit bonde · a1 vit torn · b1 vit springare · c1 vit löpare · e1 vit kung · f1 vit löpare · g1 vit springare · h1 vit torn | a8 svart torn · b8 svart springare · c8 svart löpare · d8 svart drottning · e8 svart kung · f8 svart löpare · g8 svart springare · h8 svart torn · a7 svart bonde · b7 svart bonde · c7 svart bonde · d7 svart bonde · f7 svart bonde · g7 svart bonde · h7 svart bonde · e5 svart bonde · h5 vit drottning · e4 vit bonde · a2 vit bonde · b2 vit bonde · c2 vit bonde · d2 vit bonde · f2 vit bonde · g2 vit bonde · h2 vit bonde · a1 vit torn · b1 vit springare · c1 vit löpare · e1 vit kung · f1 vit löpare · g1 vit springare · h1 vit torn | a8 svart torn · b8 svart springare · c8 svart löpare · d8 svart drottning · e8 svart kung · f8 svart löpare · g8 svart springare · h8 svart torn · a7 svart bonde · b7 svart bonde · c7 svart bonde · d7 svart bonde · f7 svart bonde · g7 svart bonde · h7 svart bonde · e5 svart bonde · h5 vit drottning · e4 vit bonde · a2 vit bonde · b2 vit bonde · c2 vit bonde · d2 vit bonde · f2 vit bonde · g2 vit bonde · h2 vit bonde · a1 vit torn · b1 vit springare · c1 vit löpare · e1 vit kung · f1 vit löpare · g1 vit springare · h1 vit torn | a8 svart torn · b8 svart springare · c8 svart löpare · d8 svart drottning · e8 svart kung · f8 svart löpare · g8 svart springare · h8 svart torn · a7 svart bonde · b7 svart bonde · c7 svart bonde · d7 svart bonde · f7 svart bonde · g7 svart bonde · h7 svart bonde · e5 svart bonde · h5 vit drottning · e4 vit bonde · a2 vit bonde · b2 vit bonde · c2 vit bonde · d2 vit bonde · f2 vit bonde · g2 vit bonde · h2 vit bonde · a1 vit torn · b1 vit springare · c1 vit löpare · e1 vit kung · f1 vit löpare · g1 vit springare · h1 vit torn | a8 svart torn · b8 svart springare · c8 svart löpare · d8 svart drottning · e8 svart kung · f8 svart löpare · g8 svart springare · h8 svart torn · a7 svart bonde · b7 svart bonde · c7 svart bonde · d7 svart bonde · f7 svart bonde · g7 svart bonde · h7 svart bonde · e5 svart bonde · h5 vit drottning · e4 vit bonde · a2 vit bonde · b2 vit bonde · c2 vit bonde · d2 vit bonde · f2 vit bonde · g2 vit bonde · h2 vit bonde · a1 vit torn · b1 vit springare · c1 vit löpare · e1 vit kung · f1 vit löpare · g1 vit springare · h1 vit torn | 5 |
| 4 | a8 svart torn · b8 svart springare · c8 svart löpare · d8 svart drottning · e8 svart kung · f8 svart löpare · g8 svart springare · h8 svart torn · a7 svart bonde · b7 svart bonde · c7 svart bonde · d7 svart bonde · f7 svart bonde · g7 svart bonde · h7 svart bonde · e5 svart bonde · h5 vit drottning · e4 vit bonde · a2 vit bonde · b2 vit bonde · c2 vit bonde · d2 vit bonde · f2 vit bonde · g2 vit bonde · h2 vit bonde · a1 vit torn · b1 vit springare · c1 vit löpare · e1 vit kung · f1 vit löpare · g1 vit springare · h1 vit torn | a8 svart torn · b8 svart springare · c8 svart löpare · d8 svart drottning · e8 svart kung · f8 svart löpare · g8 svart springare · h8 svart torn · a7 svart bonde · b7 svart bonde · c7 svart bonde · d7 svart bonde · f7 svart bonde · g7 svart bonde · h7 svart bonde · e5 svart bonde · h5 vit drottning · e4 vit bonde · a2 vit bonde · b2 vit bonde · c2 vit bonde · d2 vit bonde · f2 vit bonde · g2 vit bonde · h2 vit bonde · a1 vit torn · b1 vit springare · c1 vit löpare · e1 vit kung · f1 vit löpare · g1 vit springare · h1 vit torn | a8 svart torn · b8 svart springare · c8 svart löpare · d8 svart drottning · e8 svart kung · f8 svart löpare · g8 svart springare · h8 svart torn · a7 svart bonde · b7 svart bonde · c7 svart bonde · d7 svart bonde · f7 svart bonde · g7 svart bonde · h7 svart bonde · e5 svart bonde · h5 vit drottning · e4 vit bonde · a2 vit bonde · b2 vit bonde · c2 vit bonde · d2 vit bonde · f2 vit bonde · g2 vit bonde · h2 vit bonde · a1 vit torn · b1 vit springare · c1 vit löpare · e1 vit kung · f1 vit löpare · g1 vit springare · h1 vit torn | a8 svart torn · b8 svart springare · c8 svart löpare · d8 svart drottning · e8 svart kung · f8 svart löpare · g8 svart springare · h8 svart torn · a7 svart bonde · b7 svart bonde · c7 svart bonde · d7 svart bonde · f7 svart bonde · g7 svart bonde · h7 svart bonde · e5 svart bonde · h5 vit drottning · e4 vit bonde · a2 vit bonde · b2 vit bonde · c2 vit bonde · d2 vit bonde · f2 vit bonde · g2 vit bonde · h2 vit bonde · a1 vit torn · b1 vit springare · c1 vit löpare · e1 vit kung · f1 vit löpare · g1 vit springare · h1 vit torn | a8 svart torn · b8 svart springare · c8 svart löpare · d8 svart drottning · e8 svart kung · f8 svart löpare · g8 svart springare · h8 svart torn · a7 svart bonde · b7 svart bonde · c7 svart bonde · d7 svart bonde · f7 svart bonde · g7 svart bonde · h7 svart bonde · e5 svart bonde · h5 vit drottning · e4 vit bonde · a2 vit bonde · b2 vit bonde · c2 vit bonde · d2 vit bonde · f2 vit bonde · g2 vit bonde · h2 vit bonde · a1 vit torn · b1 vit springare · c1 vit löpare · e1 vit kung · f1 vit löpare · g1 vit springare · h1 vit torn | a8 svart torn · b8 svart springare · c8 svart löpare · d8 svart drottning · e8 svart kung · f8 svart löpare · g8 svart springare · h8 svart torn · a7 svart bonde · b7 svart bonde · c7 svart bonde · d7 svart bonde · f7 svart bonde · g7 svart bonde · h7 svart bonde · e5 svart bonde · h5 vit drottning · e4 vit bonde · a2 vit bonde · b2 vit bonde · c2 vit bonde · d2 vit bonde · f2 vit bonde · g2 vit bonde · h2 vit bonde · a1 vit torn · b1 vit springare · c1 vit löpare · e1 vit kung · f1 vit löpare · g1 vit springare · h1 vit torn | a8 svart torn · b8 svart springare · c8 svart löpare · d8 svart drottning · e8 svart kung · f8 svart löpare · g8 svart springare · h8 svart torn · a7 svart bonde · b7 svart bonde · c7 svart bonde · d7 svart bonde · f7 svart bonde · g7 svart bonde · h7 svart bonde · e5 svart bonde · h5 vit drottning · e4 vit bonde · a2 vit bonde · b2 vit bonde · c2 vit bonde · d2 vit bonde · f2 vit bonde · g2 vit bonde · h2 vit bonde · a1 vit torn · b1 vit springare · c1 vit löpare · e1 vit kung · f1 vit löpare · g1 vit springare · h1 vit torn | a8 svart torn · b8 svart springare · c8 svart löpare · d8 svart drottning · e8 svart kung · f8 svart löpare · g8 svart springare · h8 svart torn · a7 svart bonde · b7 svart bonde · c7 svart bonde · d7 svart bonde · f7 svart bonde · g7 svart bonde · h7 svart bonde · e5 svart bonde · h5 vit drottning · e4 vit bonde · a2 vit bonde · b2 vit bonde · c2 vit bonde · d2 vit bonde · f2 vit bonde · g2 vit bonde · h2 vit bonde · a1 vit torn · b1 vit springare · c1 vit löpare · e1 vit kung · f1 vit löpare · g1 vit springare · h1 vit torn | 4 |
| 3 | a8 svart torn · b8 svart springare · c8 svart löpare · d8 svart drottning · e8 svart kung · f8 svart löpare · g8 svart springare · h8 svart torn · a7 svart bonde · b7 svart bonde · c7 svart bonde · d7 svart bonde · f7 svart bonde · g7 svart bonde · h7 svart bonde · e5 svart bonde · h5 vit drottning · e4 vit bonde · a2 vit bonde · b2 vit bonde · c2 vit bonde · d2 vit bonde · f2 vit bonde · g2 vit bonde · h2 vit bonde · a1 vit torn · b1 vit springare · c1 vit löpare · e1 vit kung · f1 vit löpare · g1 vit springare · h1 vit torn | a8 svart torn · b8 svart springare · c8 svart löpare · d8 svart drottning · e8 svart kung · f8 svart löpare · g8 svart springare · h8 svart torn · a7 svart bonde · b7 svart bonde · c7 svart bonde · d7 svart bonde · f7 svart bonde · g7 svart bonde · h7 svart bonde · e5 svart bonde · h5 vit drottning · e4 vit bonde · a2 vit bonde · b2 vit bonde · c2 vit bonde · d2 vit bonde · f2 vit bonde · g2 vit bonde · h2 vit bonde · a1 vit torn · b1 vit springare · c1 vit löpare · e1 vit kung · f1 vit löpare · g1 vit springare · h1 vit torn | a8 svart torn · b8 svart springare · c8 svart löpare · d8 svart drottning · e8 svart kung · f8 svart löpare · g8 svart springare · h8 svart torn · a7 svart bonde · b7 svart bonde · c7 svart bonde · d7 svart bonde · f7 svart bonde · g7 svart bonde · h7 svart bonde · e5 svart bonde · h5 vit drottning · e4 vit bonde · a2 vit bonde · b2 vit bonde · c2 vit bonde · d2 vit bonde · f2 vit bonde · g2 vit bonde · h2 vit bonde · a1 vit torn · b1 vit springare · c1 vit löpare · e1 vit kung · f1 vit löpare · g1 vit springare · h1 vit torn | a8 svart torn · b8 svart springare · c8 svart löpare · d8 svart drottning · e8 svart kung · f8 svart löpare · g8 svart springare · h8 svart torn · a7 svart bonde · b7 svart bonde · c7 svart bonde · d7 svart bonde · f7 svart bonde · g7 svart bonde · h7 svart bonde · e5 svart bonde · h5 vit drottning · e4 vit bonde · a2 vit bonde · b2 vit bonde · c2 vit bonde · d2 vit bonde · f2 vit bonde · g2 vit bonde · h2 vit bonde · a1 vit torn · b1 vit springare · c1 vit löpare · e1 vit kung · f1 vit löpare · g1 vit springare · h1 vit torn | a8 svart torn · b8 svart springare · c8 svart löpare · d8 svart drottning · e8 svart kung · f8 svart löpare · g8 svart springare · h8 svart torn · a7 svart bonde · b7 svart bonde · c7 svart bonde · d7 svart bonde · f7 svart bonde · g7 svart bonde · h7 svart bonde · e5 svart bonde · h5 vit drottning · e4 vit bonde · a2 vit bonde · b2 vit bonde · c2 vit bonde · d2 vit bonde · f2 vit bonde · g2 vit bonde · h2 vit bonde · a1 vit torn · b1 vit springare · c1 vit löpare · e1 vit kung · f1 vit löpare · g1 vit springare · h1 vit torn | a8 svart torn · b8 svart springare · c8 svart löpare · d8 svart drottning · e8 svart kung · f8 svart löpare · g8 svart springare · h8 svart torn · a7 svart bonde · b7 svart bonde · c7 svart bonde · d7 svart bonde · f7 svart bonde · g7 svart bonde · h7 svart bonde · e5 svart bonde · h5 vit drottning · e4 vit bonde · a2 vit bonde · b2 vit bonde · c2 vit bonde · d2 vit bonde · f2 vit bonde · g2 vit bonde · h2 vit bonde · a1 vit torn · b1 vit springare · c1 vit löpare · e1 vit kung · f1 vit löpare · g1 vit springare · h1 vit torn | a8 svart torn · b8 svart springare · c8 svart löpare · d8 svart drottning · e8 svart kung · f8 svart löpare · g8 svart springare · h8 svart torn · a7 svart bonde · b7 svart bonde · c7 svart bonde · d7 svart bonde · f7 svart bonde · g7 svart bonde · h7 svart bonde · e5 svart bonde · h5 vit drottning · e4 vit bonde · a2 vit bonde · b2 vit bonde · c2 vit bonde · d2 vit bonde · f2 vit bonde · g2 vit bonde · h2 vit bonde · a1 vit torn · b1 vit springare · c1 vit löpare · e1 vit kung · f1 vit löpare · g1 vit springare · h1 vit torn | a8 svart torn · b8 svart springare · c8 svart löpare · d8 svart drottning · e8 svart kung · f8 svart löpare · g8 svart springare · h8 svart torn · a7 svart bonde · b7 svart bonde · c7 svart bonde · d7 svart bonde · f7 svart bonde · g7 svart bonde · h7 svart bonde · e5 svart bonde · h5 vit drottning · e4 vit bonde · a2 vit bonde · b2 vit bonde · c2 vit bonde · d2 vit bonde · f2 vit bonde · g2 vit bonde · h2 vit bonde · a1 vit torn · b1 vit springare · c1 vit löpare · e1 vit kung · f1 vit löpare · g1 vit springare · h1 vit torn | 3 |
| 2 | a8 svart torn · b8 svart springare · c8 svart löpare · d8 svart drottning · e8 svart kung · f8 svart löpare · g8 svart springare · h8 svart torn · a7 svart bonde · b7 svart bonde · c7 svart bonde · d7 svart bonde · f7 svart bonde · g7 svart bonde · h7 svart bonde · e5 svart bonde · h5 vit drottning · e4 vit bonde · a2 vit bonde · b2 vit bonde · c2 vit bonde · d2 vit bonde · f2 vit bonde · g2 vit bonde · h2 vit bonde · a1 vit torn · b1 vit springare · c1 vit löpare · e1 vit kung · f1 vit löpare · g1 vit springare · h1 vit torn | a8 svart torn · b8 svart springare · c8 svart löpare · d8 svart drottning · e8 svart kung · f8 svart löpare · g8 svart springare · h8 svart torn · a7 svart bonde · b7 svart bonde · c7 svart bonde · d7 svart bonde · f7 svart bonde · g7 svart bonde · h7 svart bonde · e5 svart bonde · h5 vit drottning · e4 vit bonde · a2 vit bonde · b2 vit bonde · c2 vit bonde · d2 vit bonde · f2 vit bonde · g2 vit bonde · h2 vit bonde · a1 vit torn · b1 vit springare · c1 vit löpare · e1 vit kung · f1 vit löpare · g1 vit springare · h1 vit torn | a8 svart torn · b8 svart springare · c8 svart löpare · d8 svart drottning · e8 svart kung · f8 svart löpare · g8 svart springare · h8 svart torn · a7 svart bonde · b7 svart bonde · c7 svart bonde · d7 svart bonde · f7 svart bonde · g7 svart bonde · h7 svart bonde · e5 svart bonde · h5 vit drottning · e4 vit bonde · a2 vit bonde · b2 vit bonde · c2 vit bonde · d2 vit bonde · f2 vit bonde · g2 vit bonde · h2 vit bonde · a1 vit torn · b1 vit springare · c1 vit löpare · e1 vit kung · f1 vit löpare · g1 vit springare · h1 vit torn | a8 svart torn · b8 svart springare · c8 svart löpare · d8 svart drottning · e8 svart kung · f8 svart löpare · g8 svart springare · h8 svart torn · a7 svart bonde · b7 svart bonde · c7 svart bonde · d7 svart bonde · f7 svart bonde · g7 svart bonde · h7 svart bonde · e5 svart bonde · h5 vit drottning · e4 vit bonde · a2 vit bonde · b2 vit bonde · c2 vit bonde · d2 vit bonde · f2 vit bonde · g2 vit bonde · h2 vit bonde · a1 vit torn · b1 vit springare · c1 vit löpare · e1 vit kung · f1 vit löpare · g1 vit springare · h1 vit torn | a8 svart torn · b8 svart springare · c8 svart löpare · d8 svart drottning · e8 svart kung · f8 svart löpare · g8 svart springare · h8 svart torn · a7 svart bonde · b7 svart bonde · c7 svart bonde · d7 svart bonde · f7 svart bonde · g7 svart bonde · h7 svart bonde · e5 svart bonde · h5 vit drottning · e4 vit bonde · a2 vit bonde · b2 vit bonde · c2 vit bonde · d2 vit bonde · f2 vit bonde · g2 vit bonde · h2 vit bonde · a1 vit torn · b1 vit springare · c1 vit löpare · e1 vit kung · f1 vit löpare · g1 vit springare · h1 vit torn | a8 svart torn · b8 svart springare · c8 svart löpare · d8 svart drottning · e8 svart kung · f8 svart löpare · g8 svart springare · h8 svart torn · a7 svart bonde · b7 svart bonde · c7 svart bonde · d7 svart bonde · f7 svart bonde · g7 svart bonde · h7 svart bonde · e5 svart bonde · h5 vit drottning · e4 vit bonde · a2 vit bonde · b2 vit bonde · c2 vit bonde · d2 vit bonde · f2 vit bonde · g2 vit bonde · h2 vit bonde · a1 vit torn · b1 vit springare · c1 vit löpare · e1 vit kung · f1 vit löpare · g1 vit springare · h1 vit torn | a8 svart torn · b8 svart springare · c8 svart löpare · d8 svart drottning · e8 svart kung · f8 svart löpare · g8 svart springare · h8 svart torn · a7 svart bonde · b7 svart bonde · c7 svart bonde · d7 svart bonde · f7 svart bonde · g7 svart bonde · h7 svart bonde · e5 svart bonde · h5 vit drottning · e4 vit bonde · a2 vit bonde · b2 vit bonde · c2 vit bonde · d2 vit bonde · f2 vit bonde · g2 vit bonde · h2 vit bonde · a1 vit torn · b1 vit springare · c1 vit löpare · e1 vit kung · f1 vit löpare · g1 vit springare · h1 vit torn | a8 svart torn · b8 svart springare · c8 svart löpare · d8 svart drottning · e8 svart kung · f8 svart löpare · g8 svart springare · h8 svart torn · a7 svart bonde · b7 svart bonde · c7 svart bonde · d7 svart bonde · f7 svart bonde · g7 svart bonde · h7 svart bonde · e5 svart bonde · h5 vit drottning · e4 vit bonde · a2 vit bonde · b2 vit bonde · c2 vit bonde · d2 vit bonde · f2 vit bonde · g2 vit bonde · h2 vit bonde · a1 vit torn · b1 vit springare · c1 vit löpare · e1 vit kung · f1 vit löpare · g1 vit springare · h1 vit torn | 2 |
| 1 | a8 svart torn · b8 svart springare · c8 svart löpare · d8 svart drottning · e8 svart kung · f8 svart löpare · g8 svart springare · h8 svart torn · a7 svart bonde · b7 svart bonde · c7 svart bonde · d7 svart bonde · f7 svart bonde · g7 svart bonde · h7 svart bonde · e5 svart bonde · h5 vit drottning · e4 vit bonde · a2 vit bonde · b2 vit bonde · c2 vit bonde · d2 vit bonde · f2 vit bonde · g2 vit bonde · h2 vit bonde · a1 vit torn · b1 vit springare · c1 vit löpare · e1 vit kung · f1 vit löpare · g1 vit springare · h1 vit torn | a8 svart torn · b8 svart springare · c8 svart löpare · d8 svart drottning · e8 svart kung · f8 svart löpare · g8 svart springare · h8 svart torn · a7 svart bonde · b7 svart bonde · c7 svart bonde · d7 svart bonde · f7 svart bonde · g7 svart bonde · h7 svart bonde · e5 svart bonde · h5 vit drottning · e4 vit bonde · a2 vit bonde · b2 vit bonde · c2 vit bonde · d2 vit bonde · f2 vit bonde · g2 vit bonde · h2 vit bonde · a1 vit torn · b1 vit springare · c1 vit löpare · e1 vit kung · f1 vit löpare · g1 vit springare · h1 vit torn | a8 svart torn · b8 svart springare · c8 svart löpare · d8 svart drottning · e8 svart kung · f8 svart löpare · g8 svart springare · h8 svart torn · a7 svart bonde · b7 svart bonde · c7 svart bonde · d7 svart bonde · f7 svart bonde · g7 svart bonde · h7 svart bonde · e5 svart bonde · h5 vit drottning · e4 vit bonde · a2 vit bonde · b2 vit bonde · c2 vit bonde · d2 vit bonde · f2 vit bonde · g2 vit bonde · h2 vit bonde · a1 vit torn · b1 vit springare · c1 vit löpare · e1 vit kung · f1 vit löpare · g1 vit springare · h1 vit torn | a8 svart torn · b8 svart springare · c8 svart löpare · d8 svart drottning · e8 svart kung · f8 svart löpare · g8 svart springare · h8 svart torn · a7 svart bonde · b7 svart bonde · c7 svart bonde · d7 svart bonde · f7 svart bonde · g7 svart bonde · h7 svart bonde · e5 svart bonde · h5 vit drottning · e4 vit bonde · a2 vit bonde · b2 vit bonde · c2 vit bonde · d2 vit bonde · f2 vit bonde · g2 vit bonde · h2 vit bonde · a1 vit torn · b1 vit springare · c1 vit löpare · e1 vit kung · f1 vit löpare · g1 vit springare · h1 vit torn | a8 svart torn · b8 svart springare · c8 svart löpare · d8 svart drottning · e8 svart kung · f8 svart löpare · g8 svart springare · h8 svart torn · a7 svart bonde · b7 svart bonde · c7 svart bonde · d7 svart bonde · f7 svart bonde · g7 svart bonde · h7 svart bonde · e5 svart bonde · h5 vit drottning · e4 vit bonde · a2 vit bonde · b2 vit bonde · c2 vit bonde · d2 vit bonde · f2 vit bonde · g2 vit bonde · h2 vit bonde · a1 vit torn · b1 vit springare · c1 vit löpare · e1 vit kung · f1 vit löpare · g1 vit springare · h1 vit torn | a8 svart torn · b8 svart springare · c8 svart löpare · d8 svart drottning · e8 svart kung · f8 svart löpare · g8 svart springare · h8 svart torn · a7 svart bonde · b7 svart bonde · c7 svart bonde · d7 svart bonde · f7 svart bonde · g7 svart bonde · h7 svart bonde · e5 svart bonde · h5 vit drottning · e4 vit bonde · a2 vit bonde · b2 vit bonde · c2 vit bonde · d2 vit bonde · f2 vit bonde · g2 vit bonde · h2 vit bonde · a1 vit torn · b1 vit springare · c1 vit löpare · e1 vit kung · f1 vit löpare · g1 vit springare · h1 vit torn | a8 svart torn · b8 svart springare · c8 svart löpare · d8 svart drottning · e8 svart kung · f8 svart löpare · g8 svart springare · h8 svart torn · a7 svart bonde · b7 svart bonde · c7 svart bonde · d7 svart bonde · f7 svart bonde · g7 svart bonde · h7 svart bonde · e5 svart bonde · h5 vit drottning · e4 vit bonde · a2 vit bonde · b2 vit bonde · c2 vit bonde · d2 vit bonde · f2 vit bonde · g2 vit bonde · h2 vit bonde · a1 vit torn · b1 vit springare · c1 vit löpare · e1 vit kung · f1 vit löpare · g1 vit springare · h1 vit torn | a8 svart torn · b8 svart springare · c8 svart löpare · d8 svart drottning · e8 svart kung · f8 svart löpare · g8 svart springare · h8 svart torn · a7 svart bonde · b7 svart bonde · c7 svart bonde · d7 svart bonde · f7 svart bonde · g7 svart bonde · h7 svart bonde · e5 svart bonde · h5 vit drottning · e4 vit bonde · a2 vit bonde · b2 vit bonde · c2 vit bonde · d2 vit bonde · f2 vit bonde · g2 vit bonde · h2 vit bonde · a1 vit torn · b1 vit springare · c1 vit löpare · e1 vit kung · f1 vit löpare · g1 vit springare · h1 vit torn | 1 |
|   | a | b | c | d | e | f | g | h |   |

Rörd är förd är en regel som innebär att om en spelare under sin tur vidrör en pjäs så måste han/hon flytta den. Detta gäller dock endast om pjäsen kan utföra ett giltigt drag, annars har spelaren gjort ett feldrag och får flytta en annan pjäs.
Om en spelare vill rätta till pjäsernas placering på brädet måste han/hon förmedla sina avsikter först för att undvika missförstånd. I internationella sammanhang kan den franska frasen j'adoube användas som betyder jag justerar.

#### Taget är slaget
Taget är slaget är en regel som är lik rörd är förd. Skillnaden är att rörd är förd även gäller för förflyttningar, medan denna regel endast gäller för slag.
Om en spelare vidrör en av motståndarens pjäser under sin tur måste denne utföra ett slag på den pjäsen om det är möjligt, annars får spelaren utföra ett annat drag.

### Släppt är släppt
Släppt är släppt är en regel som är jämförbar med lagt kort ligger inom vissa kortspel. Regeln innebär att spelaren inte kan ångra sitt drag när pjäsen har släppts ur hand, men så länge spelaren inte har släppt pjäsen kan han/hon välja att flytta pjäsen till ett annat fält än det först tilltänkta. 
Undantag för denna regel sker om spelaren utför ett feldrag. I sådana fall måste spelaren utföra ett annat drag.

### Feldrag
Ett feldrag är ett spelat drag som är otillåtet enligt spelets regler. Feldraget fastställs efter att spelaren har släppt pjäsen och tryckt på tävlingsklockan men innan motståndaren har påbörjat sitt drag.
Enligt FIDE:s regler, om en spelare utför ett regelstridigt drag, får motståndaren 2 minuter extra på klockan (1 minut i snabb- och blixtschack). Efter andra feldraget förlorar spelaren partiet förutsatt att motståndaren har mattsättande pjäser, annars slutar partiet remi.
Det är motståndarens eller eventuell domares ansvar att påpeka feldrag, och motståndaren måste göra detta innan han/hon rör sina egna pjäser, annars fortsätter partiet utan påföljder. Åskådare är förbjudna att påpeka feldrag medan partiet pågår. De kan i efterhand påpeka det ogiltiga draget, men det påverkar inte partiets utfall.

#### Typer av feldrag
- Drag som utförs med två händer. Se Slå med samma hand.
- Drag som lämnar eller sätter spelarens egen kung i schack
- Förflyttning av en pjäs till ett fält som den inte kan gå till
- Förflyttning eller vidröring av en pjäs efter att en pjäs redan har flyttats under samma drag

- Vidröring av en pjäs som inte kan utföra ett giltigt drag
- Vidröring av en motståndarpjäs som spelaren inte kan slå
- Rockad när kungen står i schack
- Rockad där tornet flyttas före kungen
- Rockad där kungen passerar ett hotat fält
- Rockad när kungen eller tornet har flyttats tidigare

### Illegal uppställning
Om det under partier gång upptäcks att startpositionen var felaktig startas spelet om igen om det upptäcks inom de tre första dragen. Annars fortsätter partiet trots att startuppställningen var fel. Om det upptäcks att schackbrädet är orienterat åt fel håll fortsätter partiet efter att brädet vänts rätt. Om det upptäcks att spelarna har fel färger fortsätter partiet utan att spelarna byter färg. Lokala regler kan förekomma.

### Tävlingsklocka

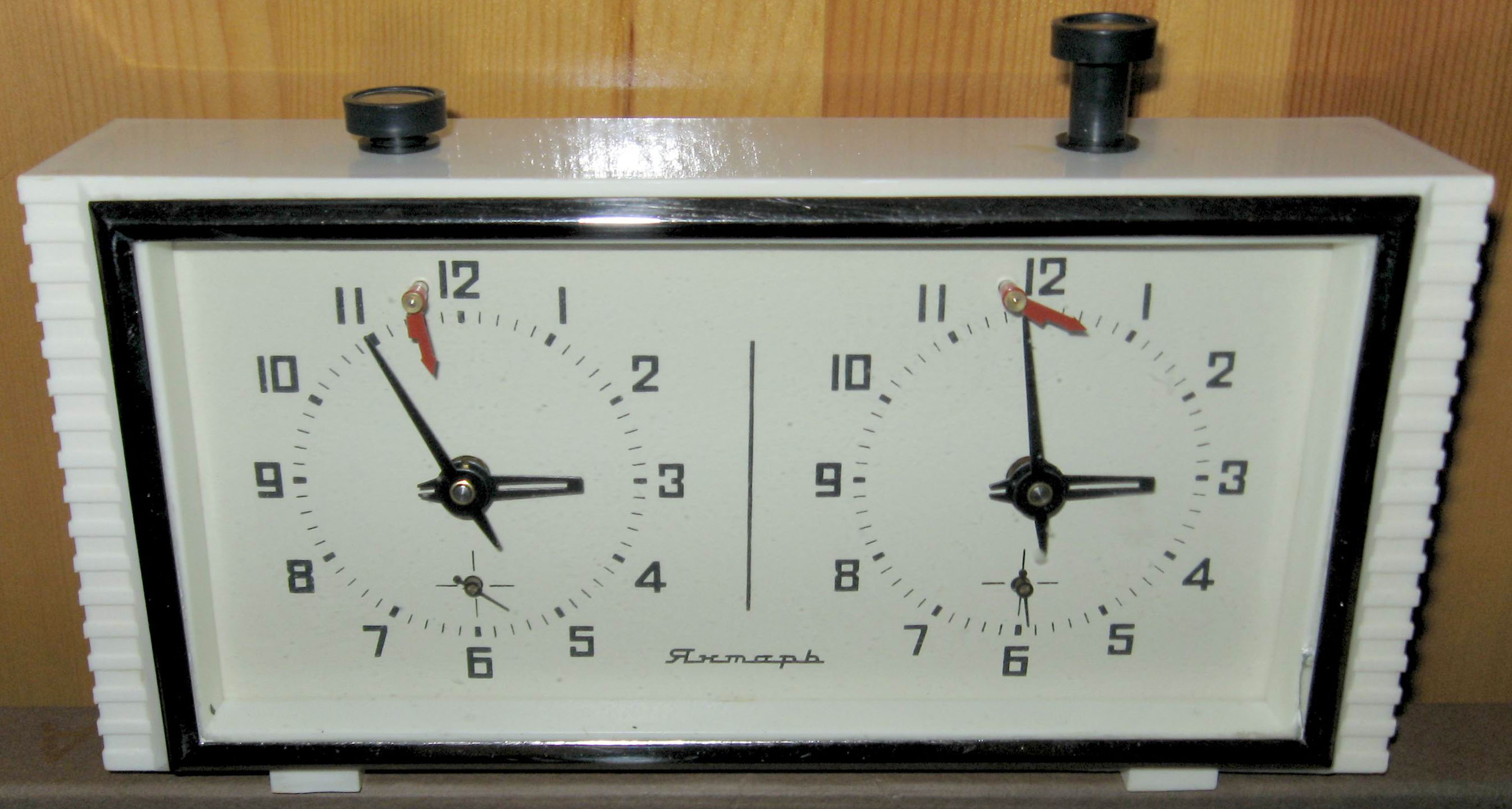
Analog tävlingsklocka med röda "flaggor" vid tolv.

Sedan senare halvan av 1800-talet har man under tävlingar använt tävlingsklocka (schackklocka) för att begränsa spelarnas betänketid. Detta var på grund av att tävlingarna hade en tendens att dra ut orimligt på tiden. I början användes timglas, men snart kom mekaniska klockor att tillverkas som bestod av två sammansatta urtavlor med en knapp ovanför varje. När ena spelaren var klar med sitt drag tryckte han/hon på knappen på sin sida för att stoppa sin egen klocka och starta den andres. När minutvisaren nådde tolv var tiden ute. Man satte i senare modeller en flagga precis före tolvstrecket som föll för att mer exakt visa när tiden var ute. I slutet på 1900-talet började digitala schackklockor användas då dessa var mer exakta och tillät mer avancerade tidsregler såsom tillägg och fördröjning.

#### Betänketid
Ett långparti brukar i vanliga fall definieras som ett parti där vardera spelare får mer än 60 minuters betänketid, men de exakta tidsreglerna varierar. I FIDE:s världsmästerskap tilldelas spelarna i långpartier 120 minuter var de första 40 dragen, varefter 60 minuter läggs till. Efter drag 60 läggs 15 minuter till, samt ett tillägg på 30 sekunder per drag från och med drag 61. I snabbschack får vardera spelare mellan 10 och 60 minuter med ett tillägg på mellan 10 och 60 sekunder per drag. I blixtschack får vardera spelare max 10 minuter med ett tillägg på max 10 sekunder per drag. Ännu kortare partier kan förekomma, då kallat bullet där spelarna får mindre än 3 minuter var, men i tävlingar spelas dessa oftast online. I hyperbullet och ultrabullet får vardera spelare 30 respektive 15 sekunder.

#### Slå med samma hand
I tävlingar måste varje drag utföras med endast en hand. Regeln innebär då även att spelaren måste slå om klockan med samma hand som han/hon flyttade sin pjäs med. Enligt tradition brukar den som spelar med de svarta pjäserna få välja vilken sida av brädet klockan ska vara på.

### Partiprotokoll

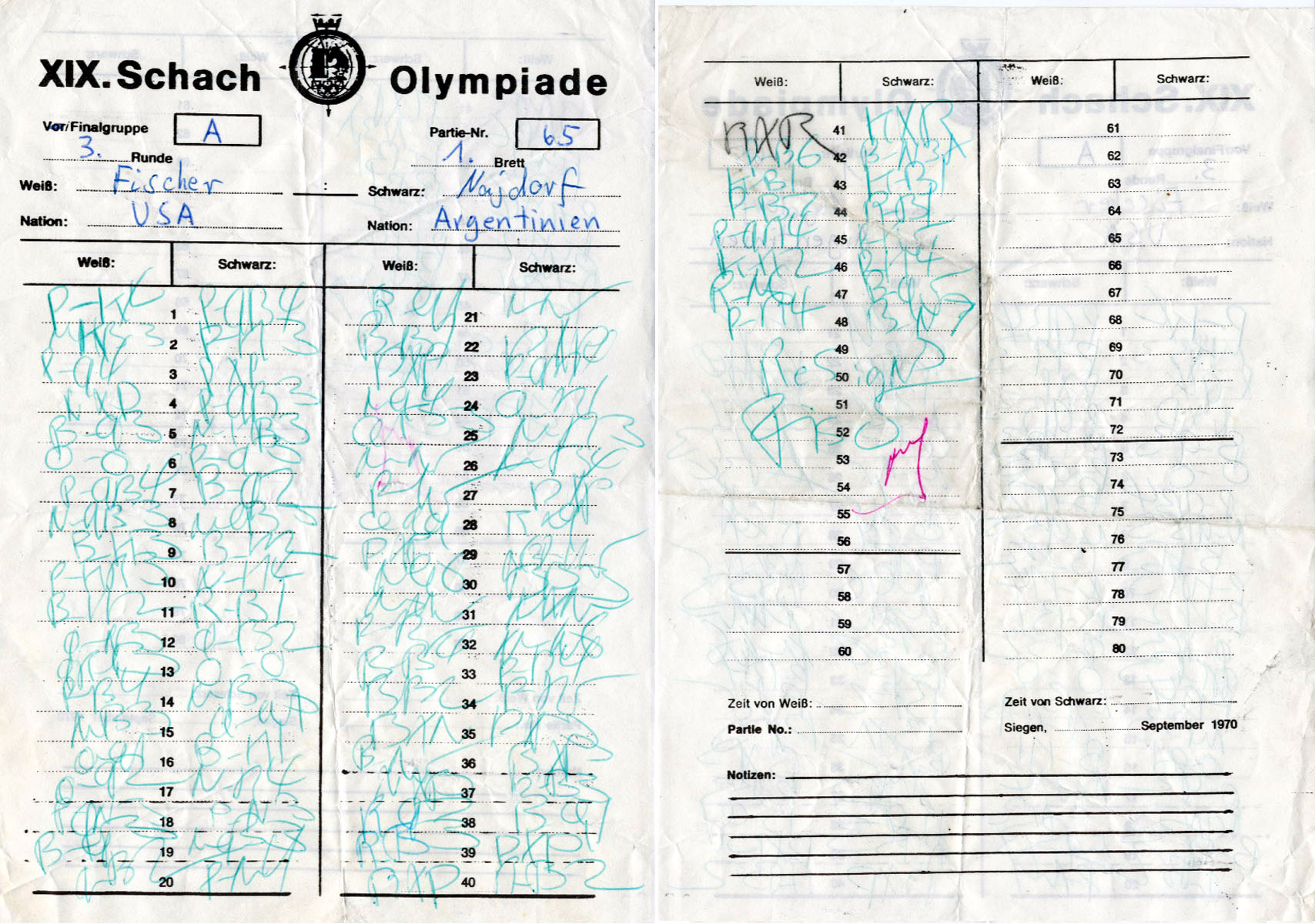
Ett partiprotokoll.

I tävlingar under långpartier måste spelarna föra partiprotokoll där de skriver ner sina egna och sin motståndares drag. Detta gör man av flera skäl. Dels som bevisföring för att minska risken för fusk och oenighet, dels för att spelarna ska kunna studera partiet i efterhand och identifiera misstag och förbättringspotential. I större tävlingar finns det även ett historiskt värde i att protokollföra partier. Om en spelare har mindre än 5 minuter kvar på klockan är det vanligt att han/hon inte behöver anteckna sina drag. I blixtschack brukar också protokollföringen utebli. Alternativet kan då vara att domaren eller någon annan för protokoll.

#### Algebraisk notation
Den vanligaste sättet i dag att föra partiprotokoll är genom algebraisk notation, som även är den enda tillåtna typen av notation på större turneringar.
Förflyttning av en pjäs noteras genom att ange förkortningen på pjäsen som flyttas, därefter linjen och raden som den flyttas till. Pjäsen noteras med stor bokstav och linjen med liten bokstav. Om en bonde flyttas anges endast linjen och raden den flyttas till. Man behöver bara ange pjäsens ursprungliga position om det råder tvekan om vilken pjäs det är som flyttas. Slag noteras med ett x, schack noteras med ett + och schackmatt noteras med en #. Spelaren kan även anteckna om ett drag var bra eller dåligt med utropstecken respektive frågetecken.
| Pjäs        | Kung | Dam | Torn | Löpare | Springare |
| ----------- | ---- | --- | ---- | ------ | --------- |
| Förkortning | K    | D   | T    | L      | S         |
| Symboler    |      |     |      |        |           |

Kort och lång rockad noteras med 0–0 respektive 0–0–0. En passant noteras med e.p.. Om en spelare erbjuder remi noteras det efter hans/hennes drag med (=). När partiet är över anger man 1–0 för vit vinst, 0–1 för svart vinst och ½–½ för remi. Promovering noteras genom att ange vilket fält bonden i fråga går till och därefter förkortningen på den sorts pjäs som den promoveras till.

##### Exempel
| Drag | Vits drag | Svarts drag | Förklaring                                           | Kommentar |
| ---- | --------- | ----------- | ---------------------------------------------------- | --- |
| 1    | e4        | e5          | Vit bonde går till e4. Svart bonde går till e5.      | Observera att ingen förkortning används för bönder utan avsaknaden av en bokstav anger vilken sorts pjäs det är.                               |
| 2    | Lc4       | Sc6         | Vit löpare går till c4. Svart springare går till c6. | |
| 3    | Dh5       | Sf6??       | Vit dam går till h5. Svart springare går till f6.    | Svarts drag är en blunder då det låter vit sätta honom/henne schackmatt i nästa drag, vilket är varför draget är markerat med två frågetecken. |
| 4    | Dxf7#     |             | Vit dam tar f7 och sätter svart kung schackmatt.     | |

Samma parti kan skrivas ut i löptext på följande sätt: 
1. e4 e5 2. Lc4 Sc6 3. Dh5 Sf6?? 4. Dxf7#
| Situation                                                | Notation | Förklaring                                    | Kommentar                                                                                       |
| -------------------------------------------------------- | -------- | --------------------------------------------- | ----------------------------------------------------------------------------------------------- |
| Två bönder på samma rad kan ta samma fält                | cxd5     | Bonde på linje c tar d5.                      | Så här måste det noteras om det skulle stå en annan bonde på e4 som kan slå samma pjäs.         |
| Två springare på samma linje kan flyttas till samma fält | S5e4     | Springare på rad 5 går till e4.               | Så här måste det noteras om det skulle stå en annan springare på g3 som kan gå till samma fält. |
| Promovering                                              | e8D      | Bonde går till e8 och promoveras till en dam. |                                                                                                 |

Om en bonde har promoverats så det finns tre likadana pjäser på brädet finns det även situationer där en pjäs ursprungsposition måste noteras med både linje och rad, till exempel Sc5e4 (springare på c5 går till e4).

### Etikett och ordning
Det är god sed i ett tävlingsparti att spelarna skakar hand med varandra före och efter partiet. 
Det är förbjudet för både spelare och åskådare att prata eller göra någonting för att störa eller irritera. Det är dock tillåtet att prata om saker som är nödvändiga för spelet, till exempel om man ställer en ordningsfråga, påpekar ett feldrag eller erbjuder remi, förutsatt att man inte missbrukar denna rättighet. Huruvida det är acceptabelt att äta under partiet är en omdiskuterad fråga men det är generellt accepterat att dricka till exempel kaffe eller vatten.
Böcker, datorer, anteckningar (förutom partiprotokoll) eller andra externa informationskällor är generellt förbjudna under ett parti. Under 2000-talet blev även frågan om mobiltelefoner aktuell då de kunde utgöra ett störande moment, och med smarttelefonernas uppkomst blev även möjligheten att fuska större. På grund av detta är det vanligt på mindre turneringar att man stänger av telefonen och lägger den synlig på bordet med skärmen neråt för att visa att man inte använder den. I större mästerskap brukar telefoner vara helt förbjudna.
I stora turneringar såsom världsmästerskap kan klädkoden kavaj påbjudas.